# Biserica de lemn din Băița

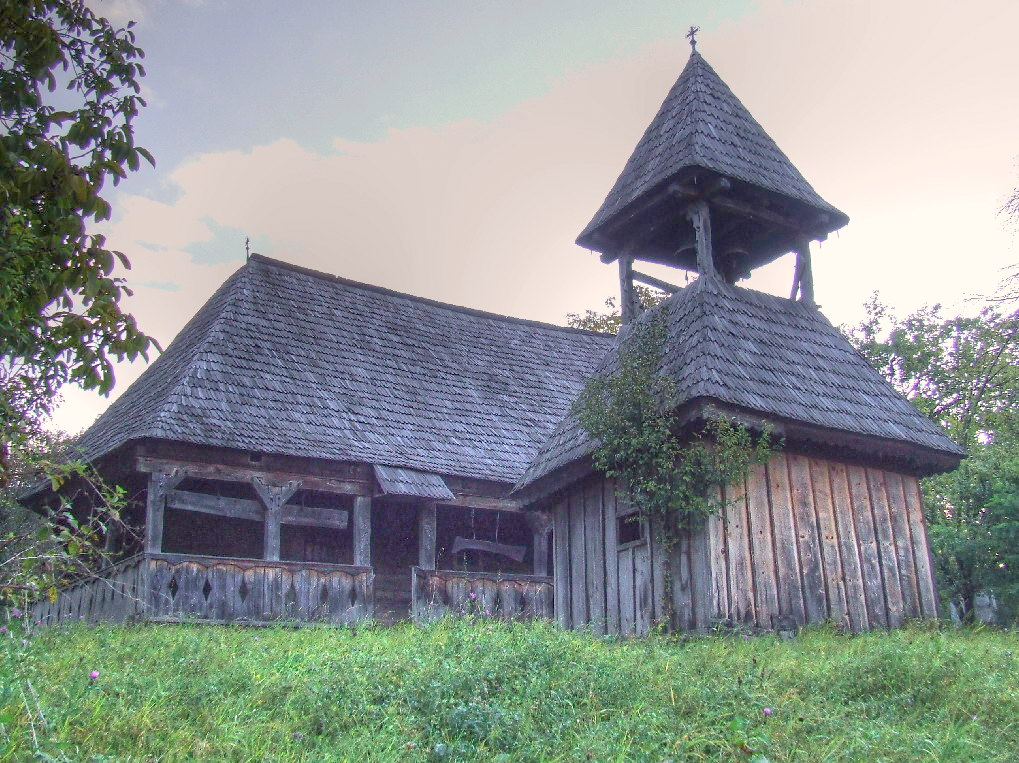
Biserica de lemn „Sfinții Arhangheli Mihail și Gavriil” din Băița, vedere din sud, sept. 2008

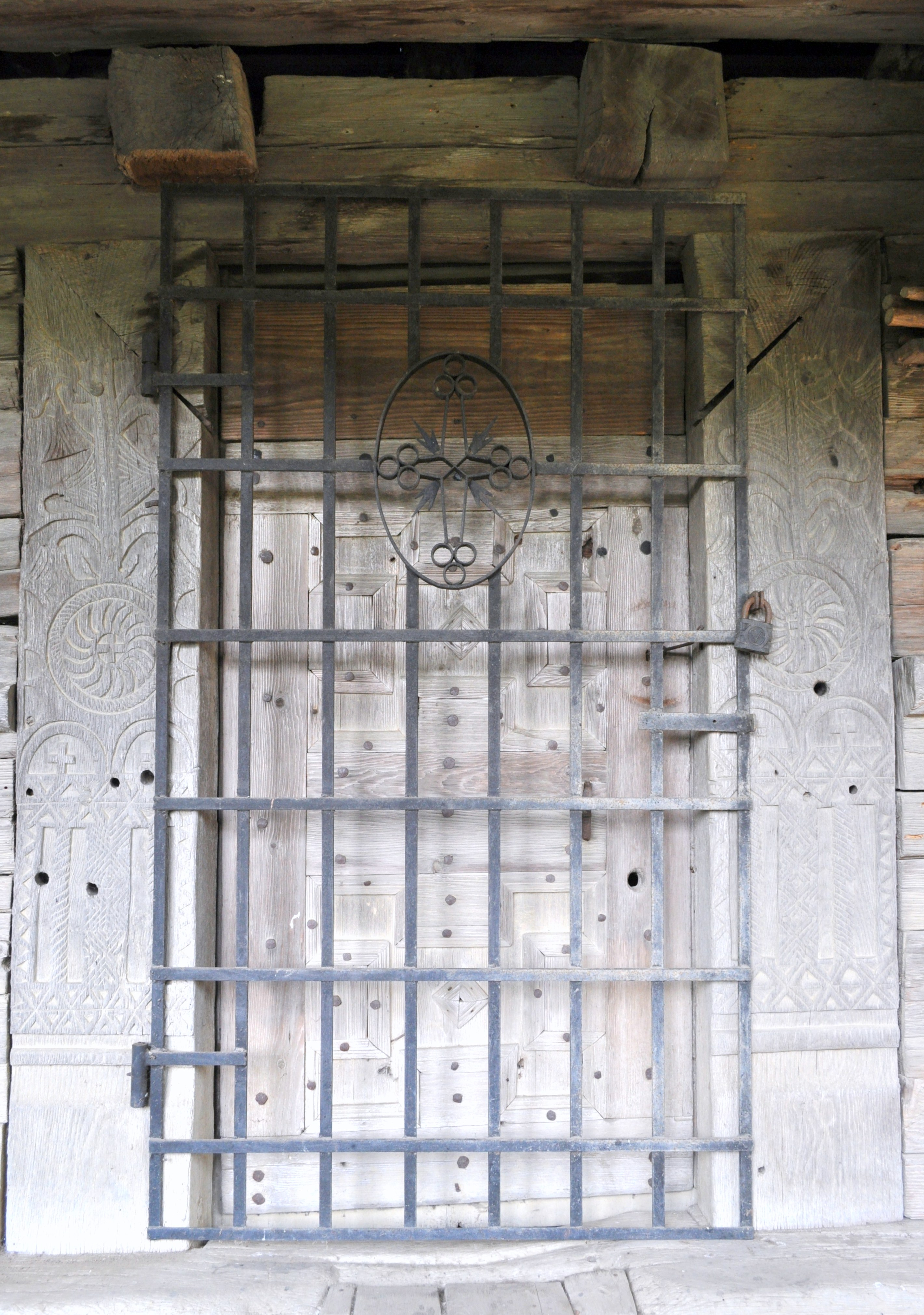
Ancadramentul intrării decorat cu motive geometrice și „peana de grâu”

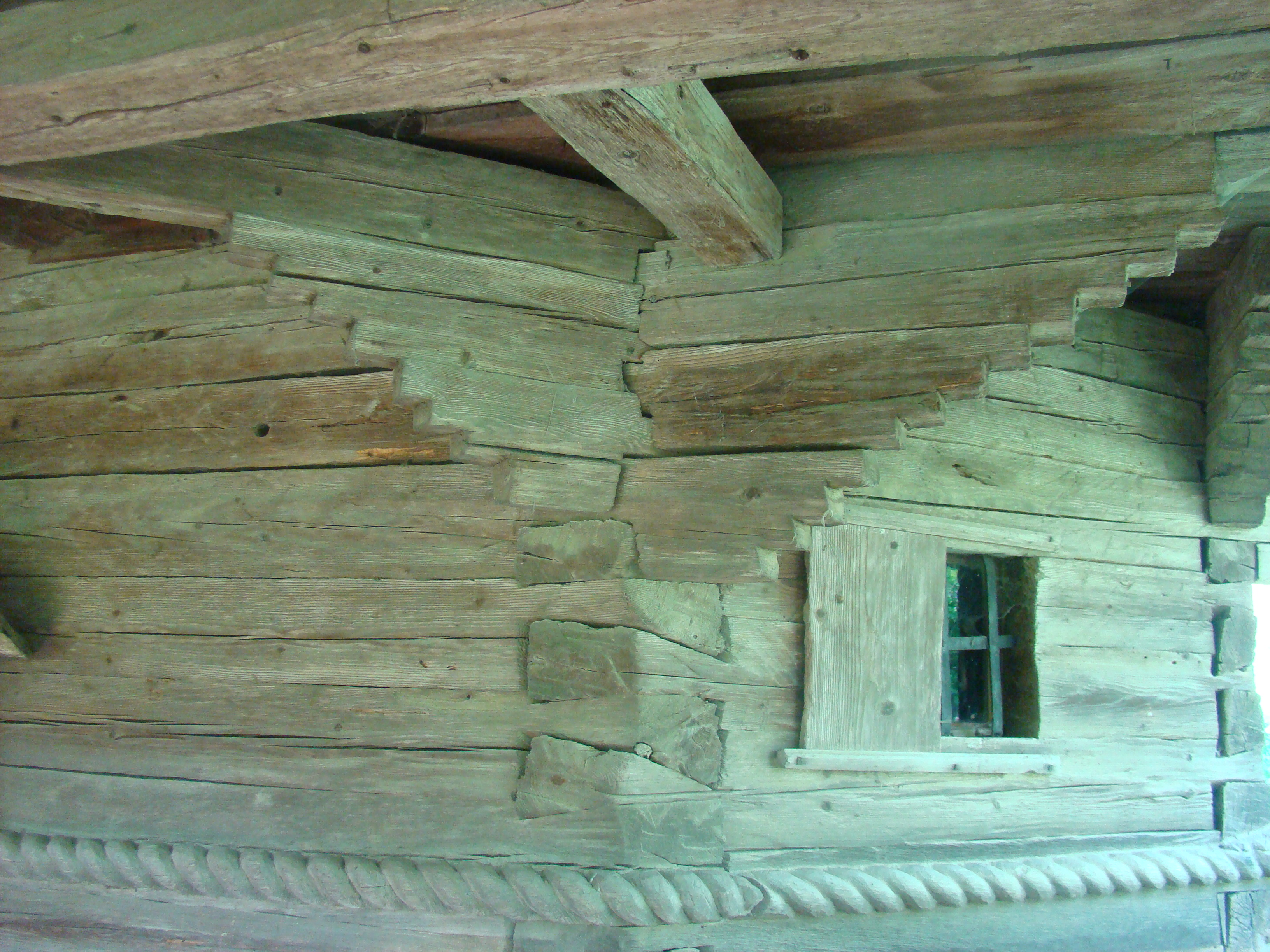
Console, îmbinări și brâu median

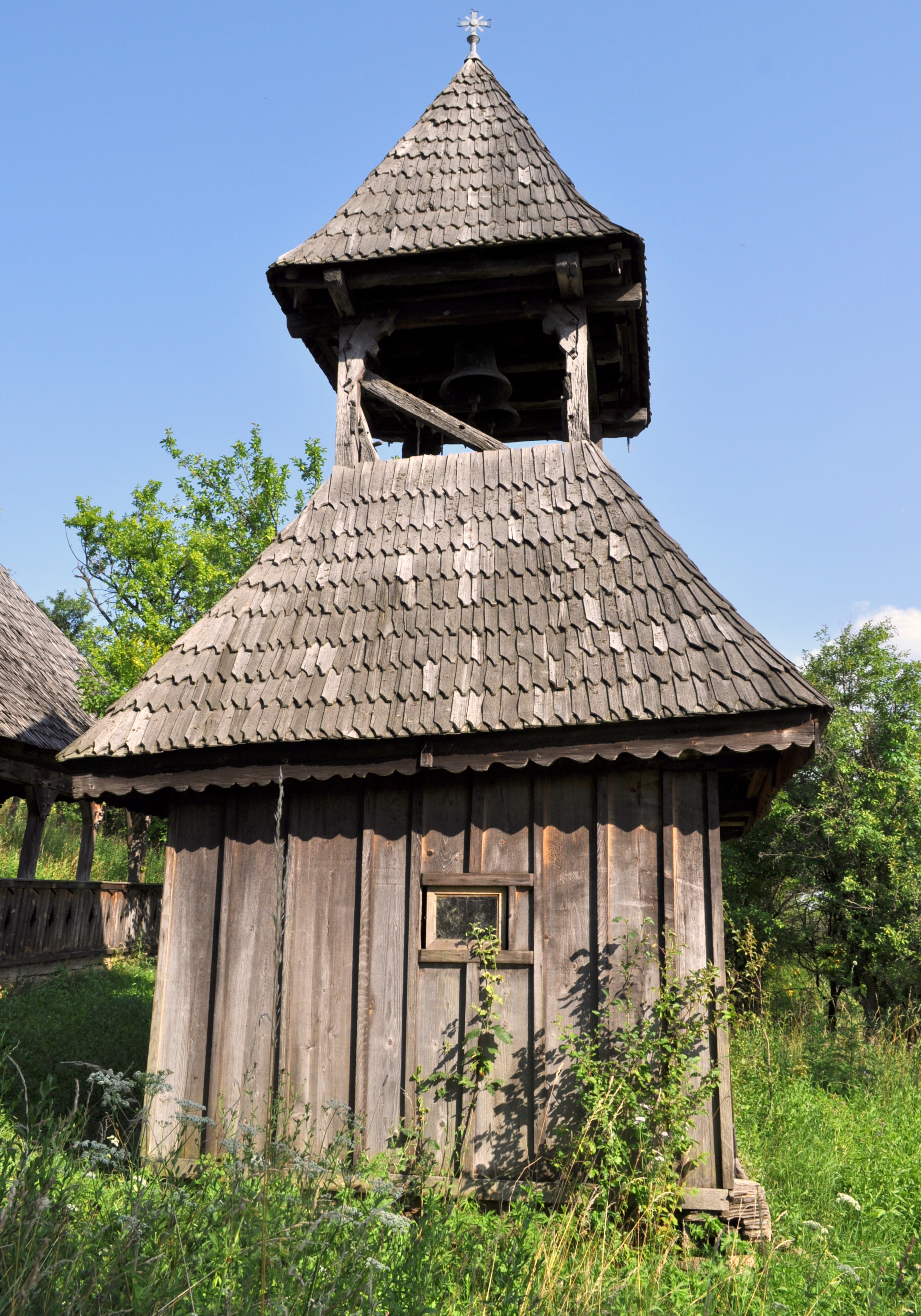
Clopotnița

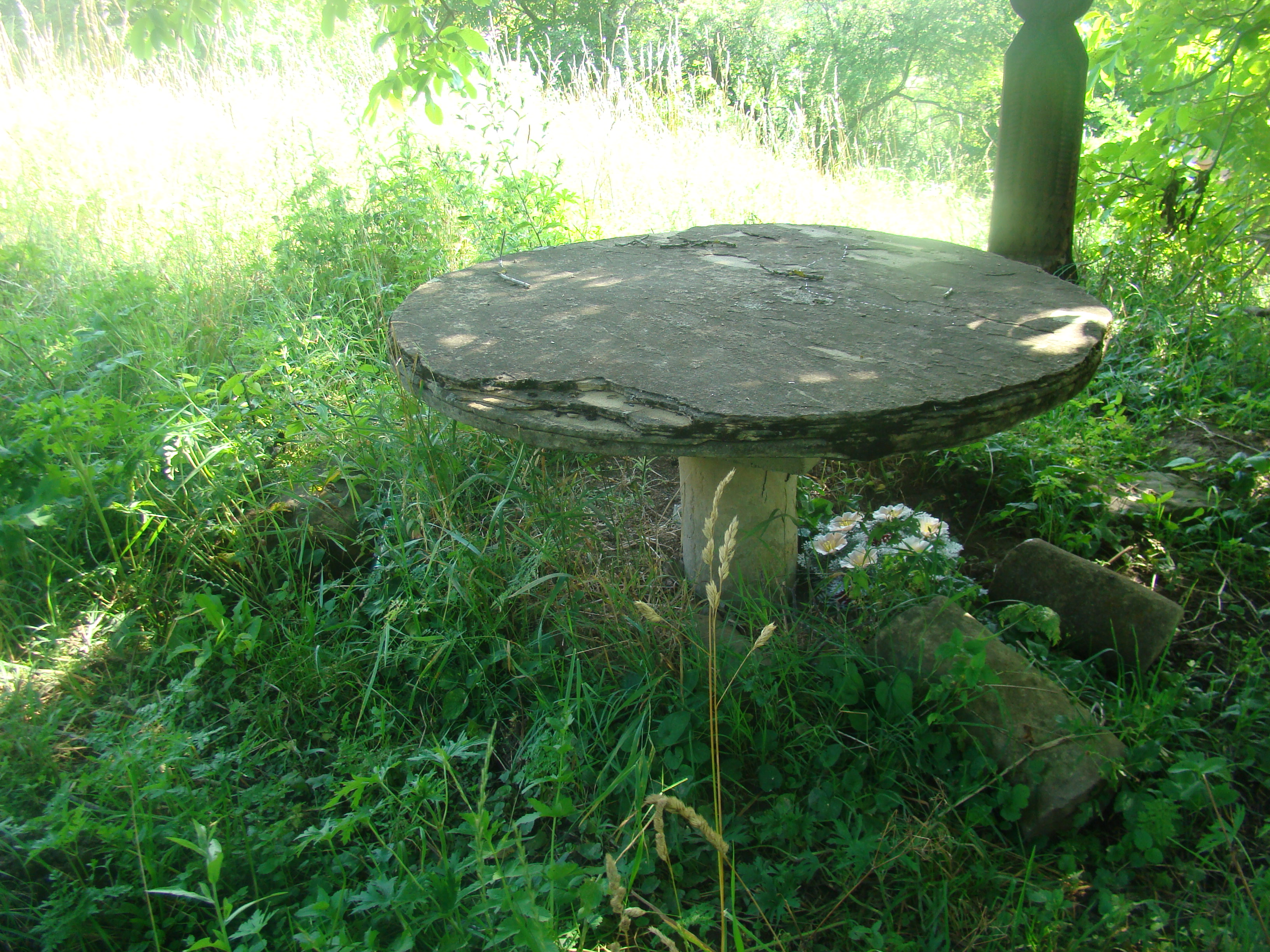
Masa tăcerii

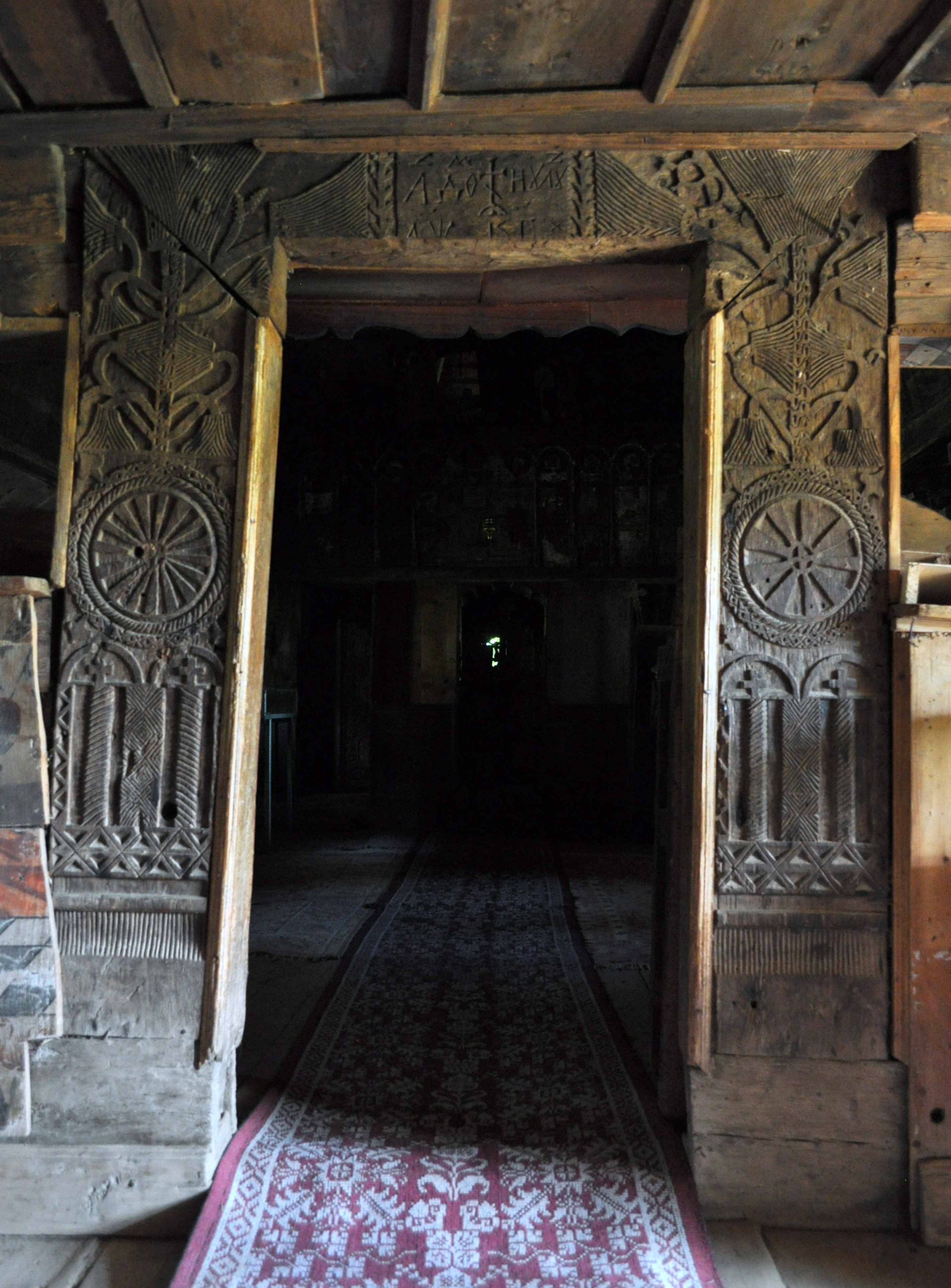
Cadrul ușii dintre pronaos și naos

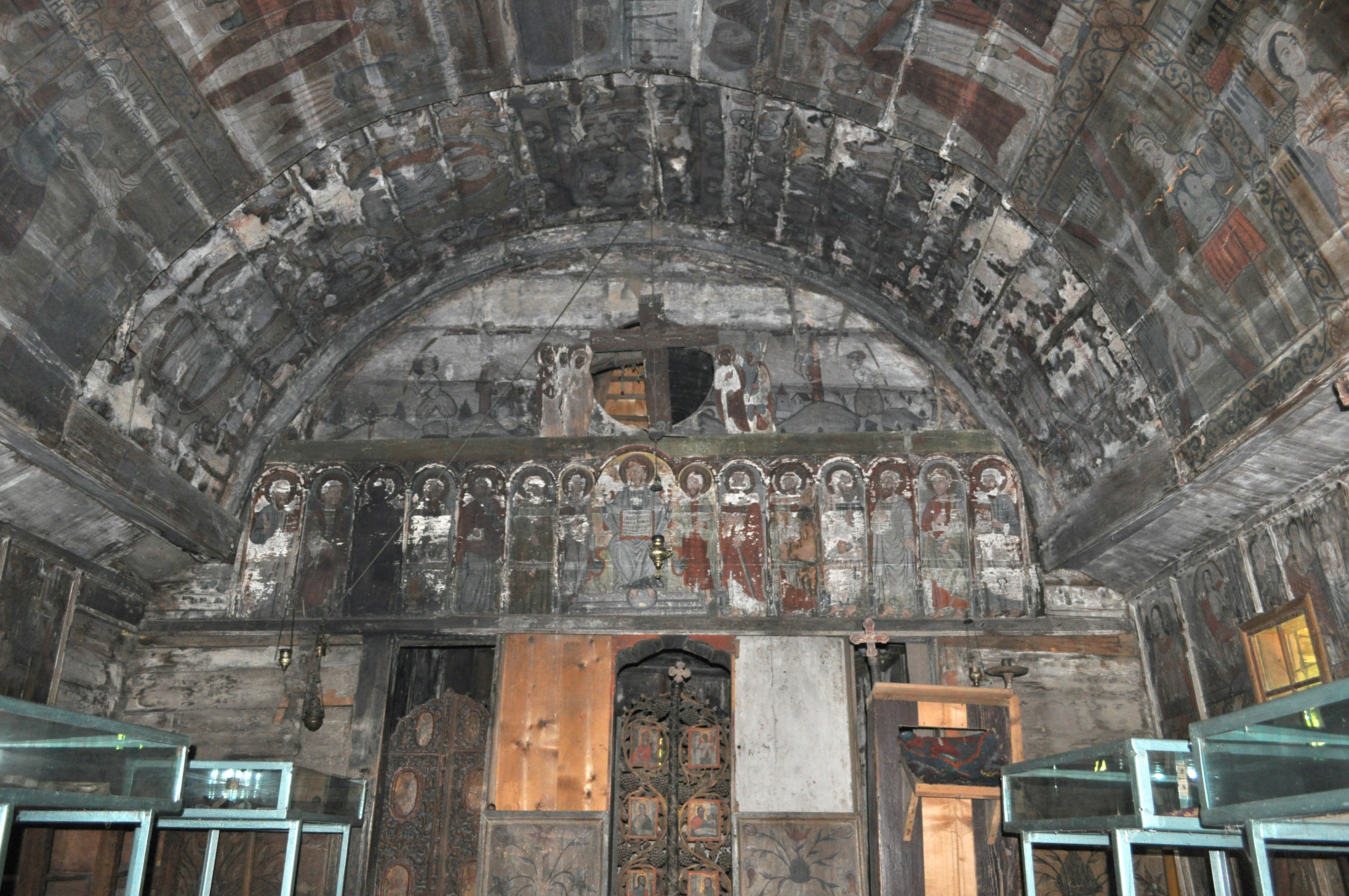
Interiorul navei

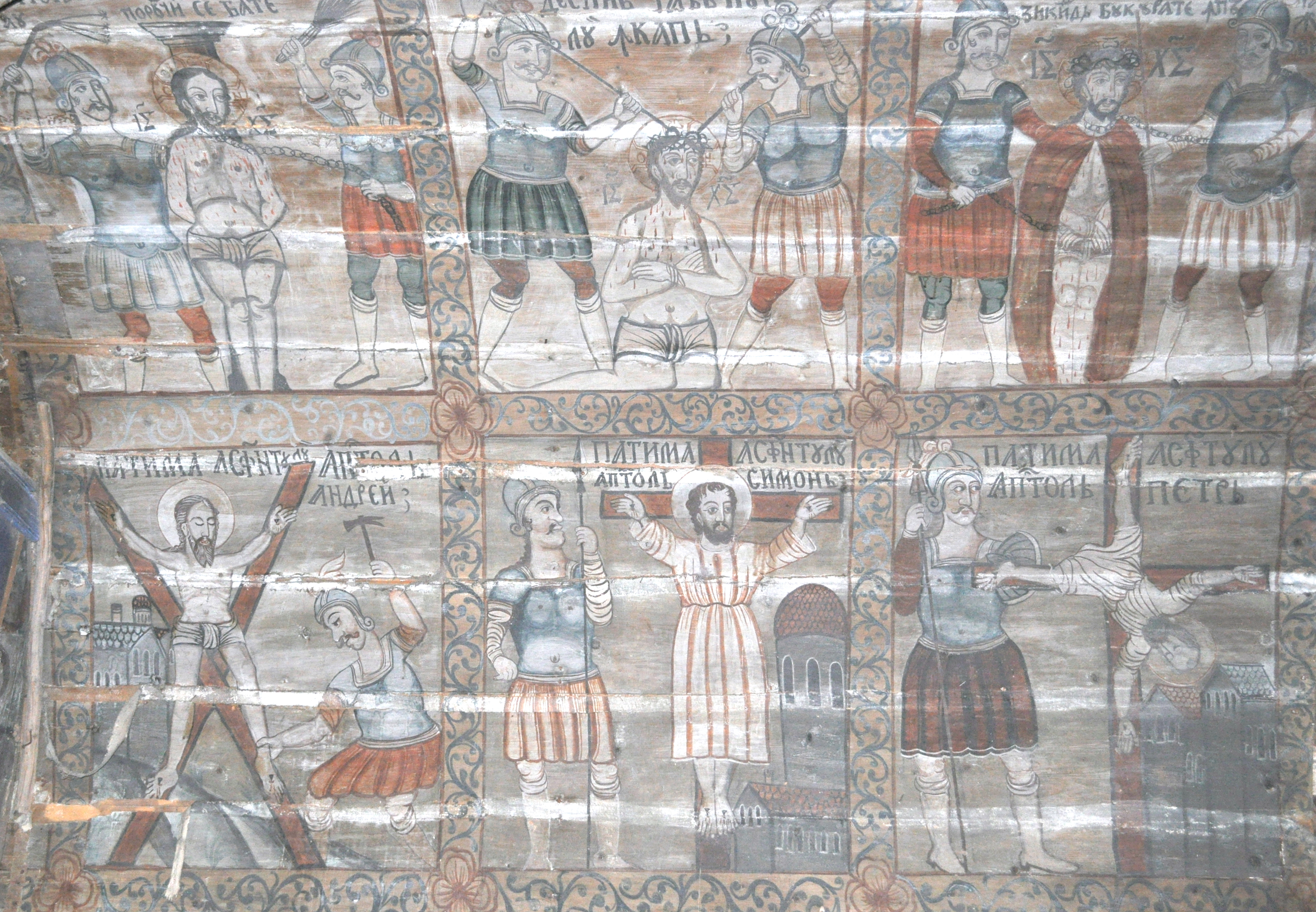
Patimile lui Iisus

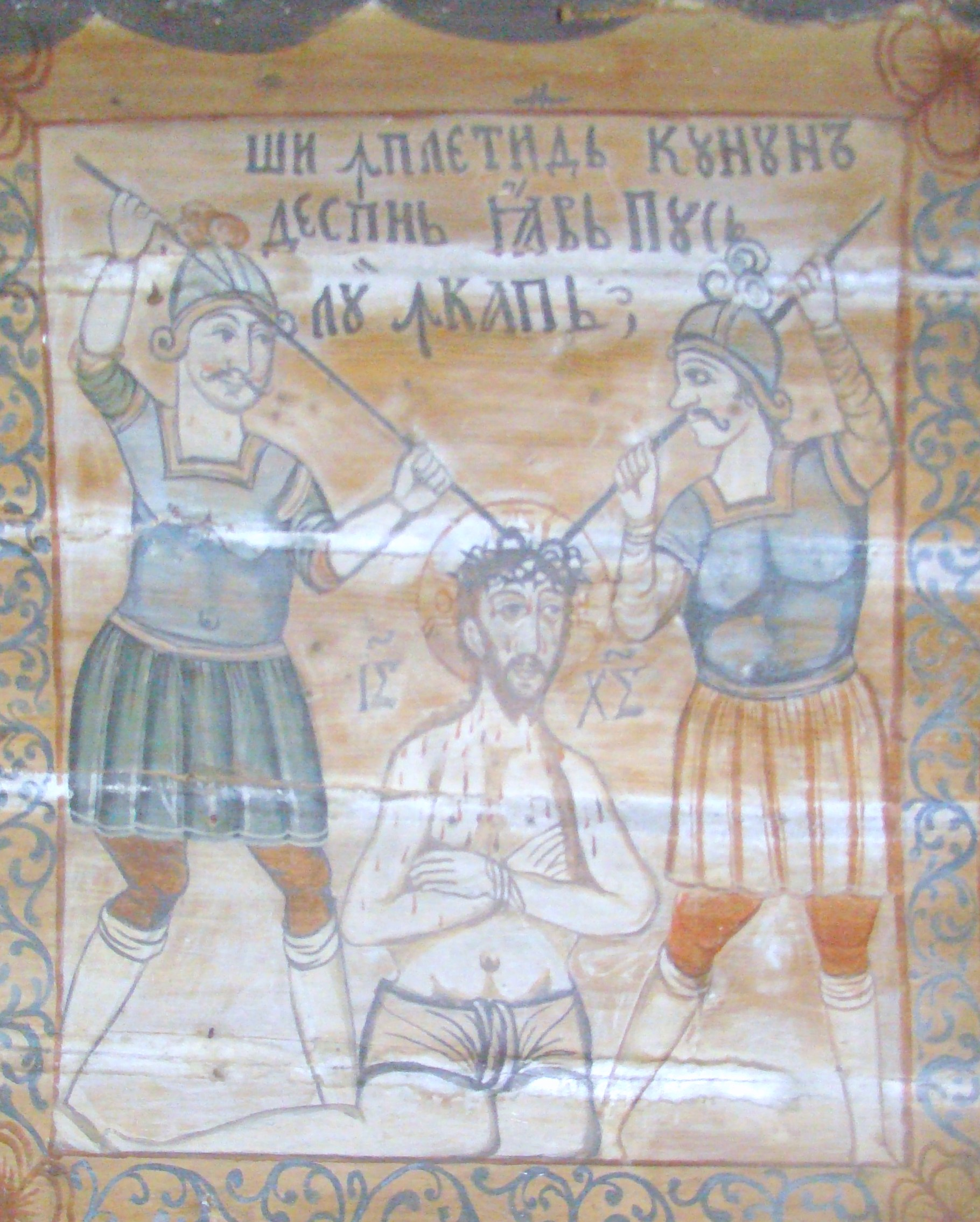
Încununarea cu spini

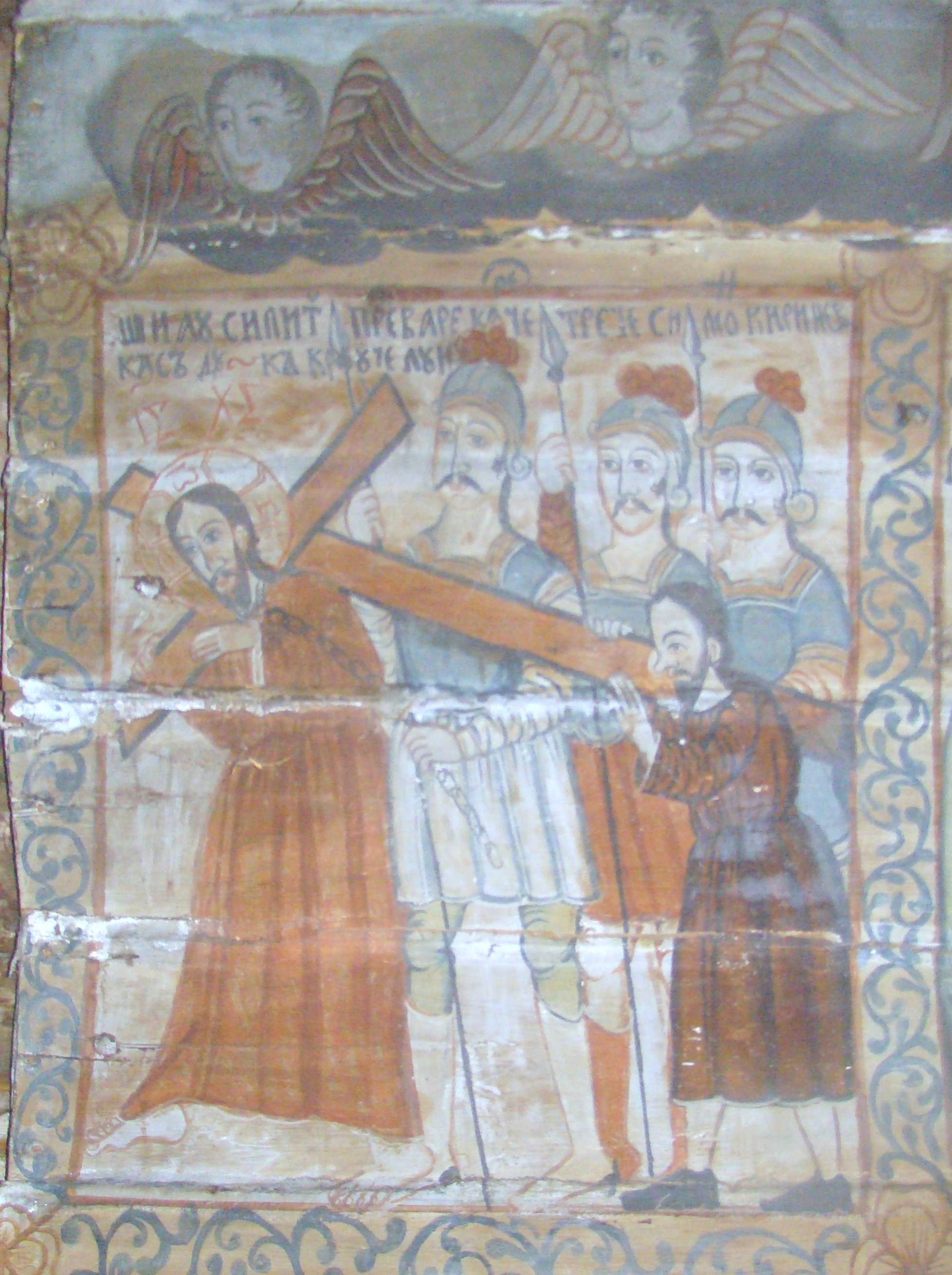
Iisus purtând crucea

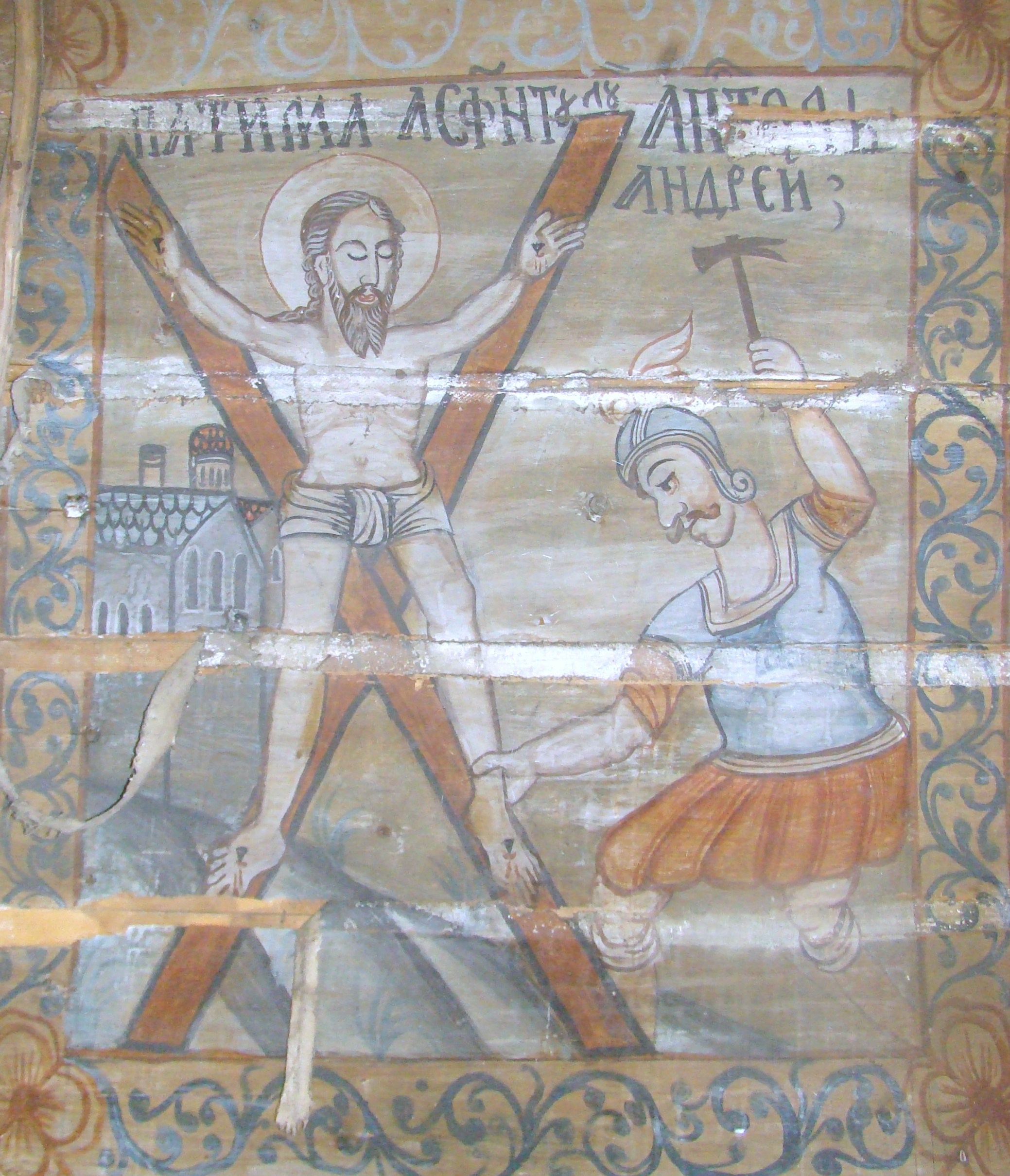
Răstignirea

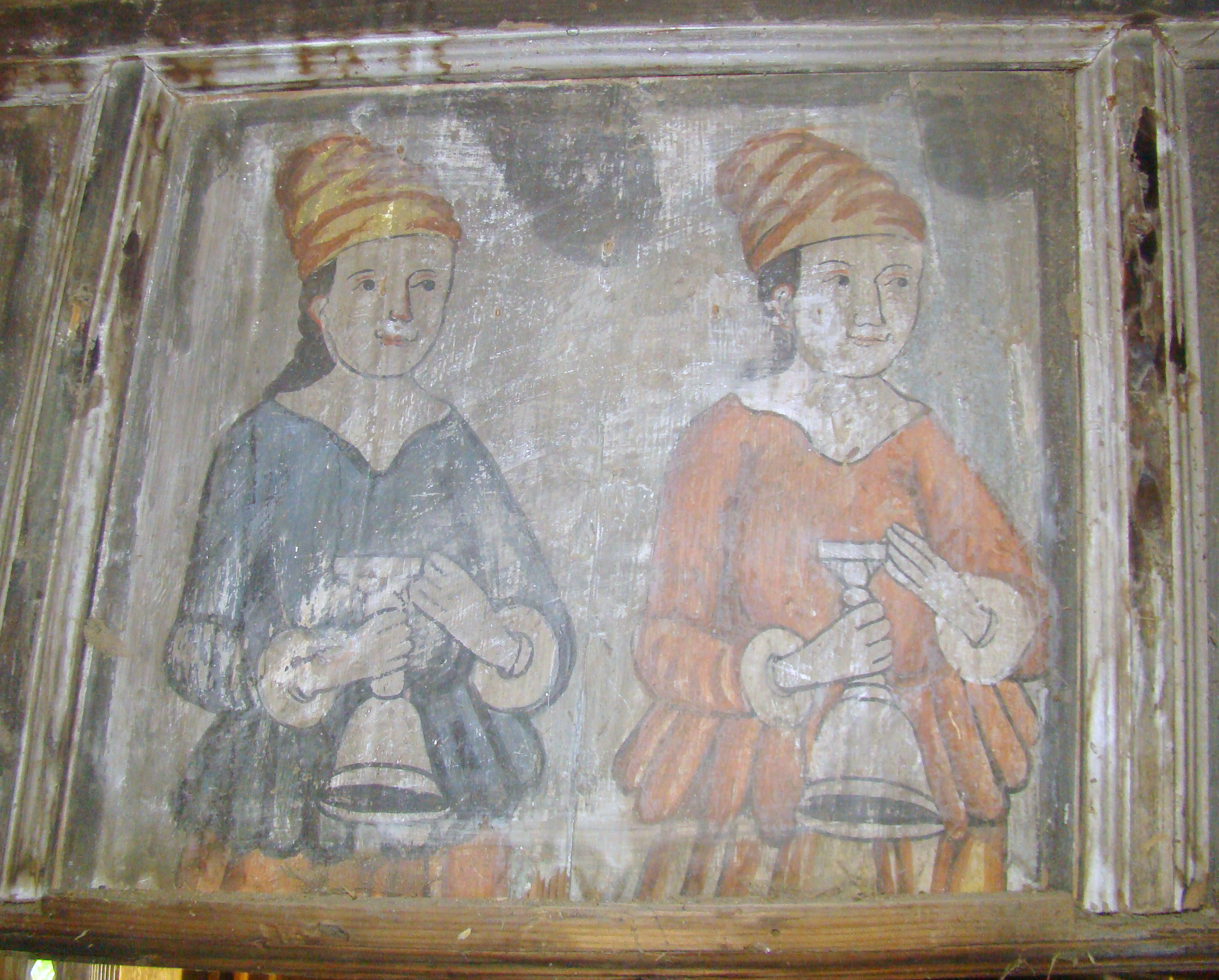
Fecioarele nebune

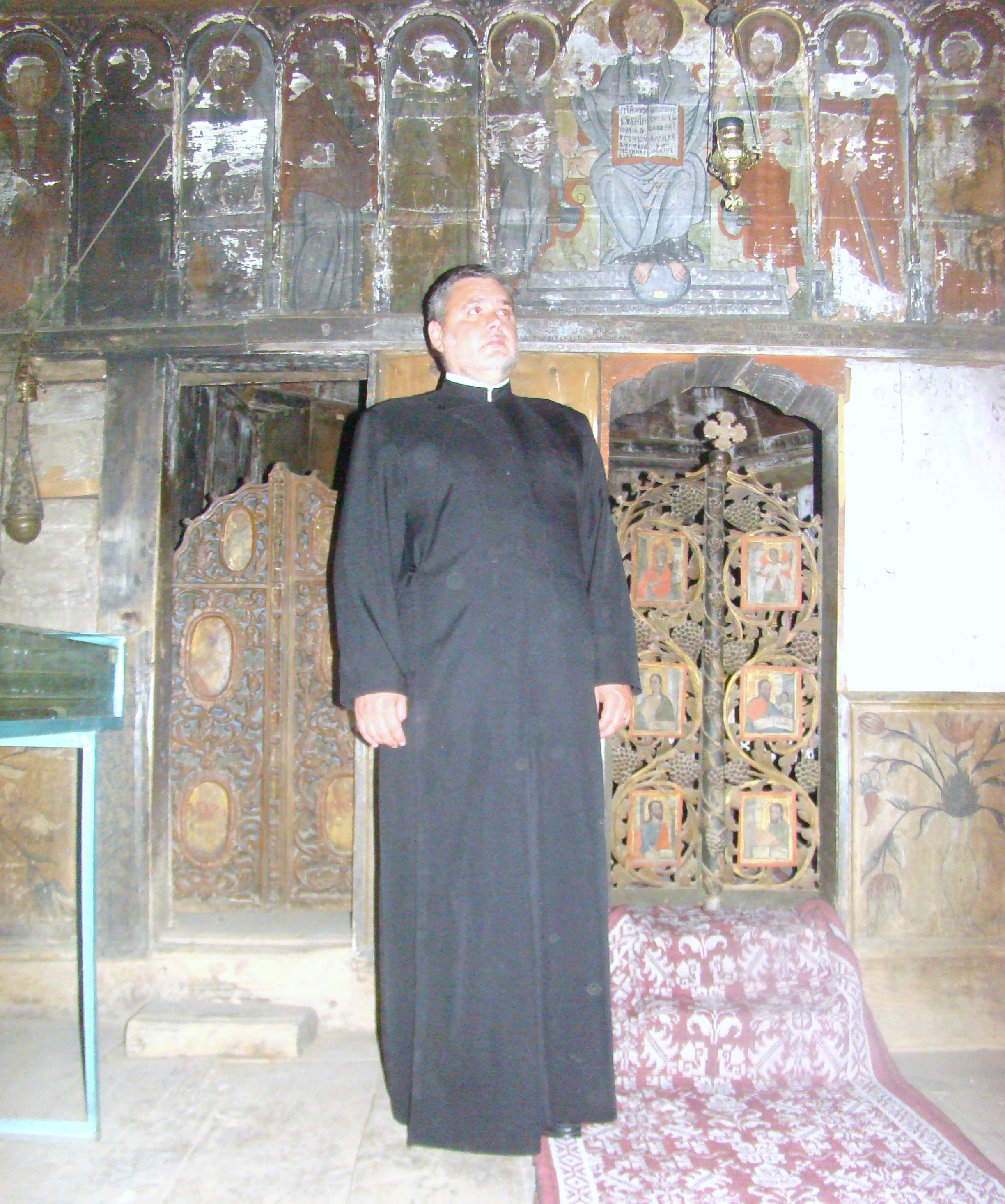
Preotul paroh Iacob Ionel

Biserica de lemn din Băița, comuna Lunca, județul Mureș, datează din anul 1723. Are hramul „Sfinții Arhangheli Mihail și Gavriil”. Biserica se află pe noua listă a monumentelor istorice sub codul LMI:  MS-II-a-A-15604.

## Istoric
Biserica „Sfinții Arhangheli Mihail și Gavriil” din Băița se poate aprecia ca datând din secolul XVII. Este așezată la poalele dealului Turn, care oferă o încântătoare priveliște asupra satului. Primele pagini bibliografice i se datorează  lui Kelemen Lajos, pagini scrise cu interes și căldură. Acesta a admirat ancadramentul sculptat, sfeșnicul și candelabrul de lemn și s-a entuziasmat în fața decorului pictat, în care află personaje în port popular românesc.
Kelemen Lajos ne transmite informația că biserica ar fi fost adus de la Bilac. Dincolo de convingerea că lăcașul a fost construit în Băița, date fiind exemplarele înrudite din jur, întrebările ce se mai ivesc, firesc, se formulează astfel: de ce și-ar fi adus băițanii o biserică de lemn tocmai de la Bilac (azi Domnești, comuna Mărișelu, județul Bistrița-Năsăud), când  aveau la îndemână lemn suficient de construcție, și de ce în aceeași vreme, tot conform tradiției, cei din Bilac și-au adus o alta din Satu Nou (comuna Cetate), coincidența făcând ca cele două biserici în discuție, să prezinte aceeași formă de plan.
Pe ancadramentul dintre pronaos si naos este săpat: „anii Domnului 1723“, latura cu inscripția fiind tăiată în partea de jos (pentru a da înălțime intrării. Presupunem că data se referă, de fapt, la înființarea parohiei unite, căci, în mod obișnuit la bisericile de lemn, actul de edificare este dăltuit în pragul de sus al primei intrări.

## Trăsături
Pereții, din brad, pe temelie de stejar, înscriu un plan dreptunghiular cu absida altarului, decroșată, poligonală cu cinci laturi și partea de vest a pronaosului de asemeni poligonală, cu trei laturi, tip de plan frecvent pe întreg pământul românesc.
La întâlnirea pereților, capetele bârnelor se îmbină în coadă de rândunică, cele de sus intersectându-se în console, bogat crestate în plan înclinat, console ce se regăesc și la interior, în sprijinul bolții semicilindrice a naosului.
Bolta altarului, de asemeni semicilindrică, este intersectată de trei fâșii curbe. Pronaosul are tavan drept, făcut probabil când, vremelnic, i s-a suprapus o clopoțnită. Pentru a spori rezistența pereților, capetele bârnelor din partea de jos sunt mult prelungite. Nu departe de temelie, pe o bârnă de stejar, a fost puternic profilat un brâu în frânghie.
În preajma sfințirii sau resfințirii lăcașului, absida altarului, poate și celelalte compartimente, a fost pictată, la acest fapt referindu-se textul în limbă slavă, din Proscomidie, din nefericire foarte avariat. Din pictura absidei, probabil că reprezentarea Mariei Orantă cu Arhanghelii Mihail și Gavril cât și acelea ale Sfintei Troițe și cetelor îngerești, datează din 1732.
Se leagă de pisania din 1765, pictura de pe peretele despărțitor, cu chipuri de sfinti militari (Teodor, Ipatie, Gheorghe, Tiron, Dimitrie etc.) și cuvioșii Teodesie de la Peștera, Antonie cel Mare. Celei de a doua jumătăți a secolului al XVIII-lea îi aparține și decorația pictată a navei, rod al colaborării unor zugravi din centrul artistic al mănăstirii Băița.
Merită reliefate, din programul iconografic, patimile apostolilor, alături de cele ale lui Isus Hristos și pilda fecioarelor. Suprafața bolții este împărțită în registre, prin chenare florale, orizontale si transversale. În altar, figurile sfinților părinți sunt însoțite de cele ale papilor și patriarhilor: Silvestru de la Roma, Mitrofan de la Țarigrad, Eftimie de la Antiohia, Macarie de la Ierusalim. Pictura pereților este executată pe un sistem de panouri, cu baghete profilate, ades întâlnit în Mureș.
În 1958 biserica a fost restaurată, reașezându-se peste acoperișul cu pante mari, învelitoarea caldă de șiță, prin ale cărei muchii se citește forma pereților. S-a avut grijă și de clopotnița, pe două nivele, aflată alături. De atunci însă a fost construită o nouă biserică de zid, iar foarte valorosul ansamblu de lemn de pe deal, împovărat de istorie și artă și care are nevoie urgentă de reparații, pare a fi dat uitării.

## Imagini din exterior

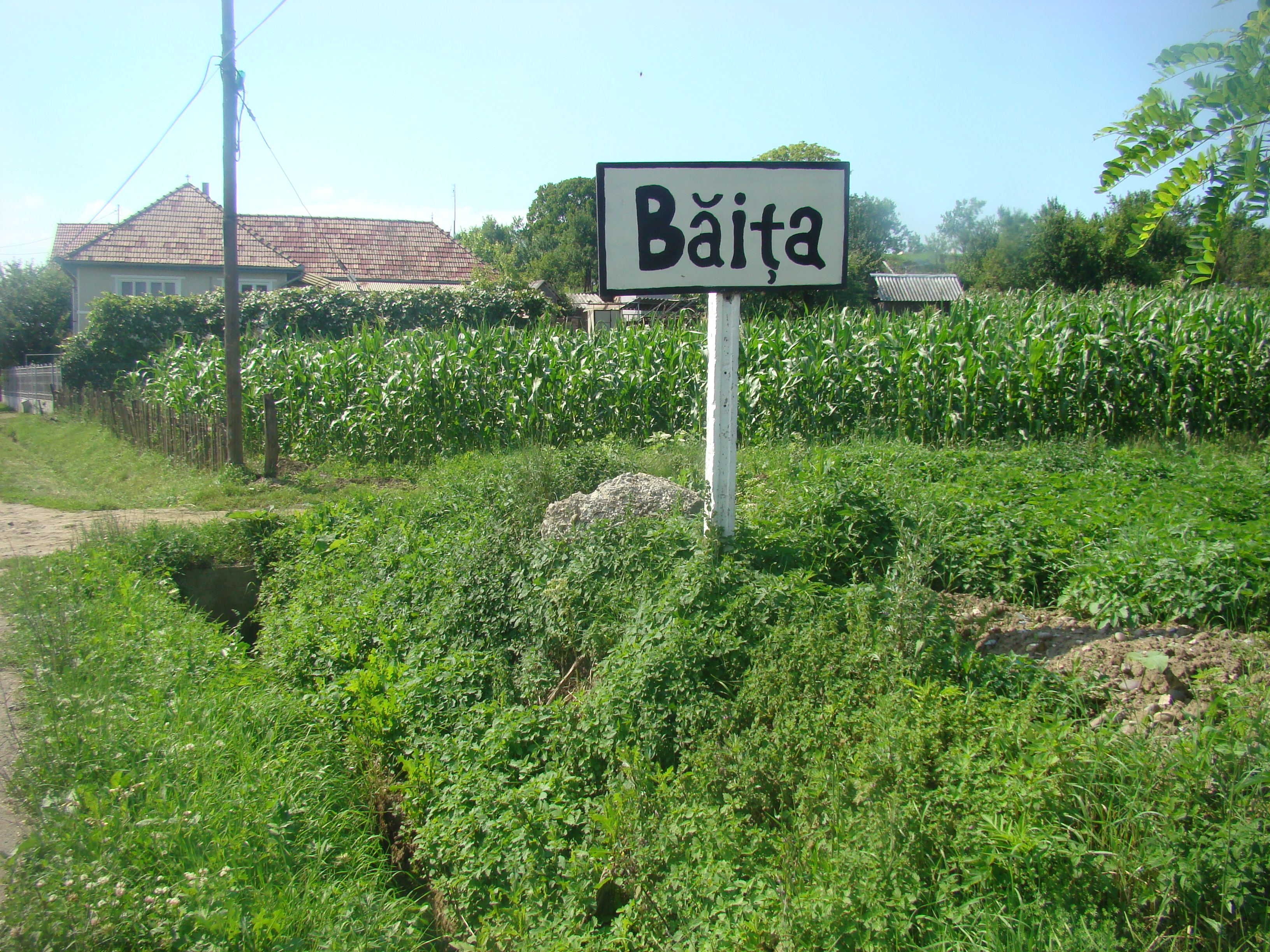
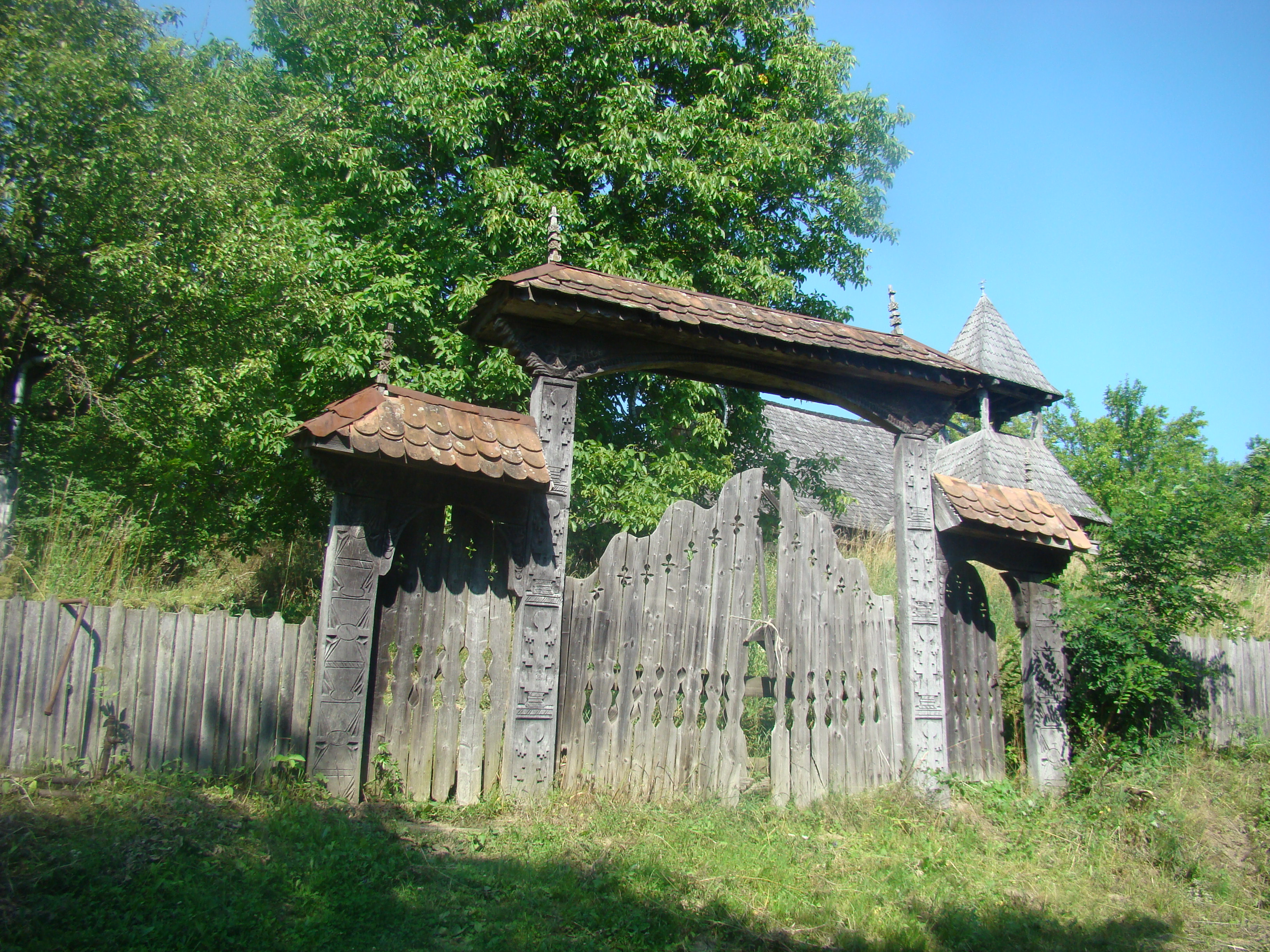
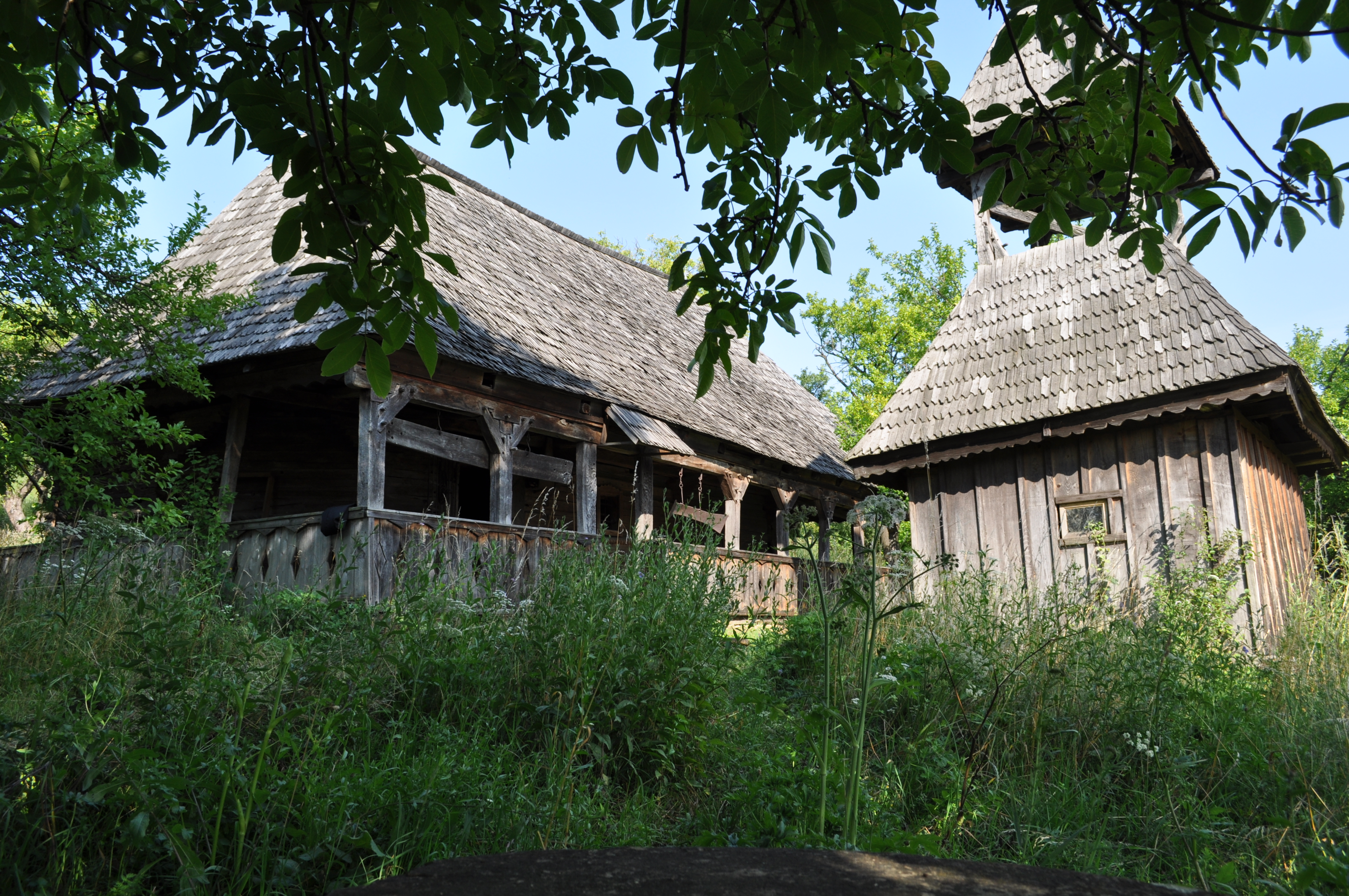
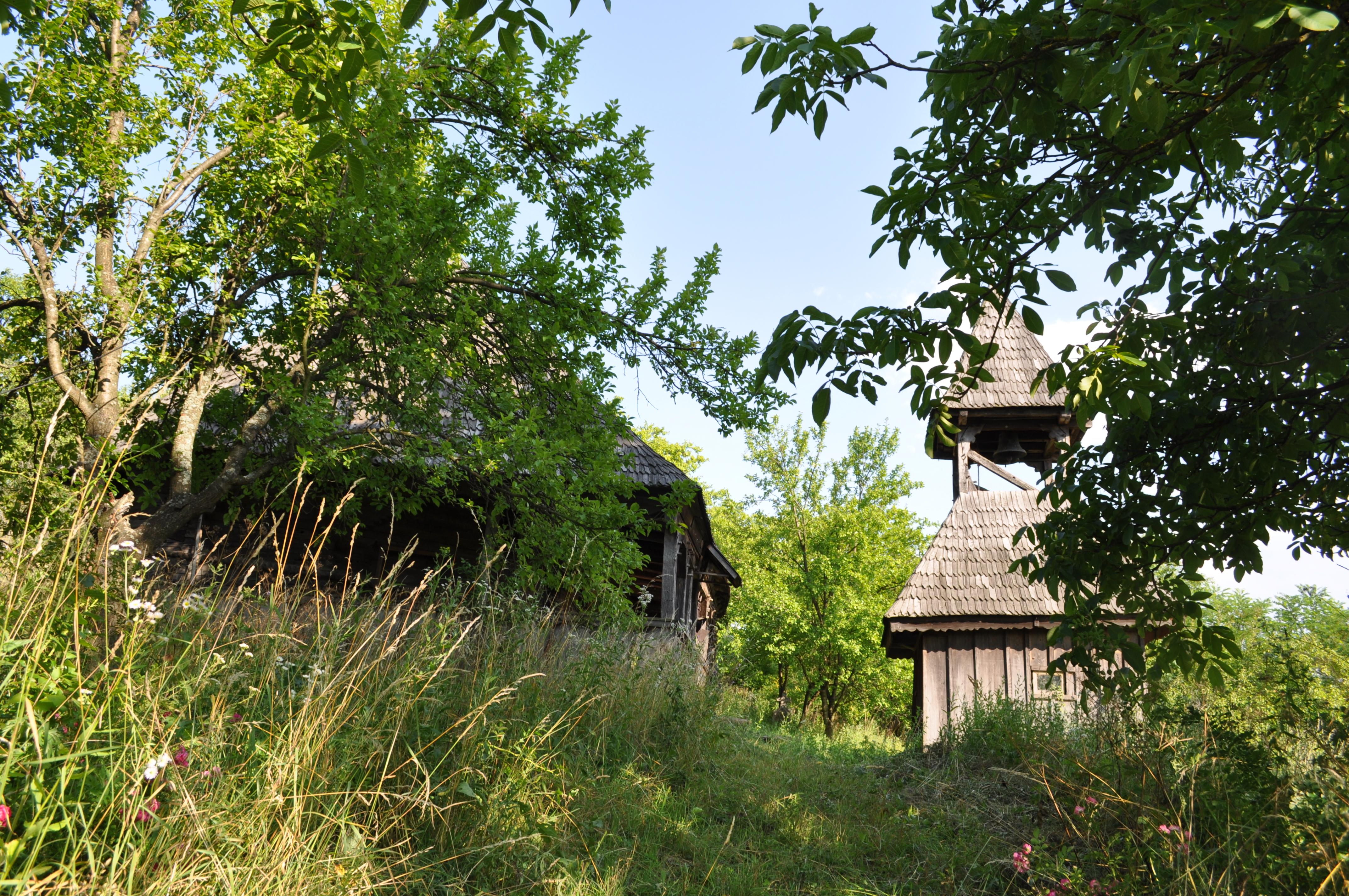
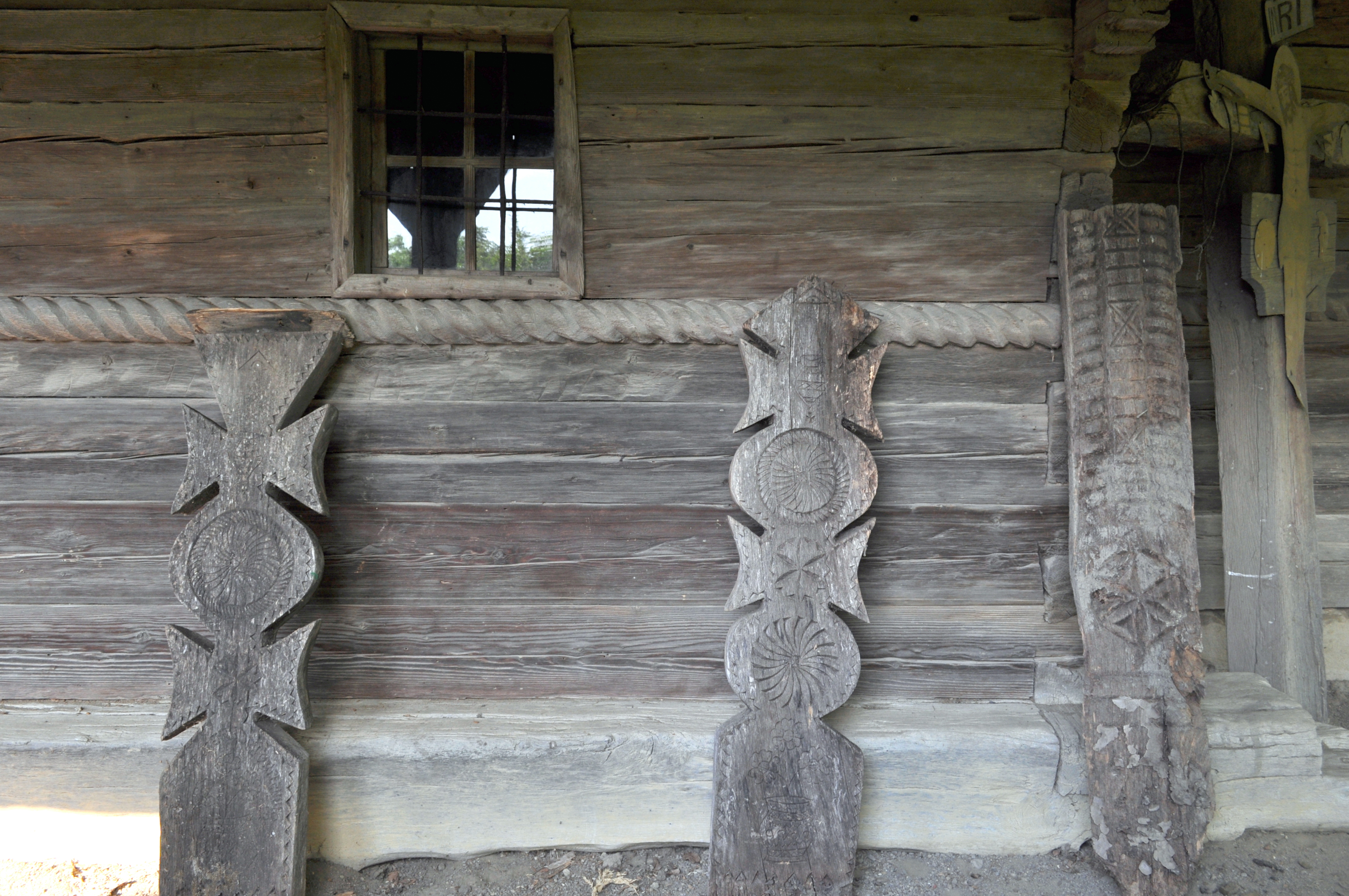
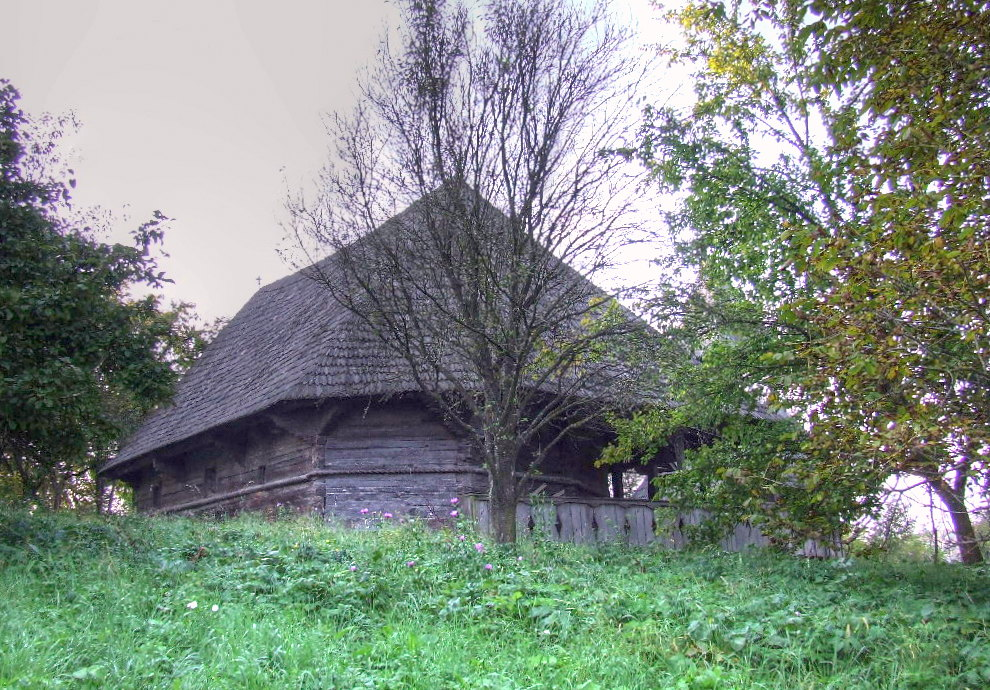
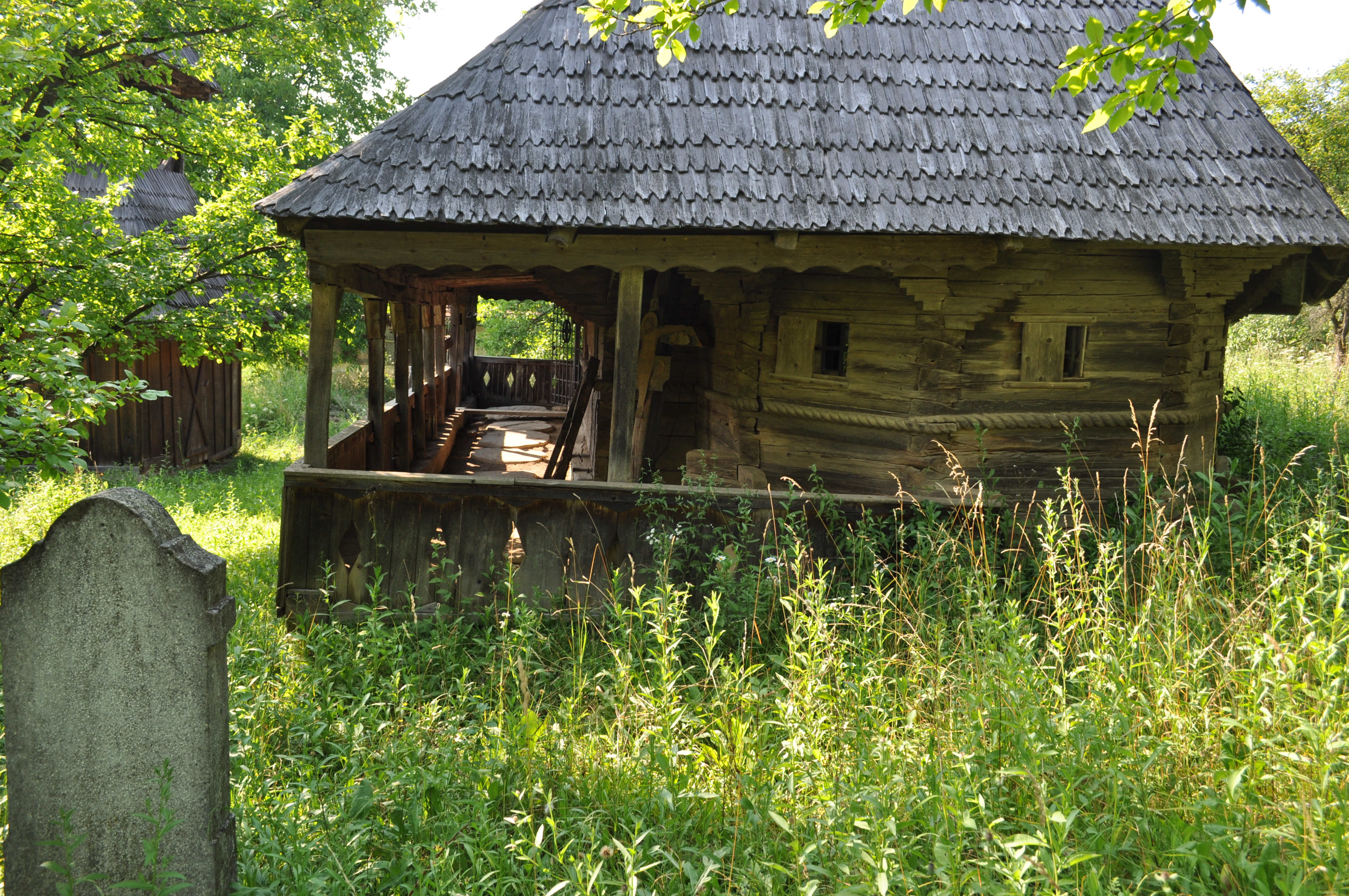
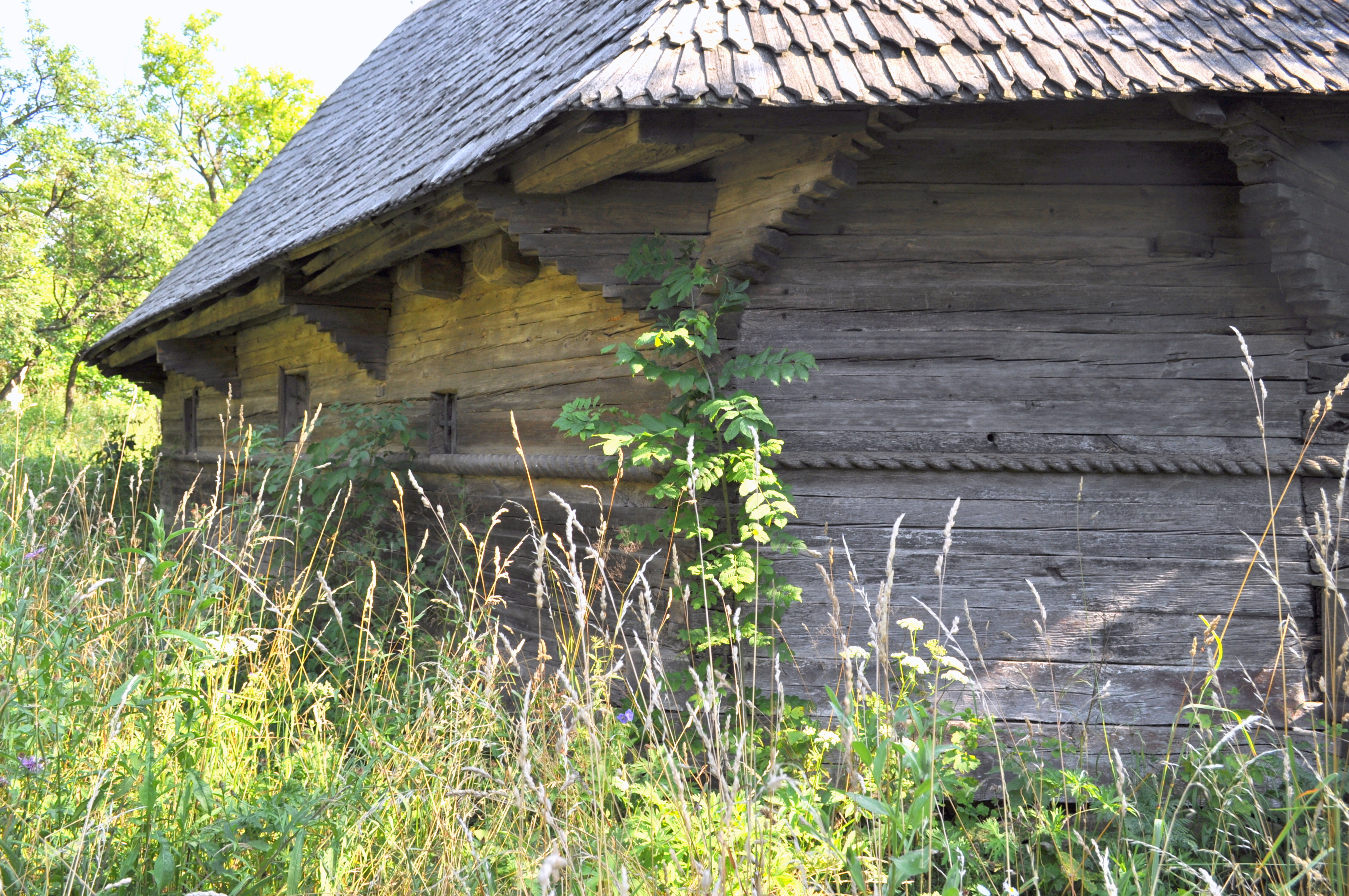
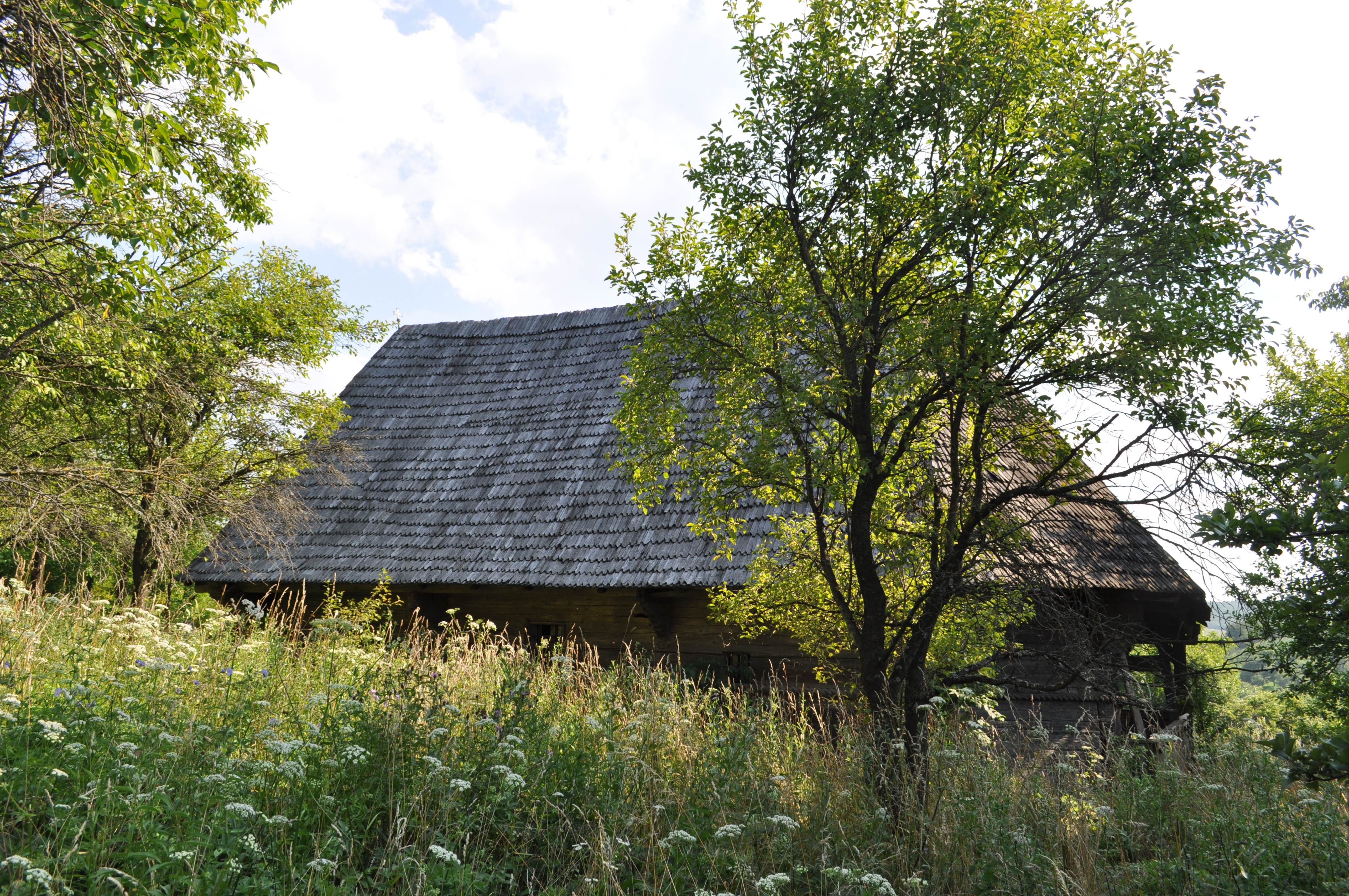
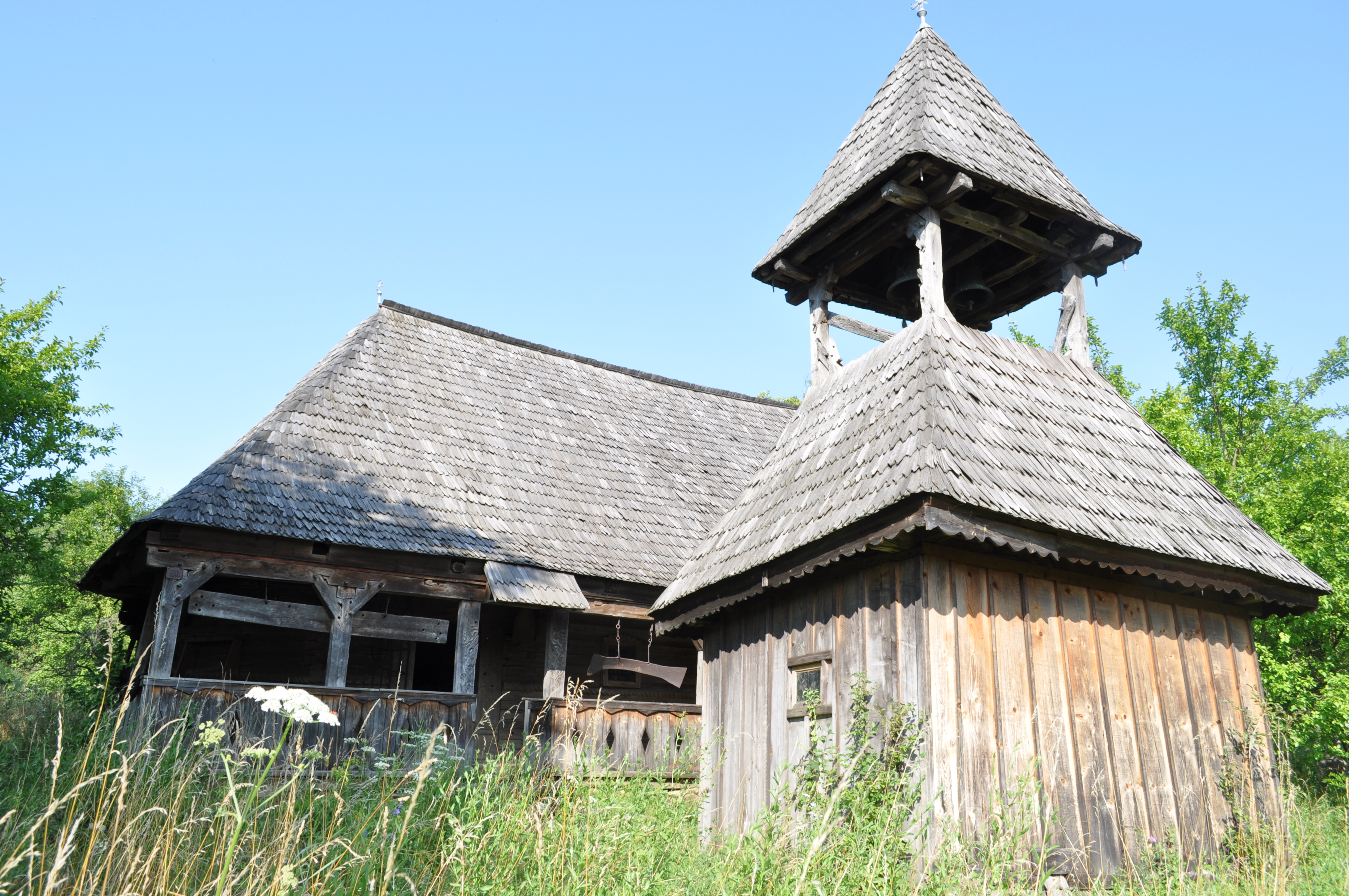
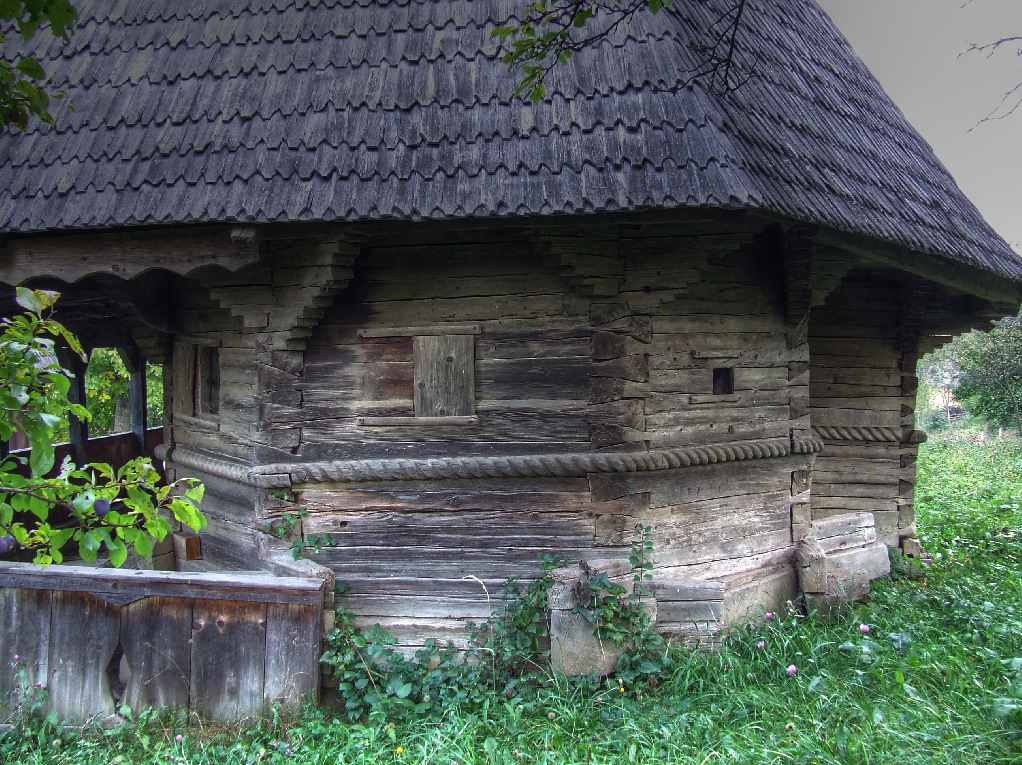
Absida altarului
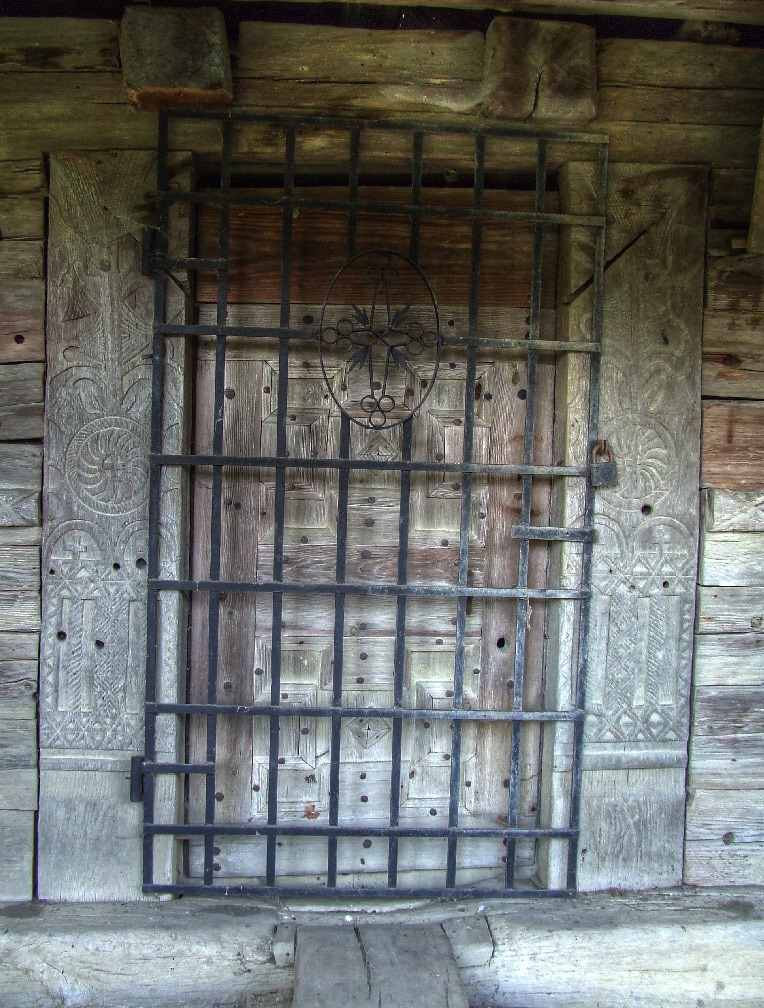
Portalul bisericii
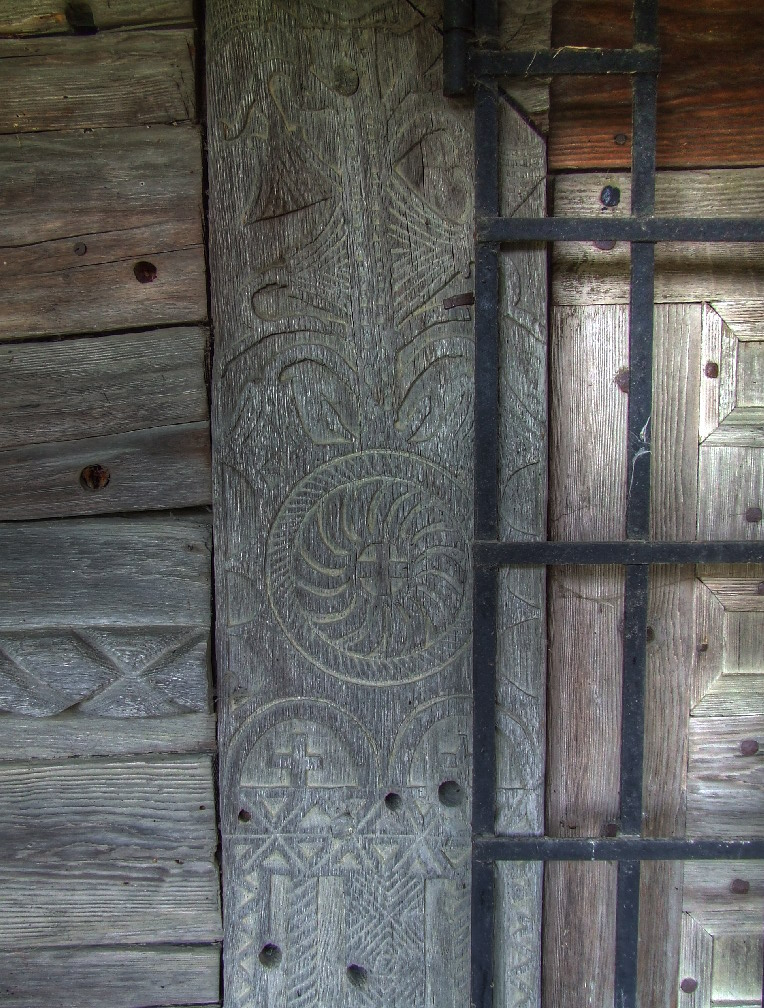
Detaliu portal
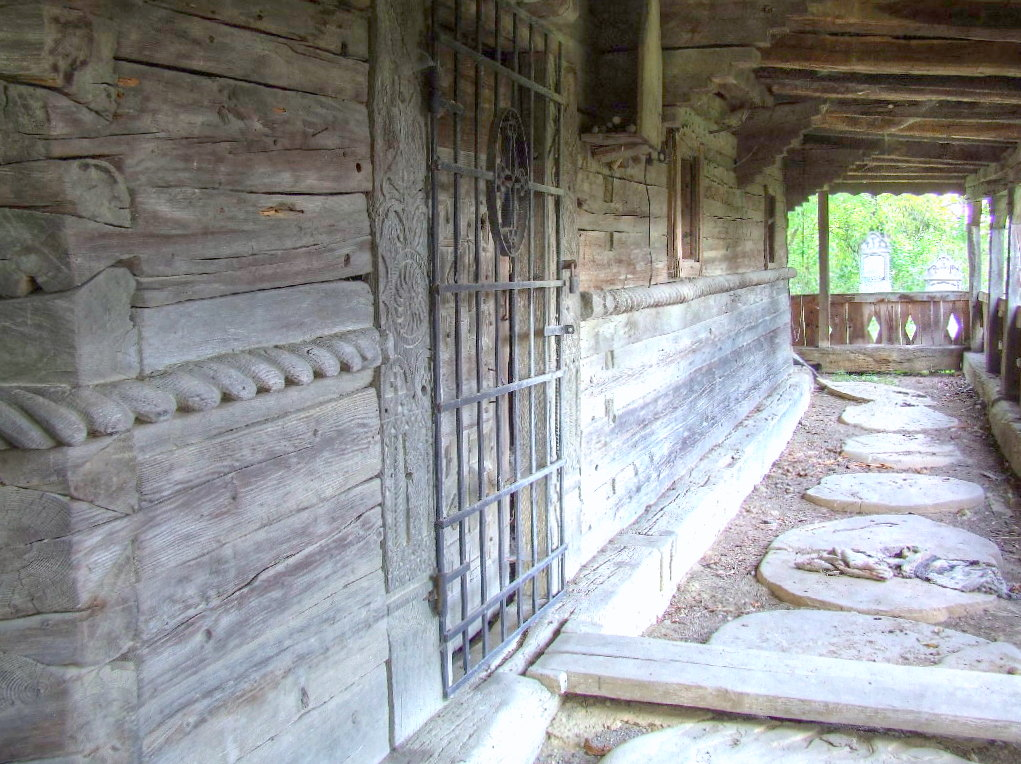
Peretele de sud, văzut din prispa bisericii
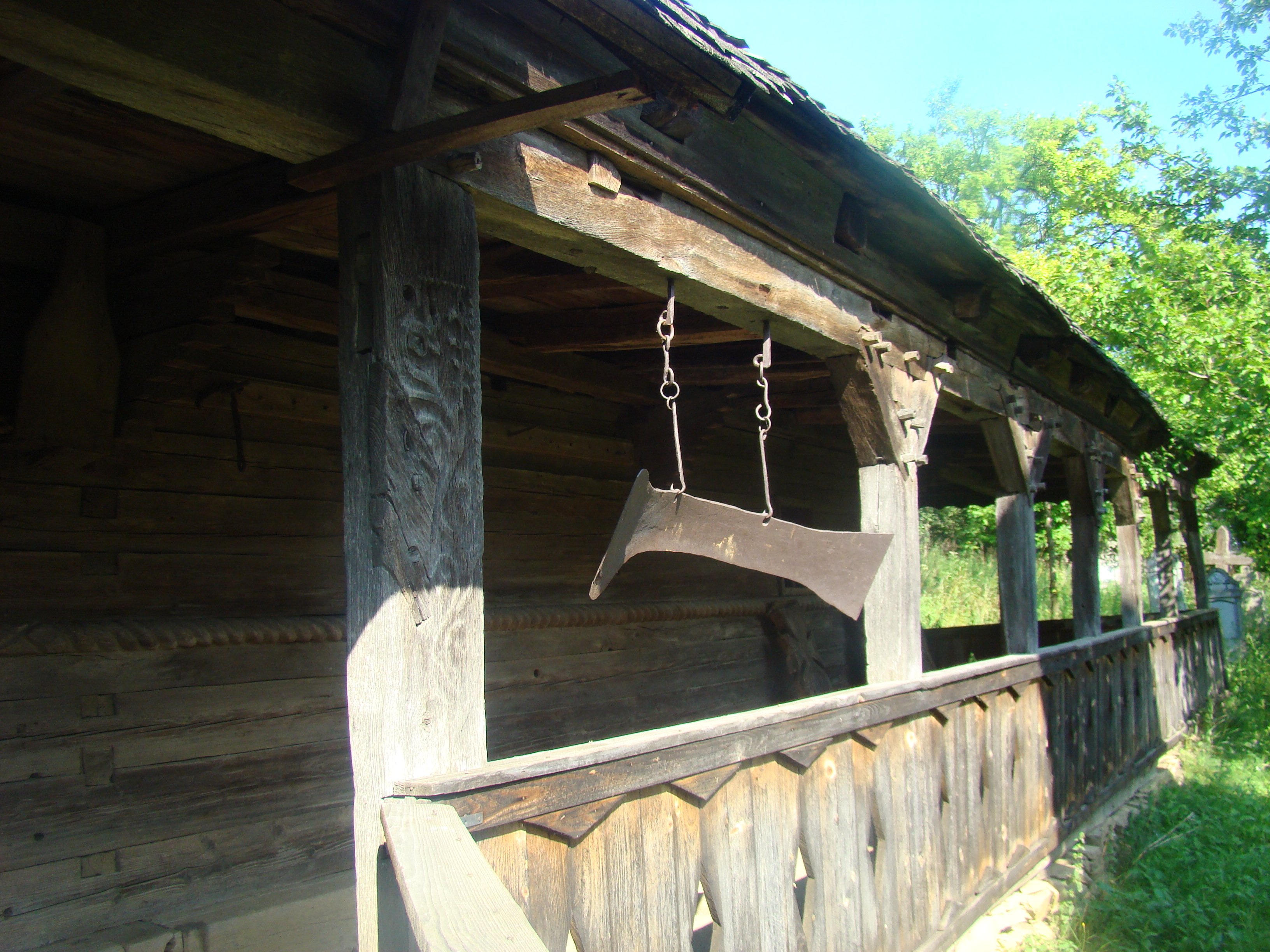
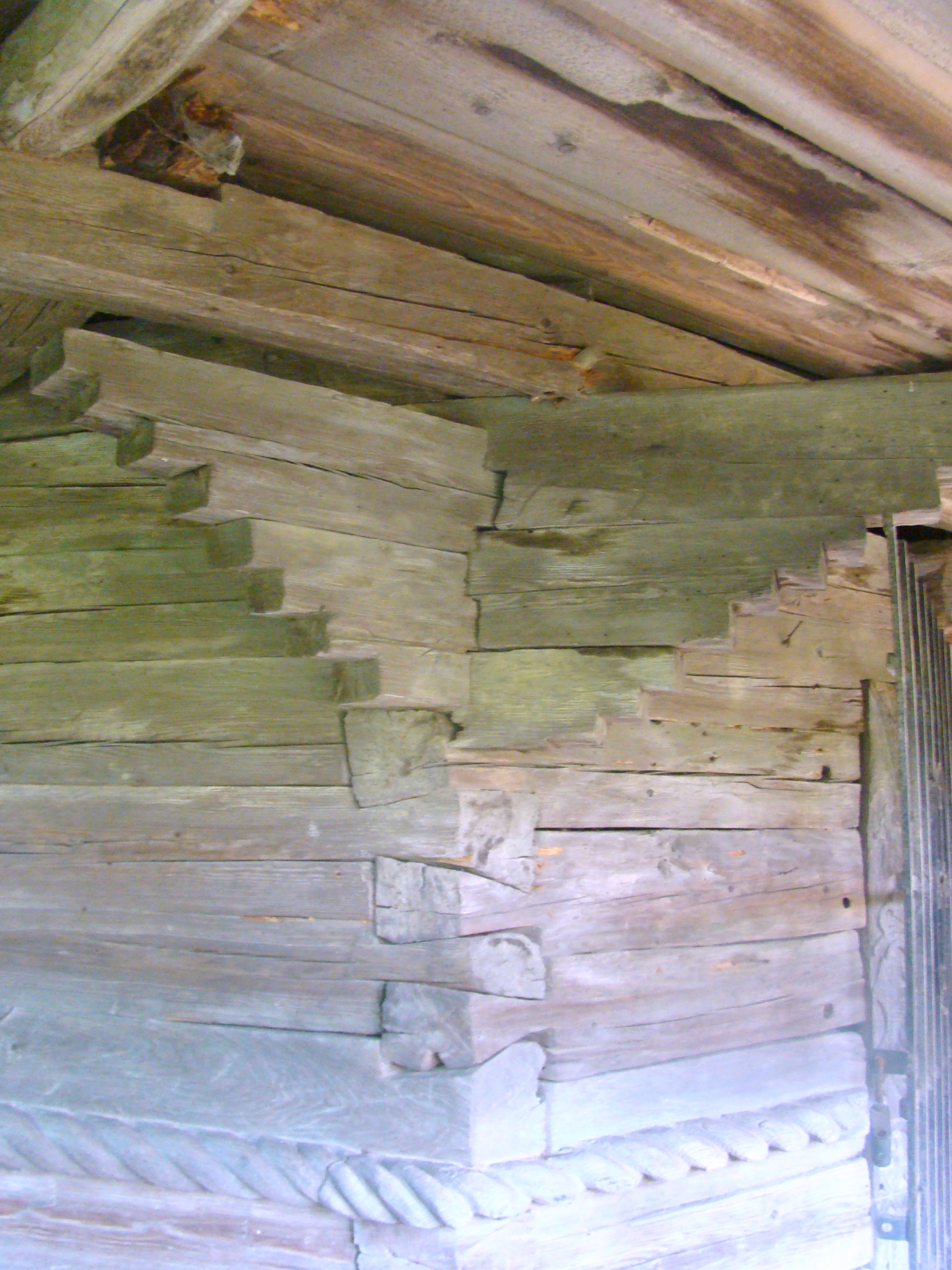
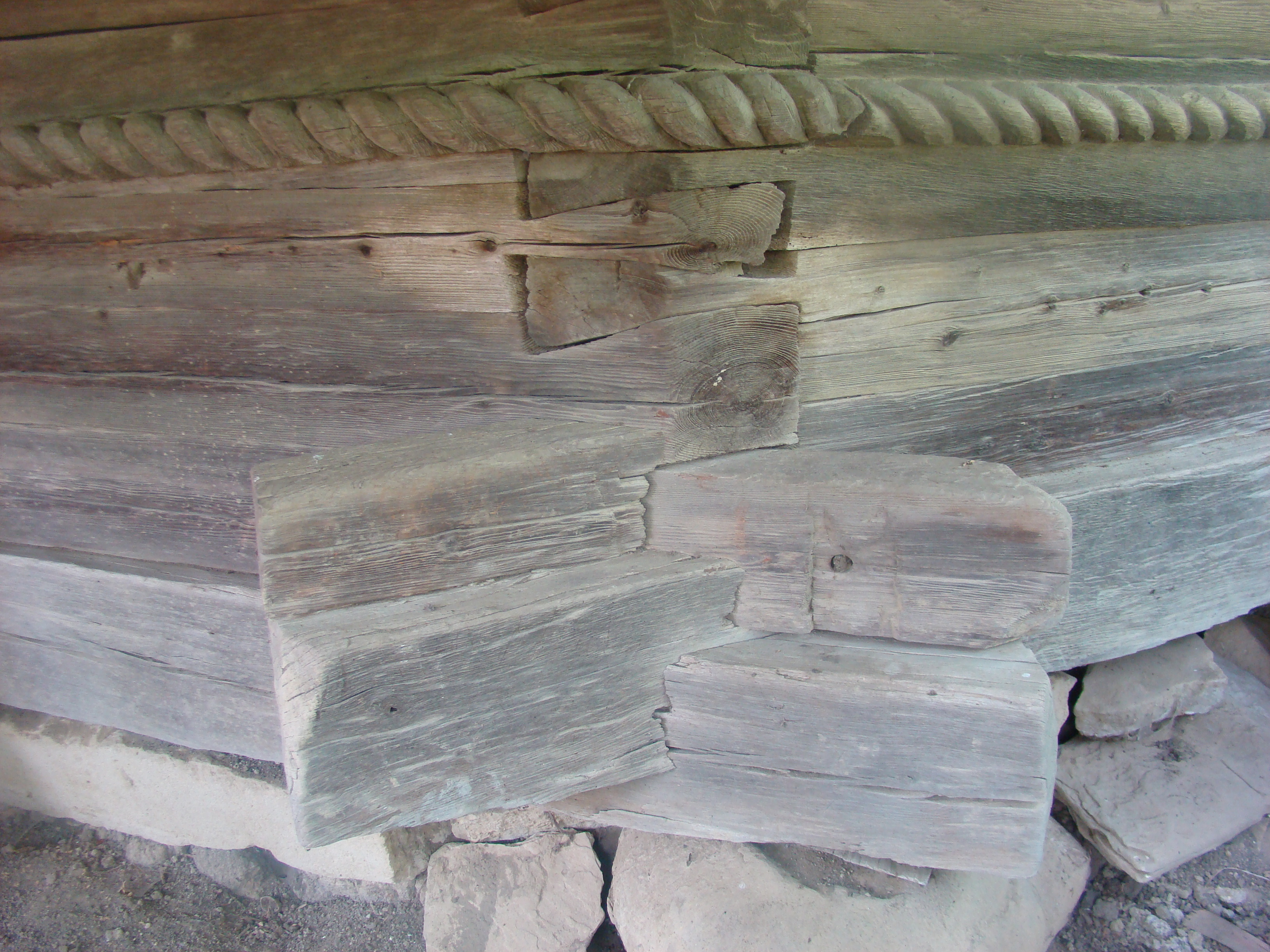
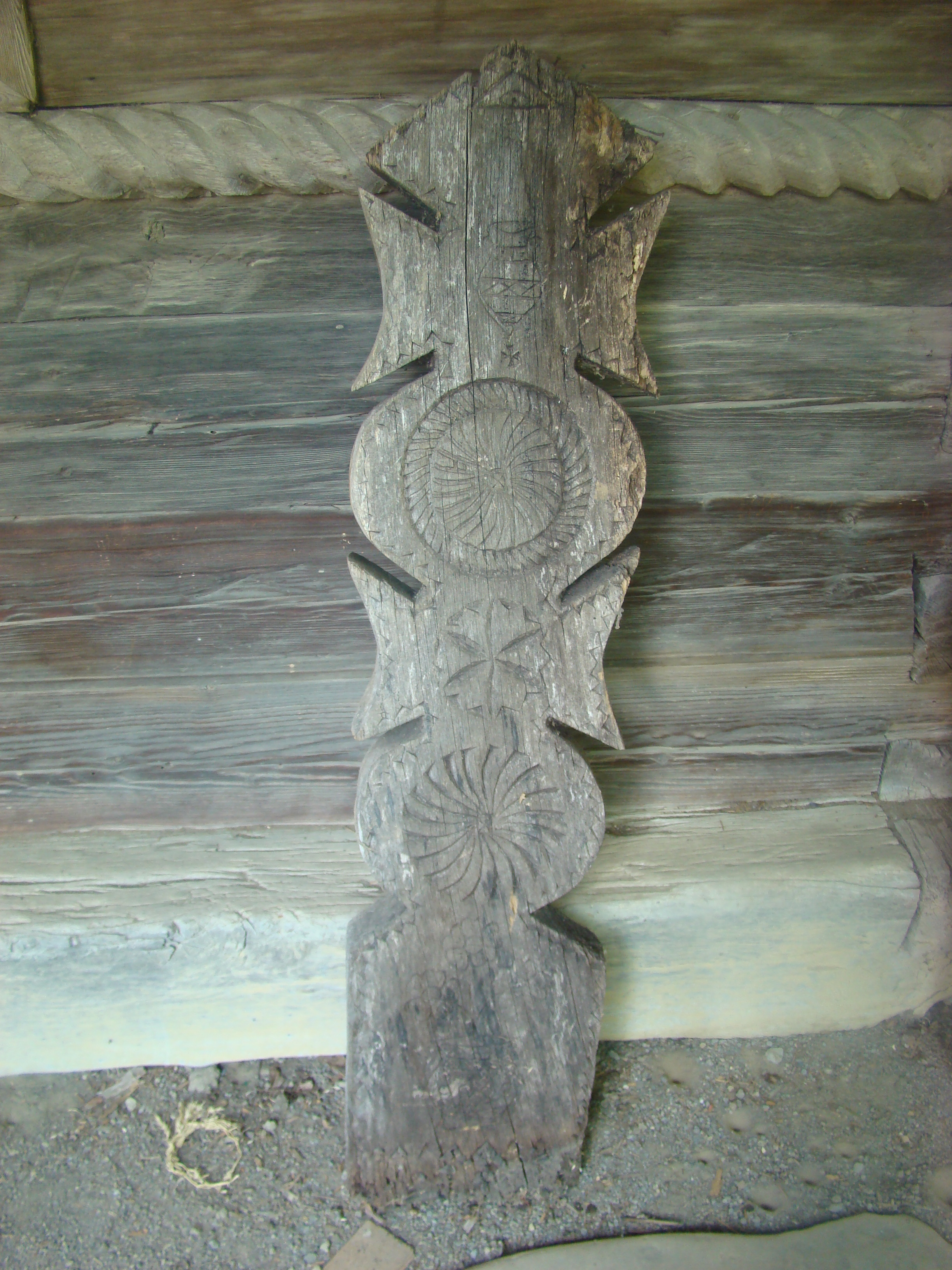

## Imagini din interior

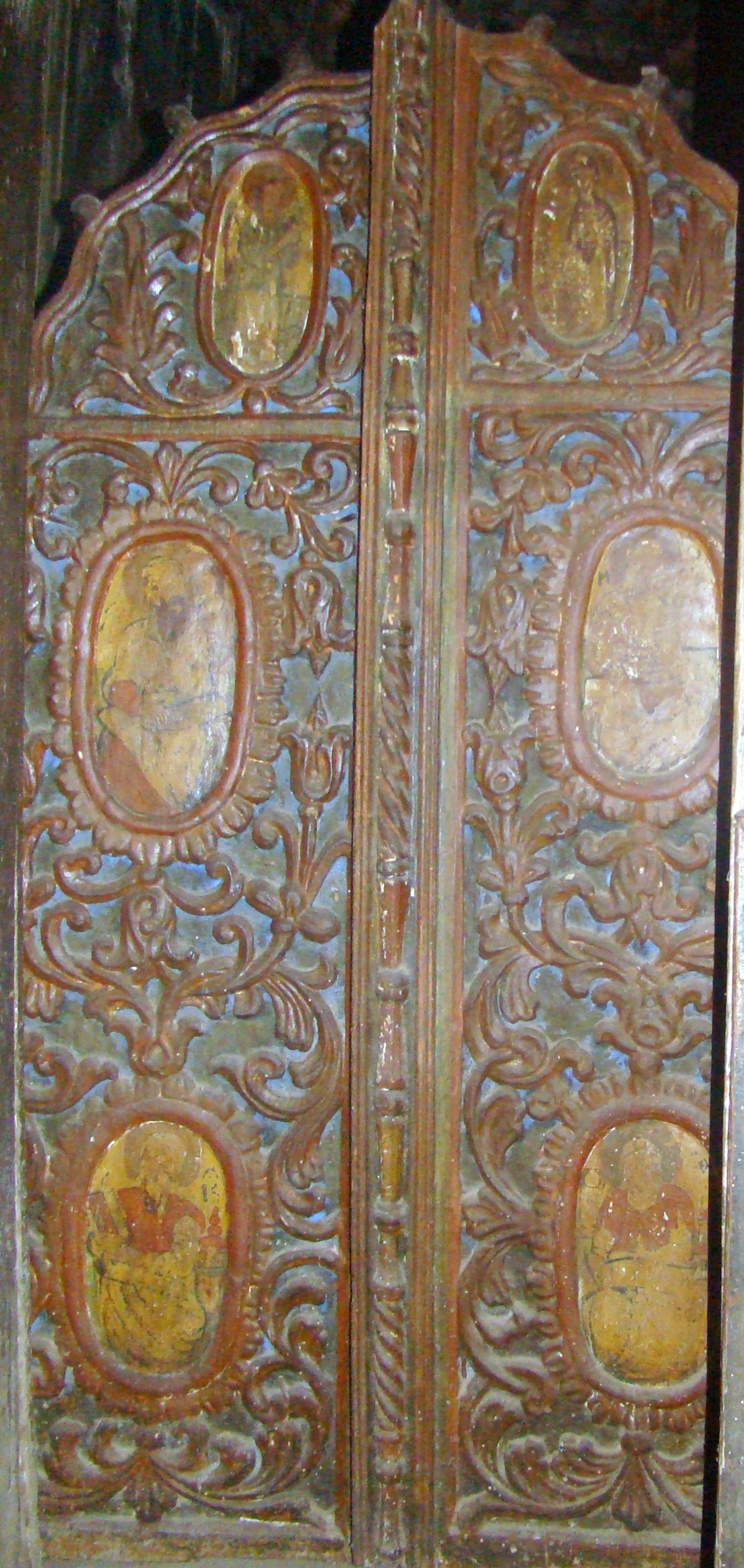
Uşile  împărătești  cu structură în ajur
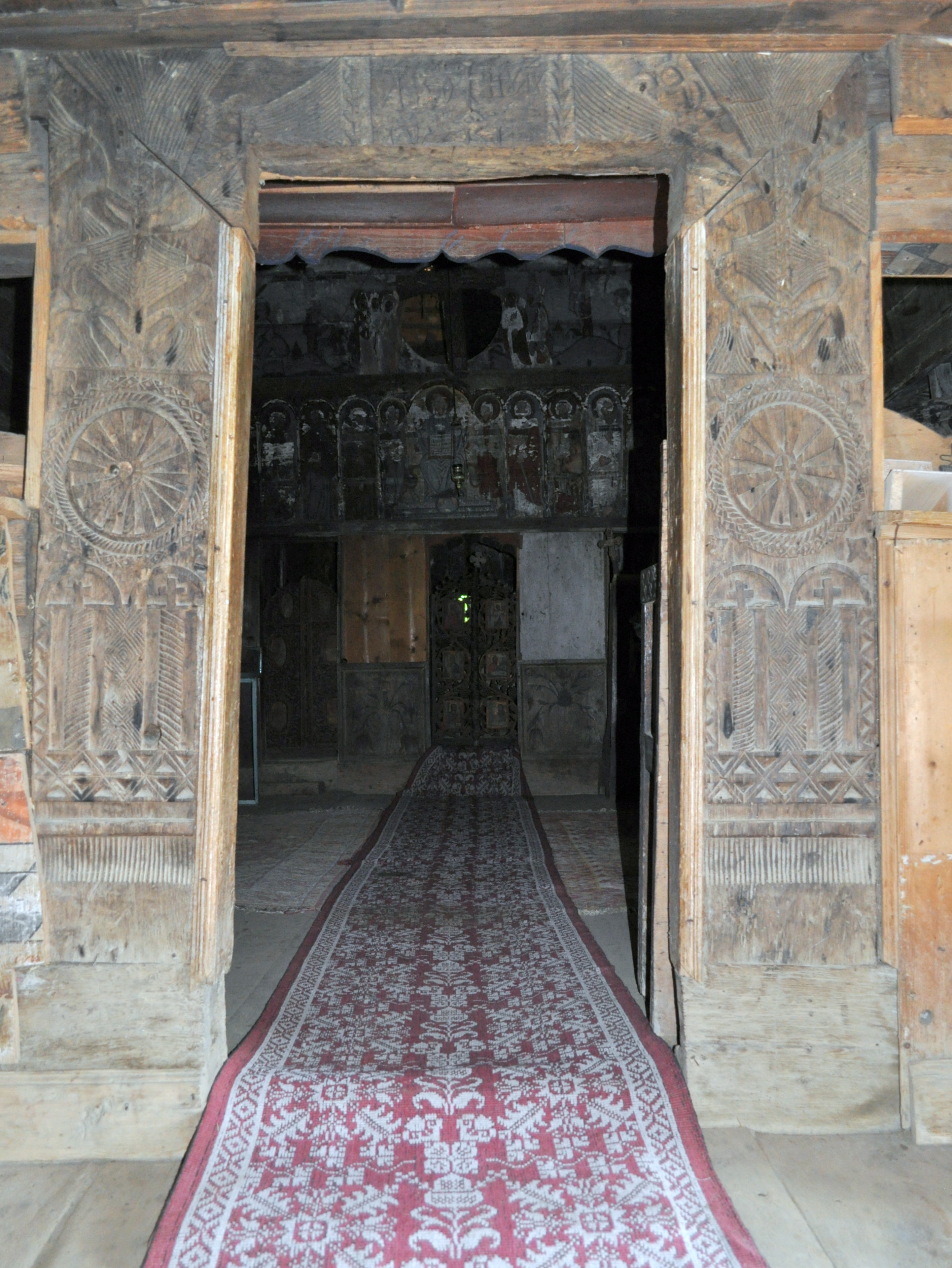
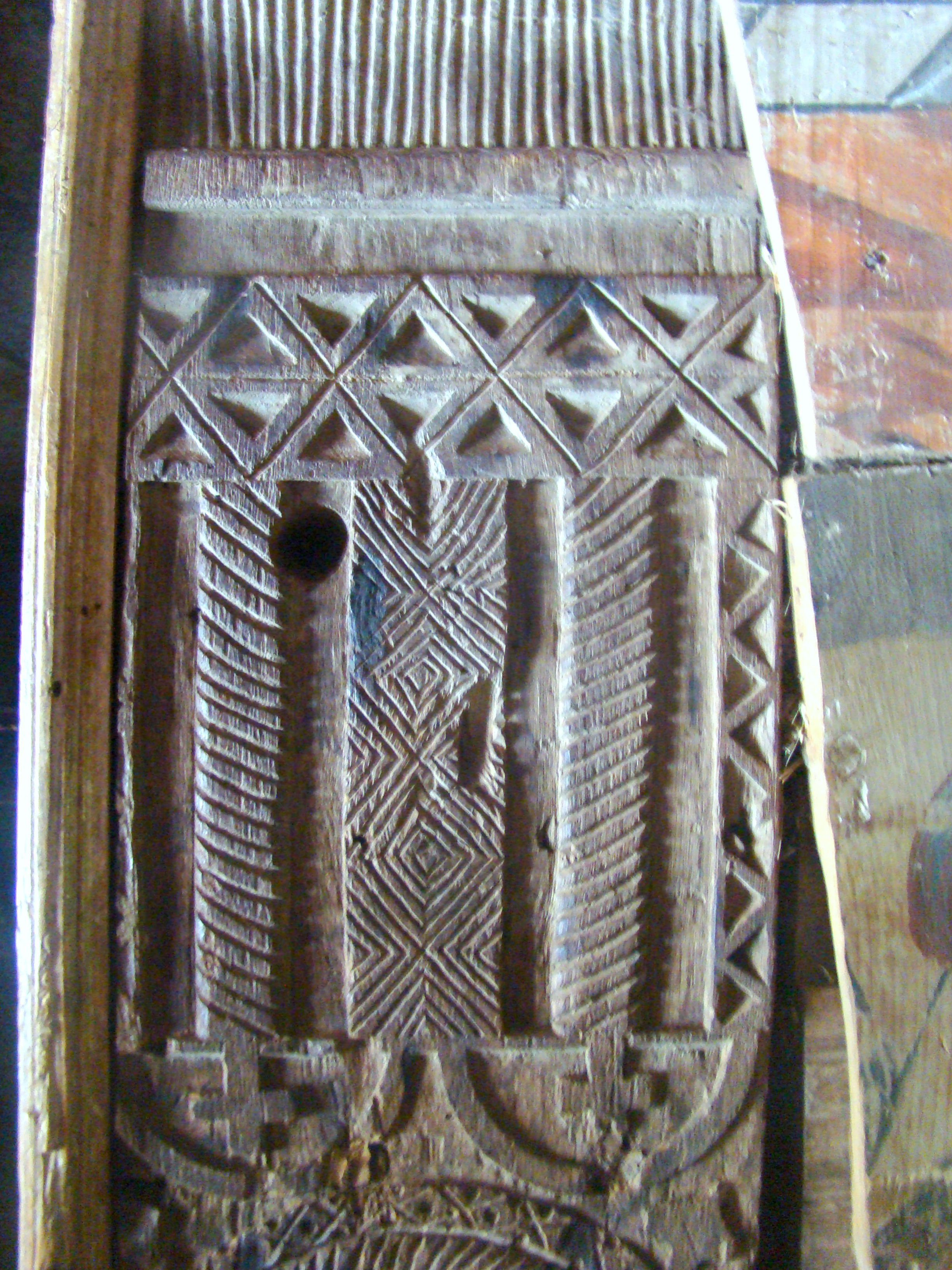
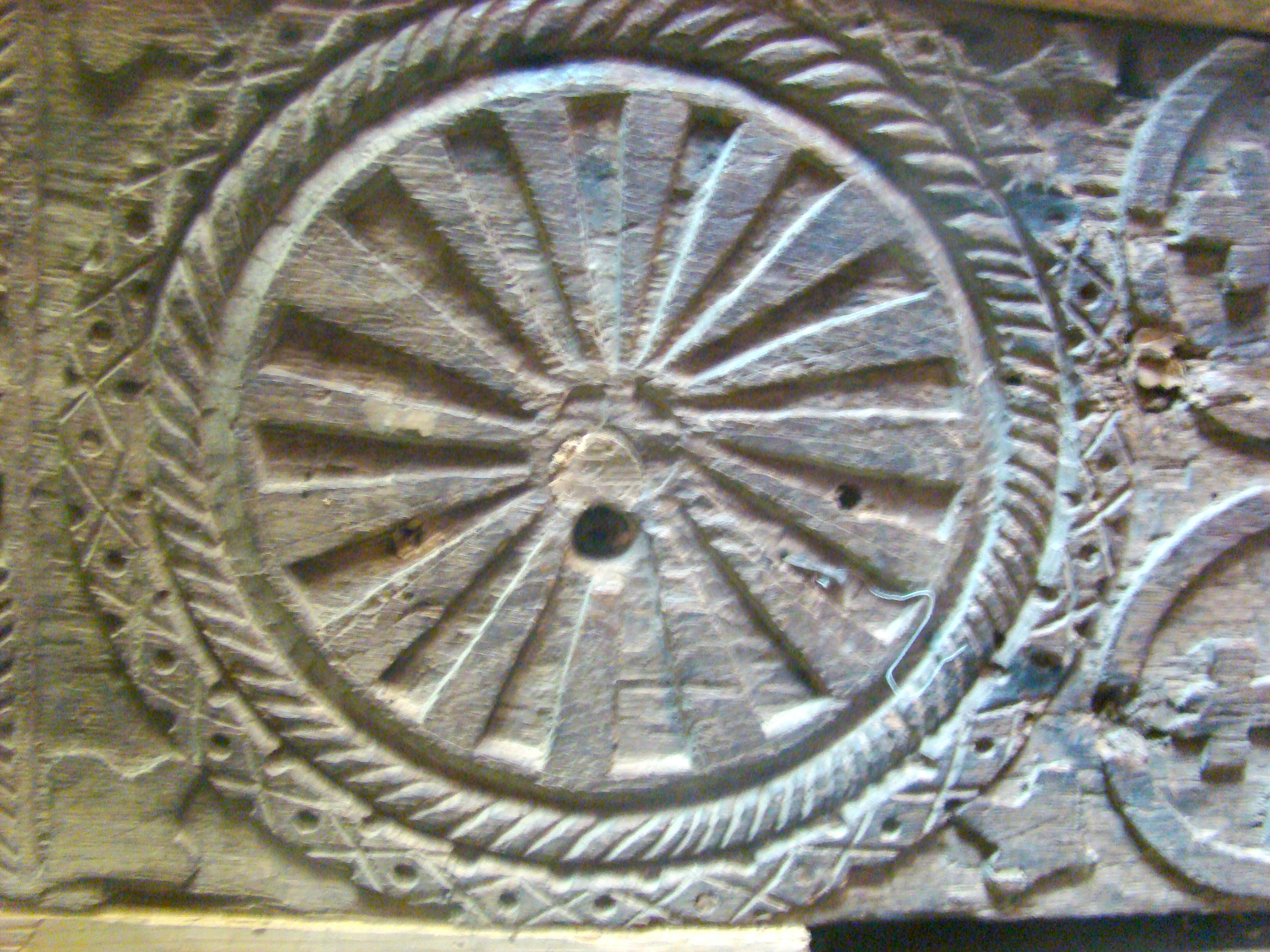
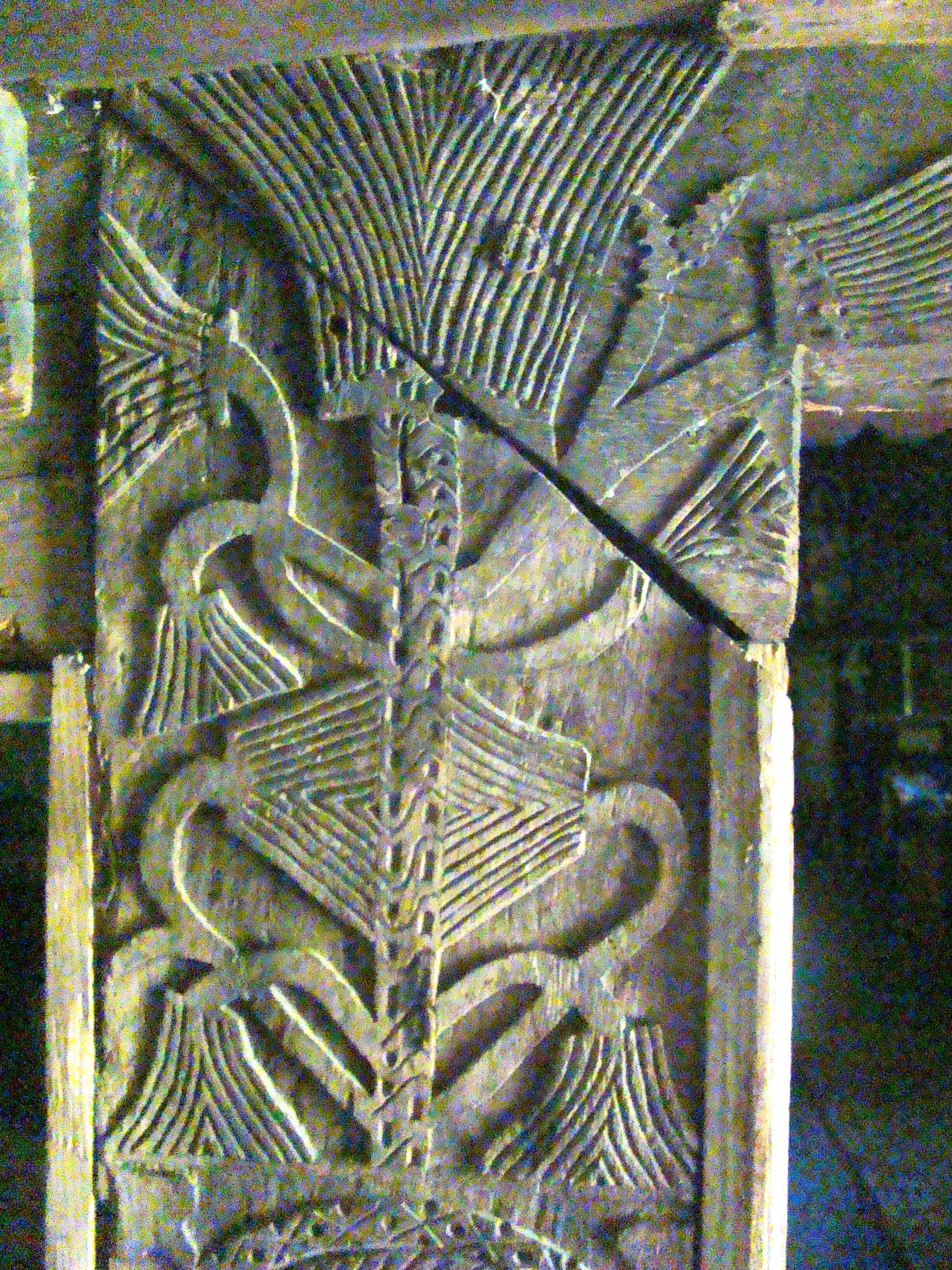
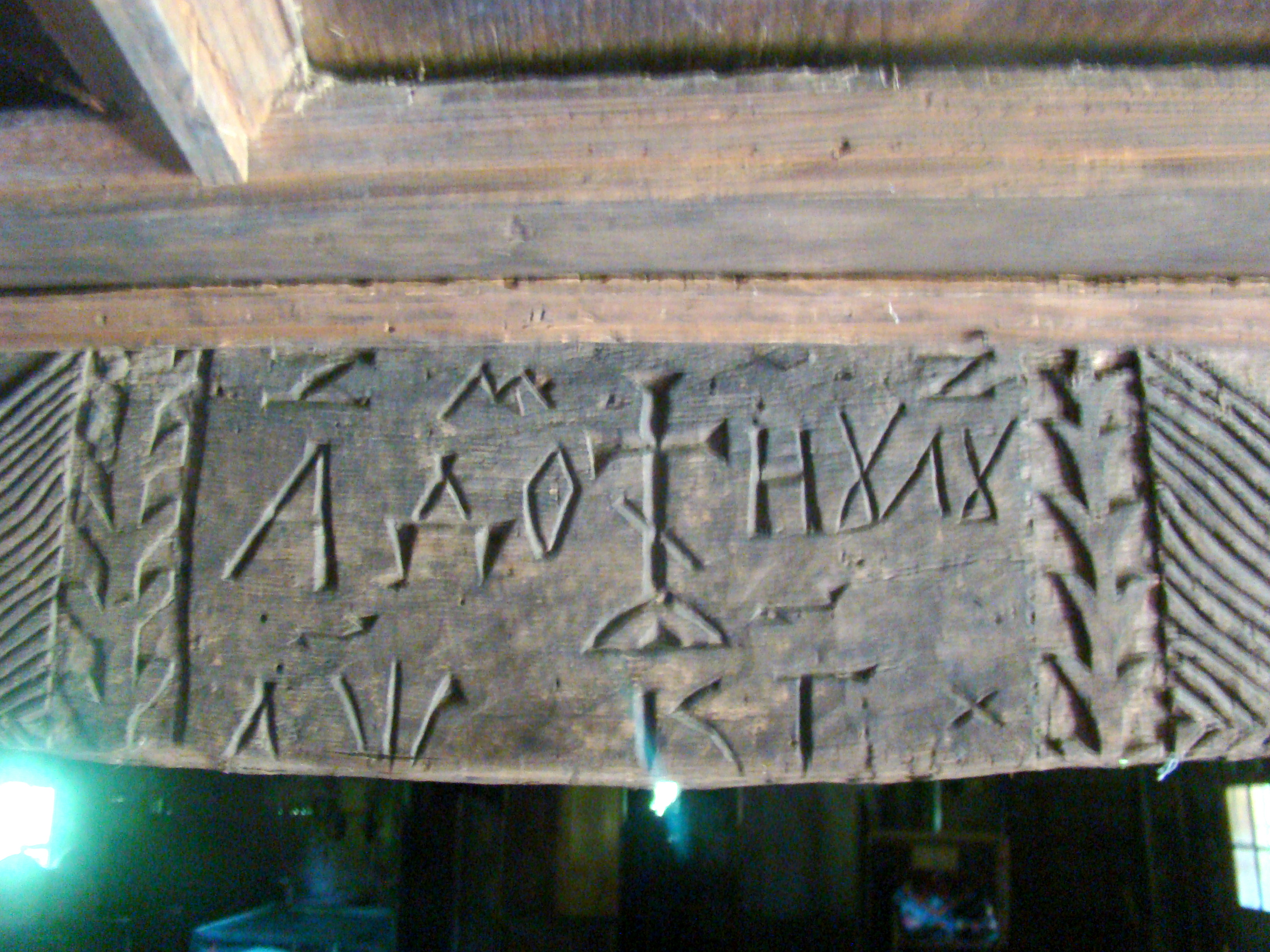
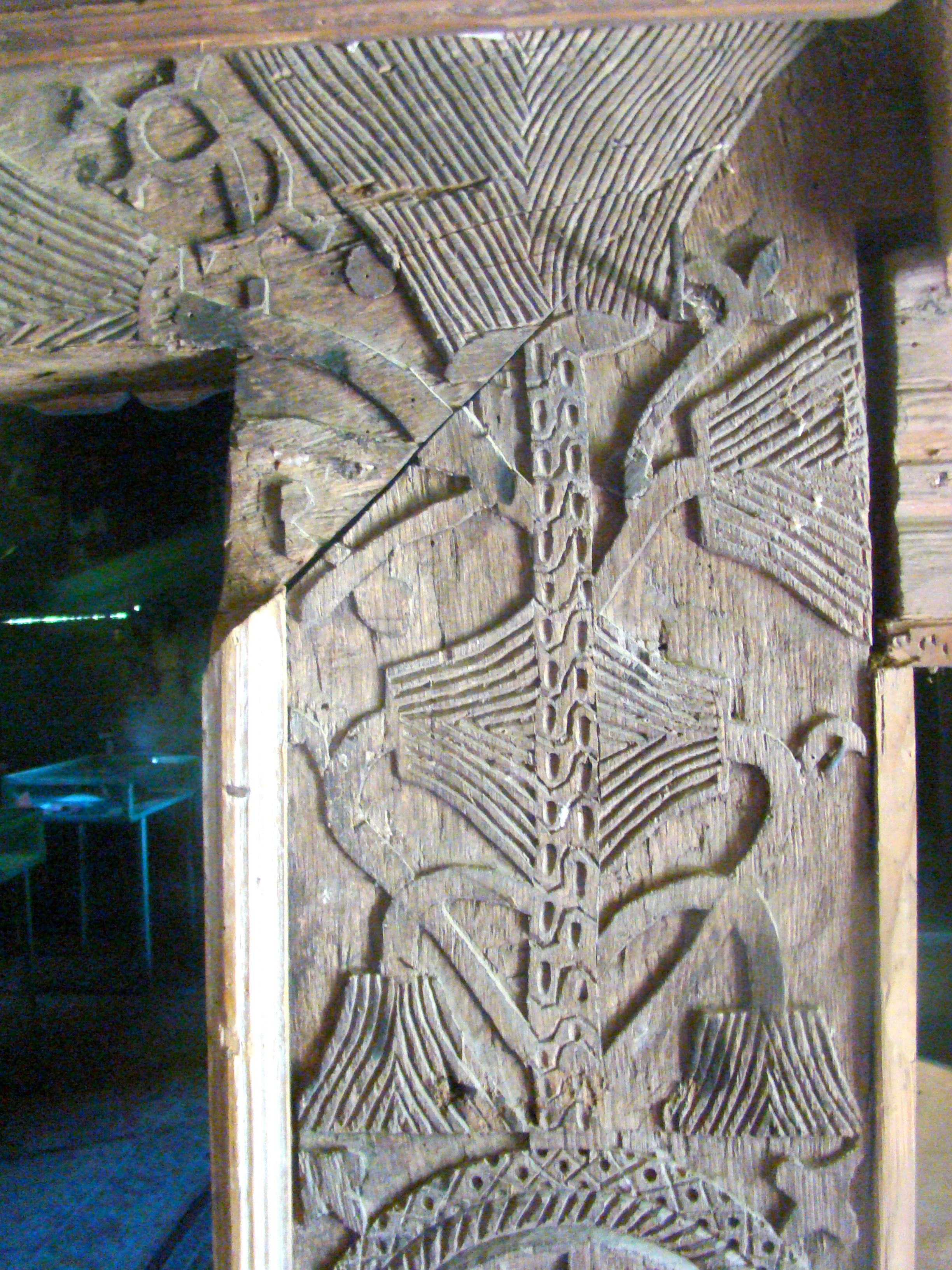
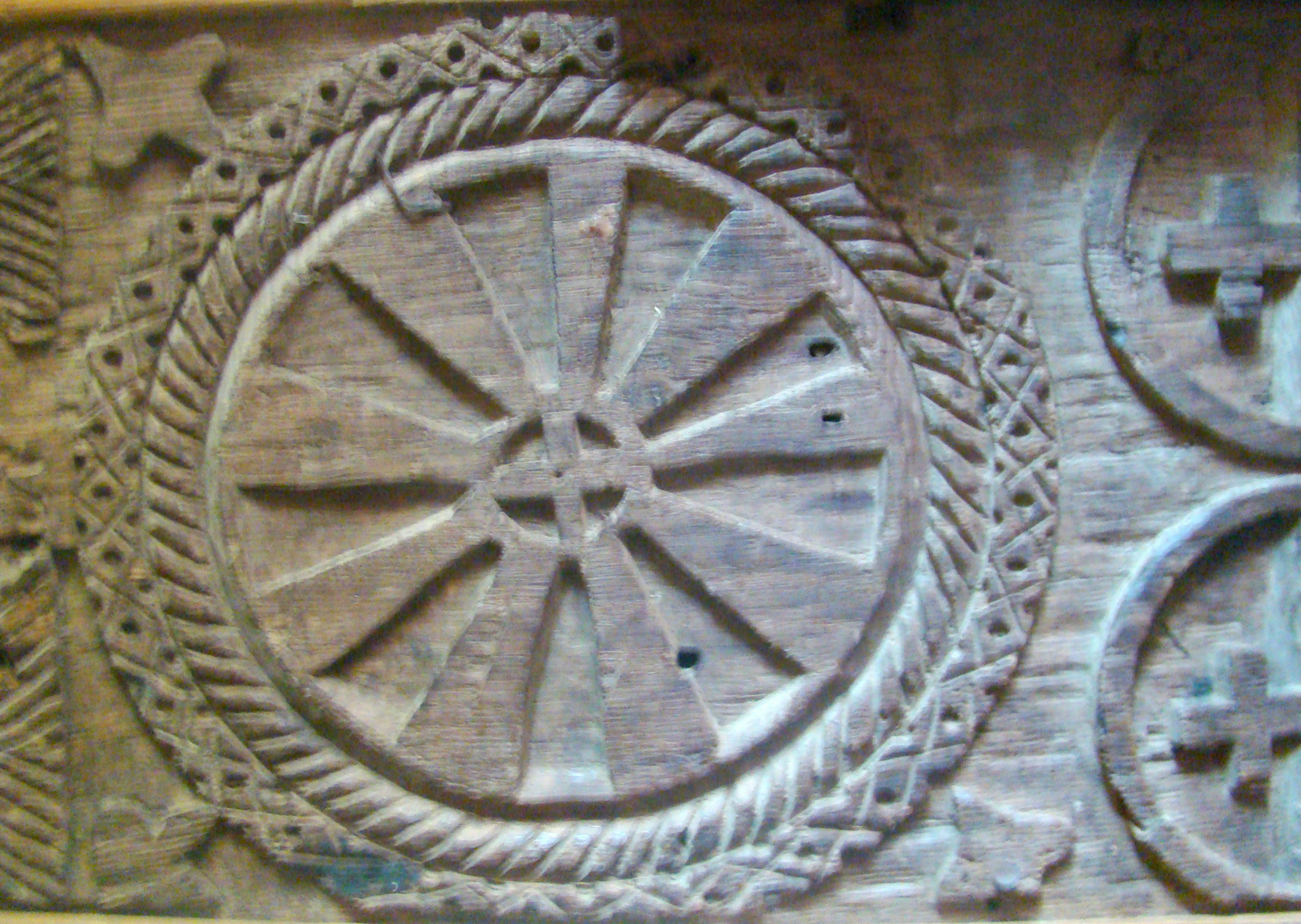
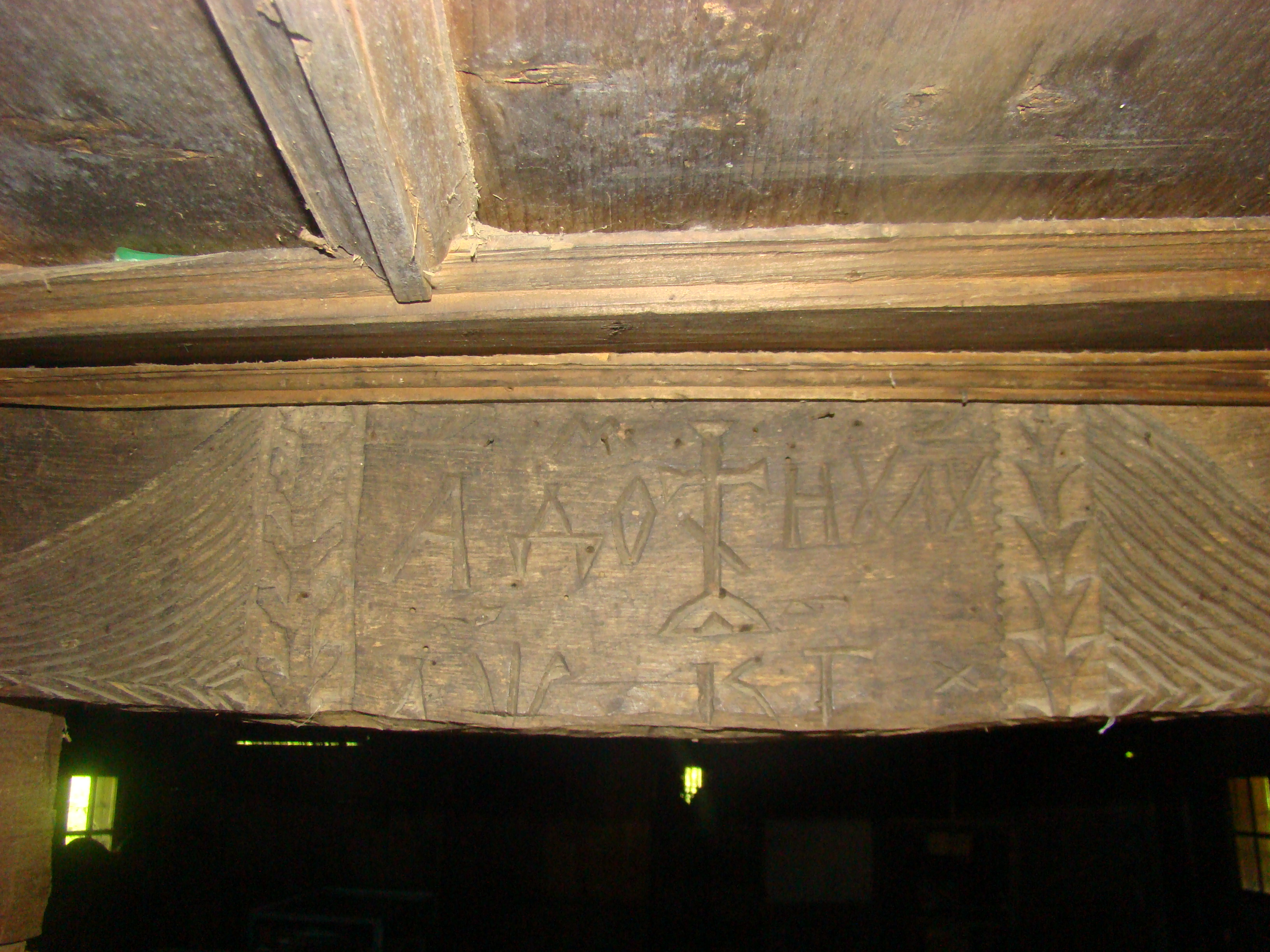
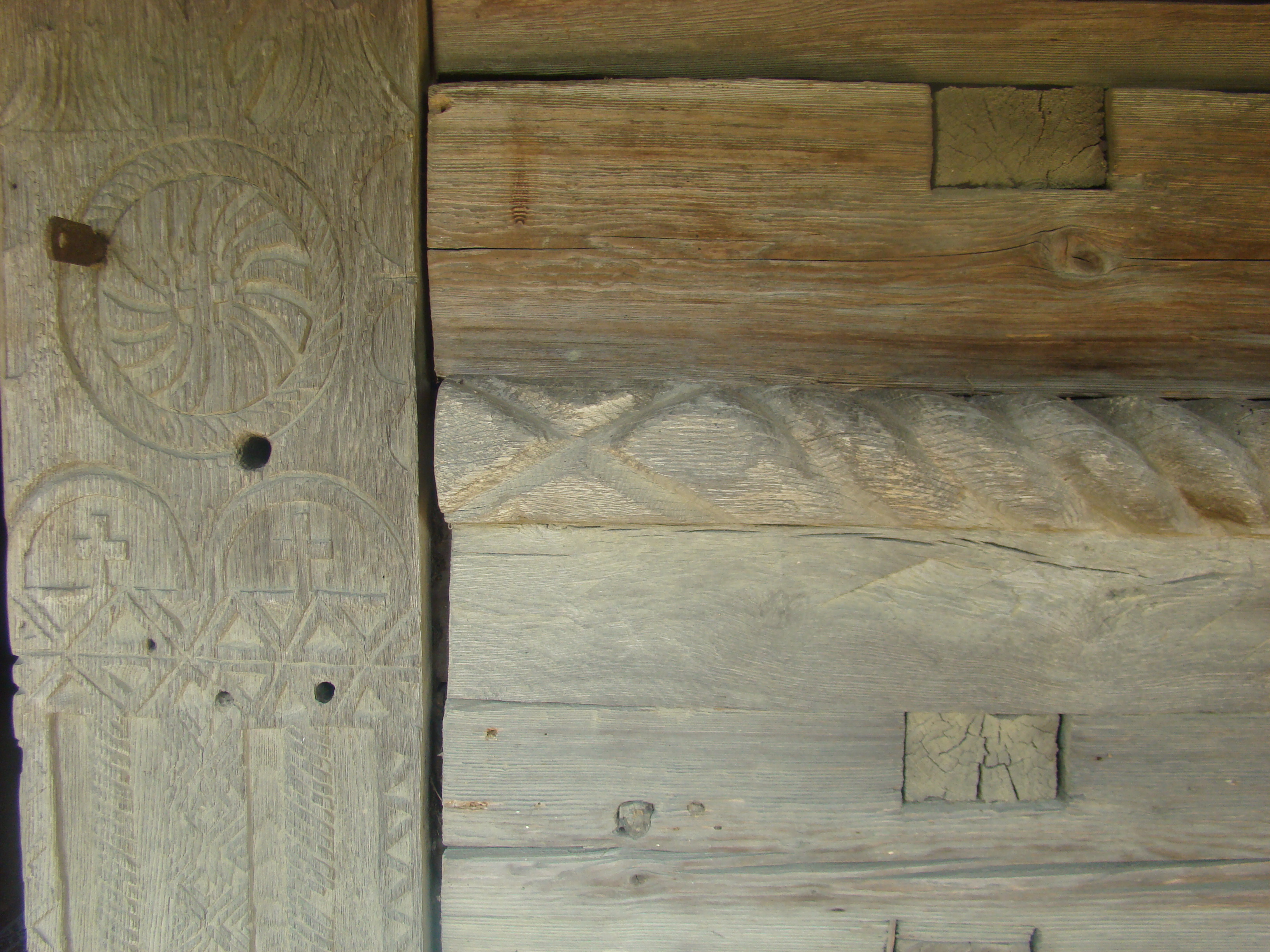
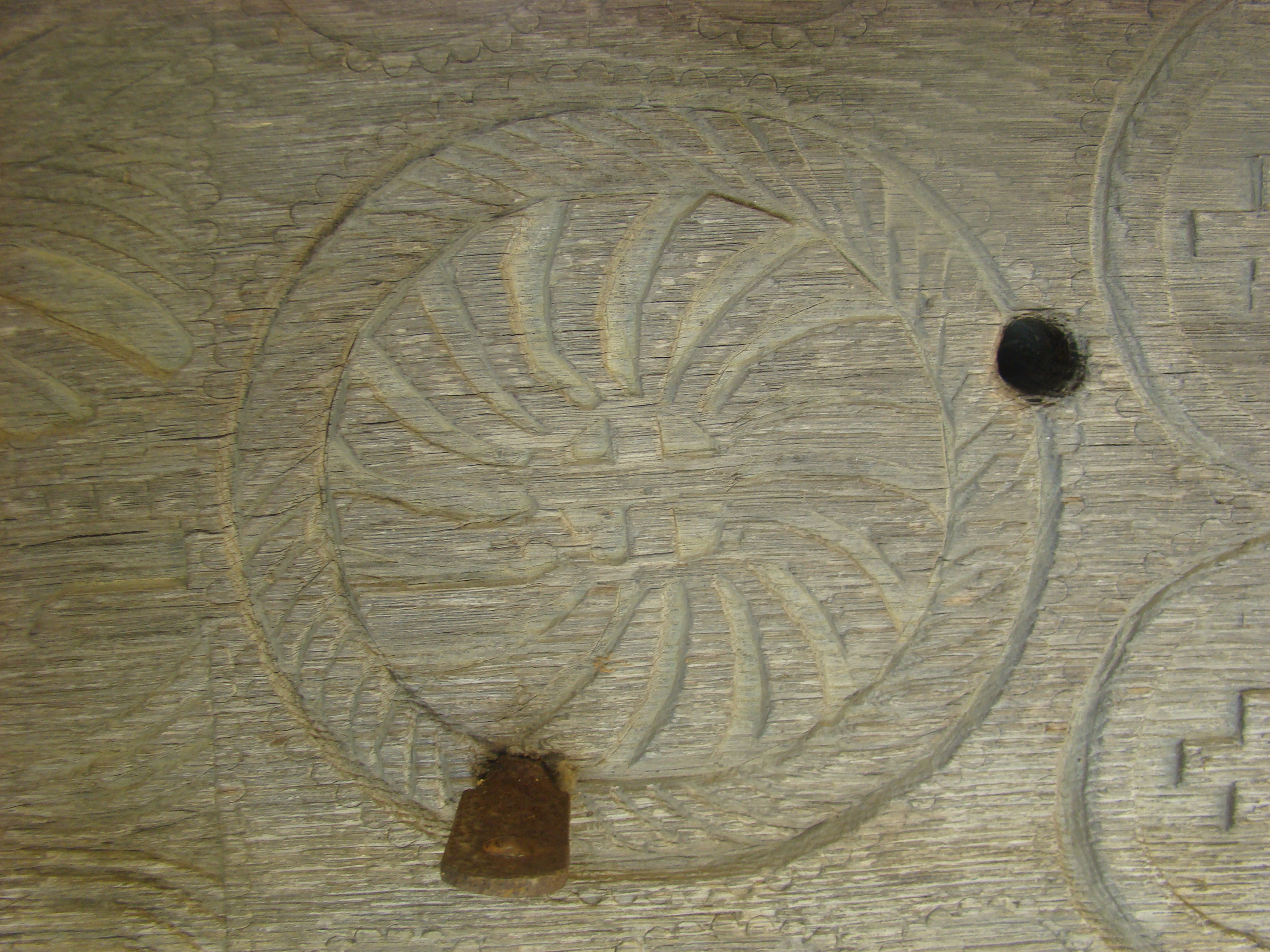
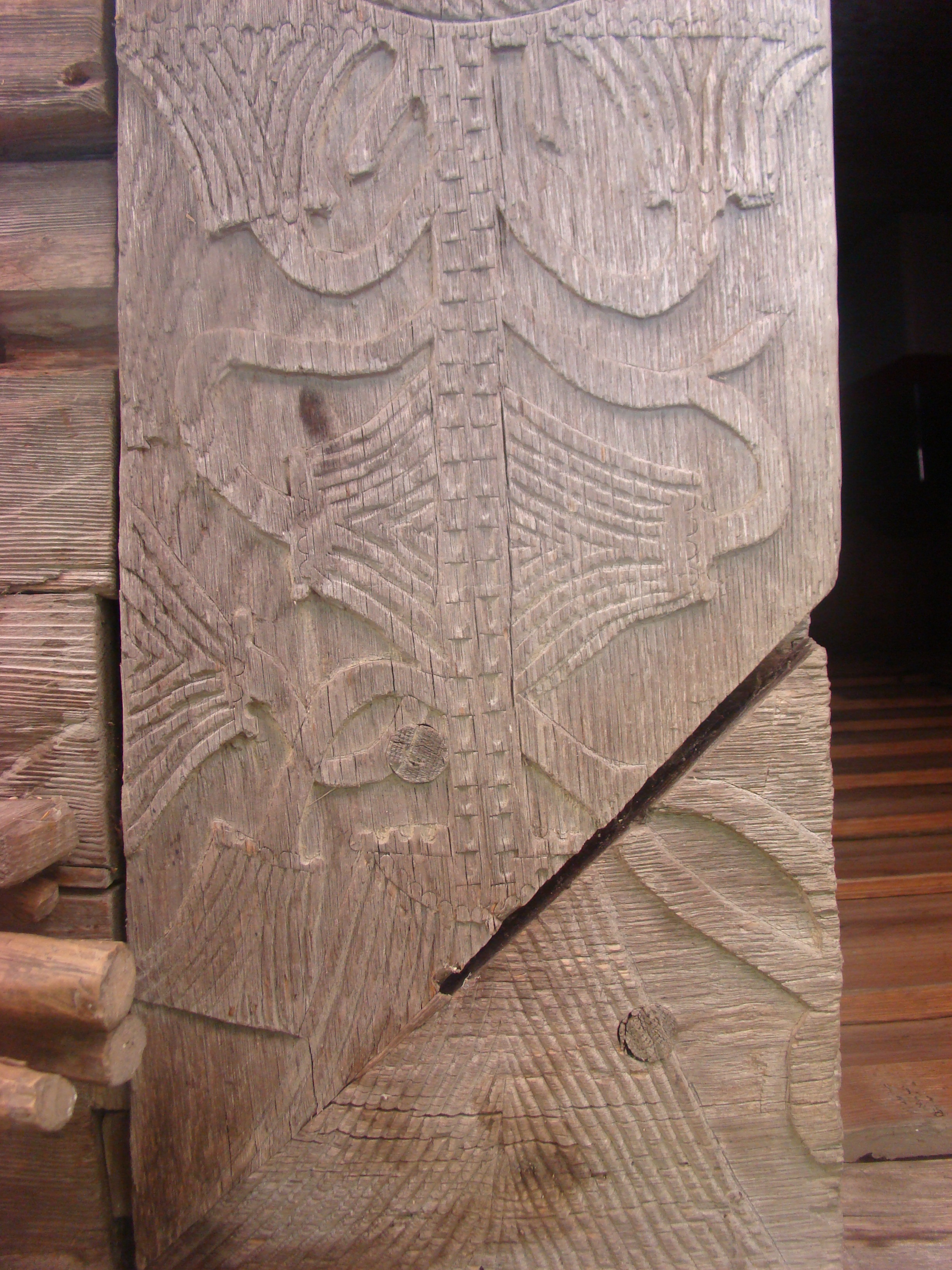
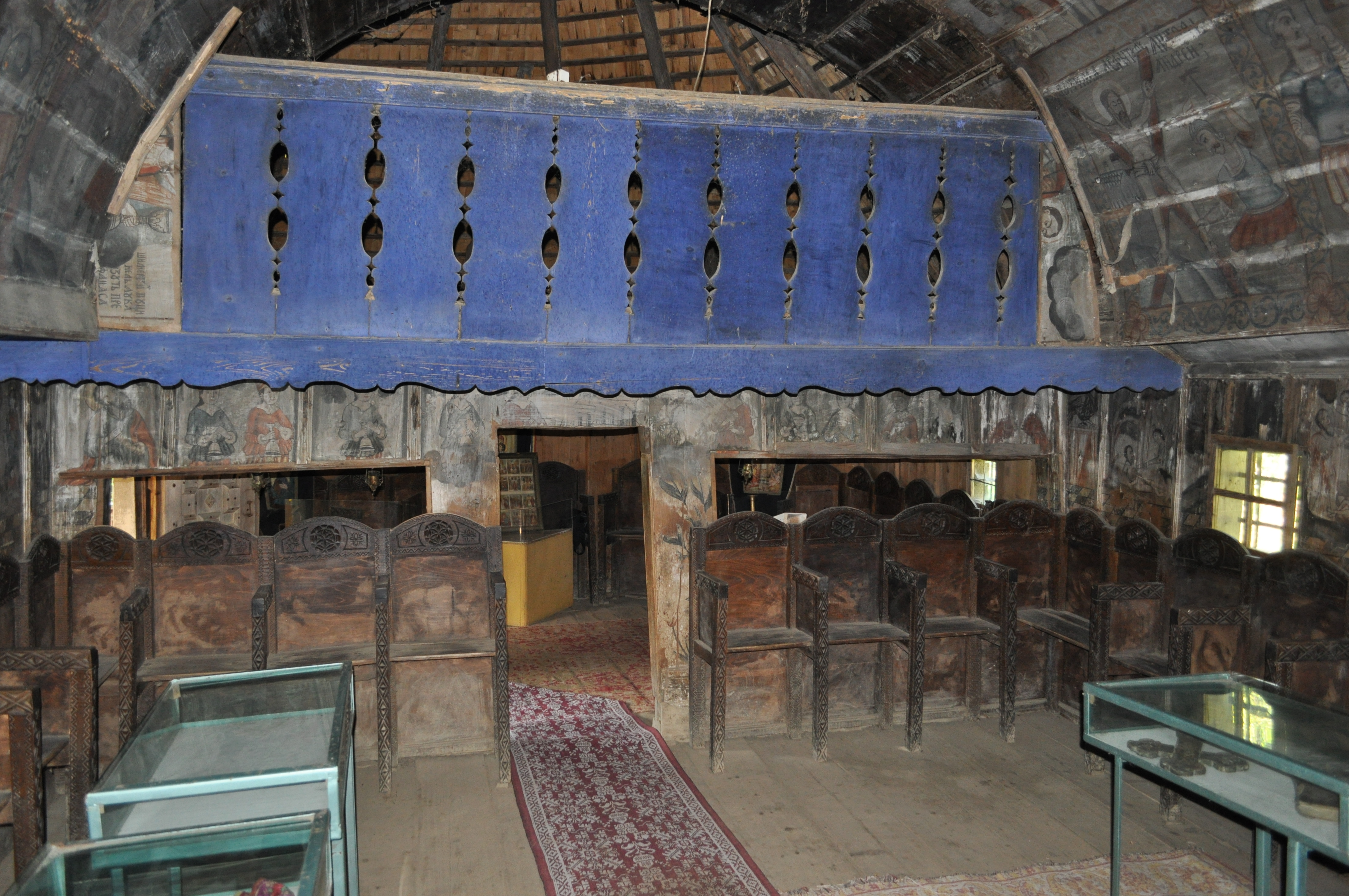
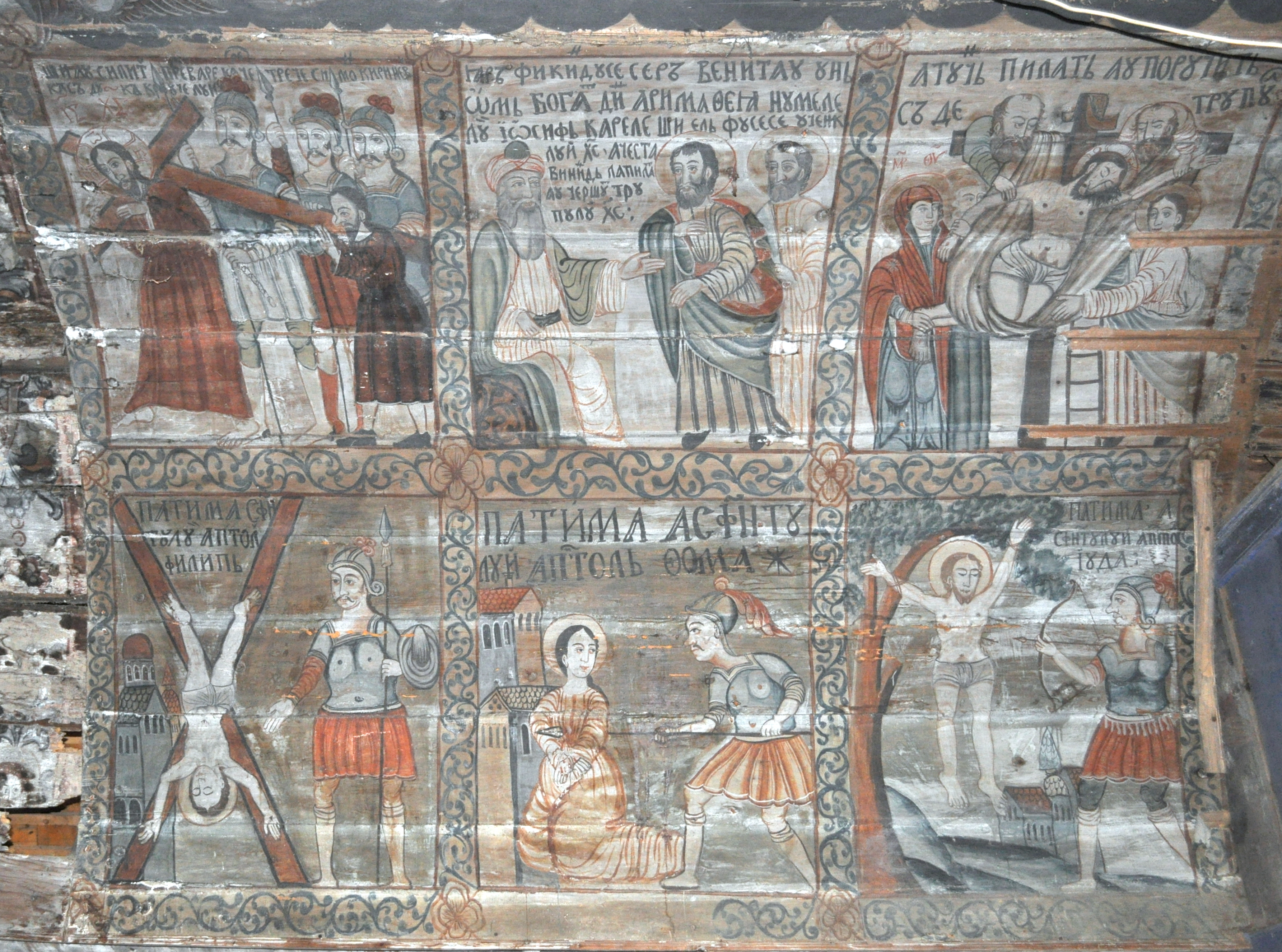
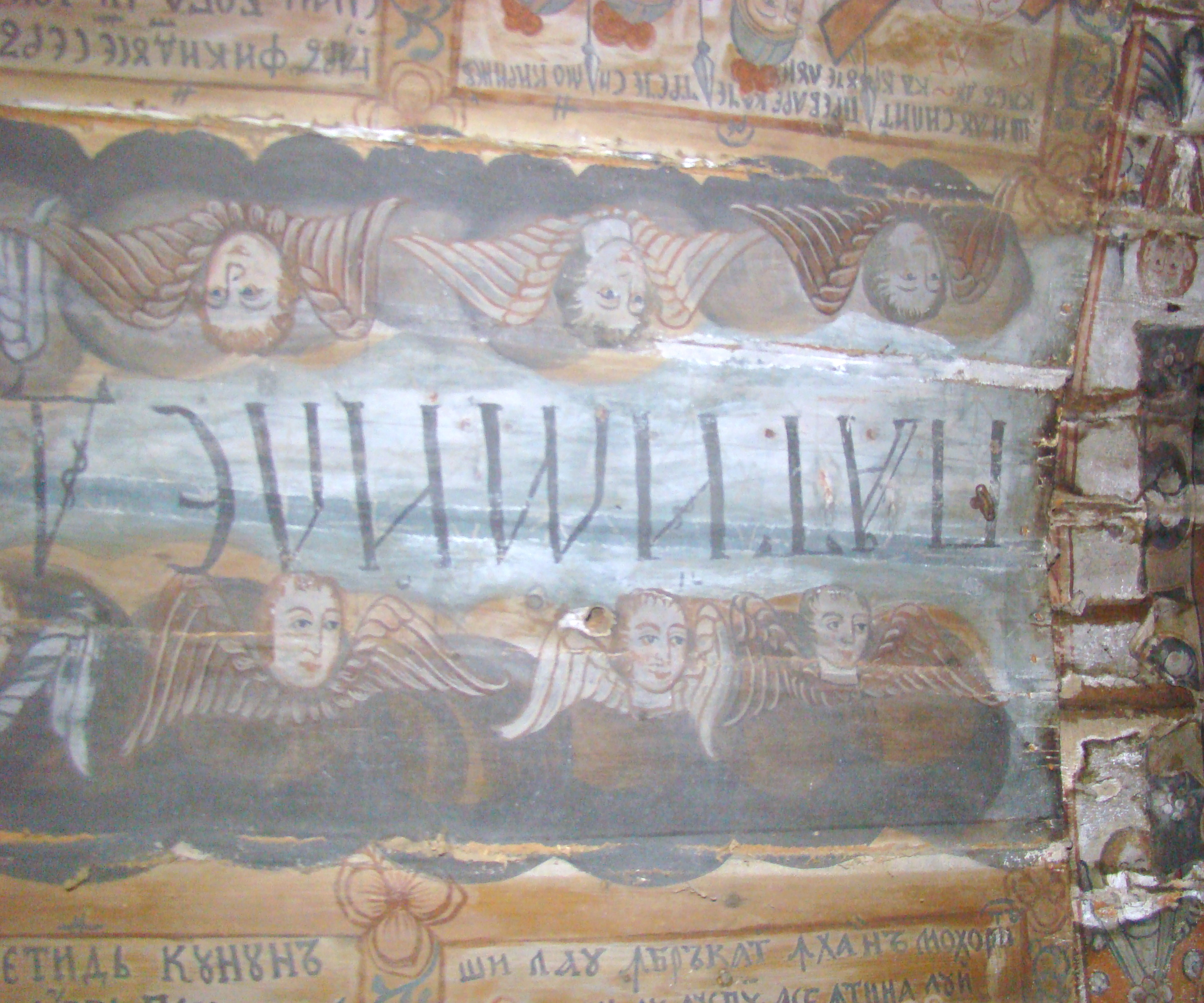
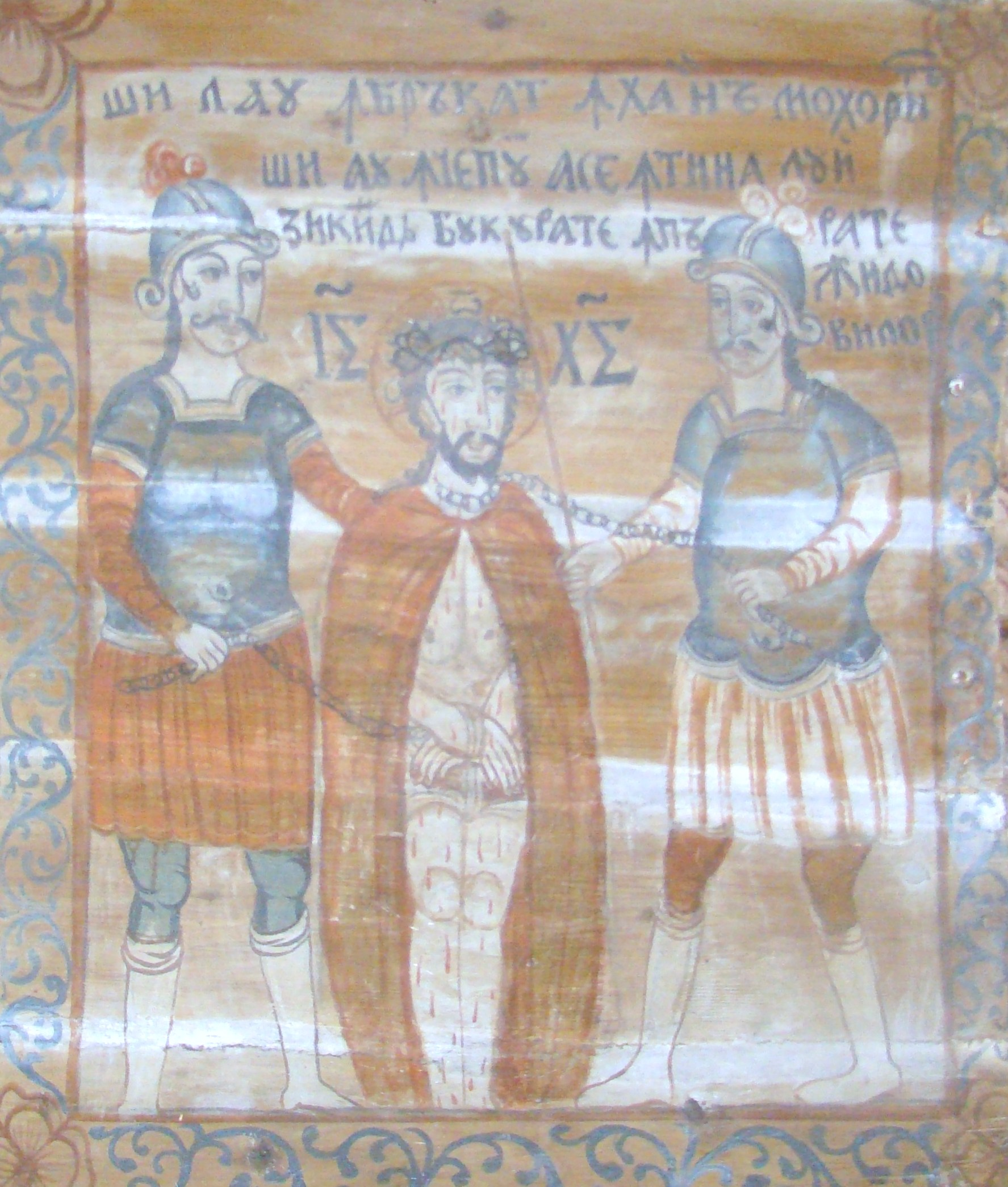
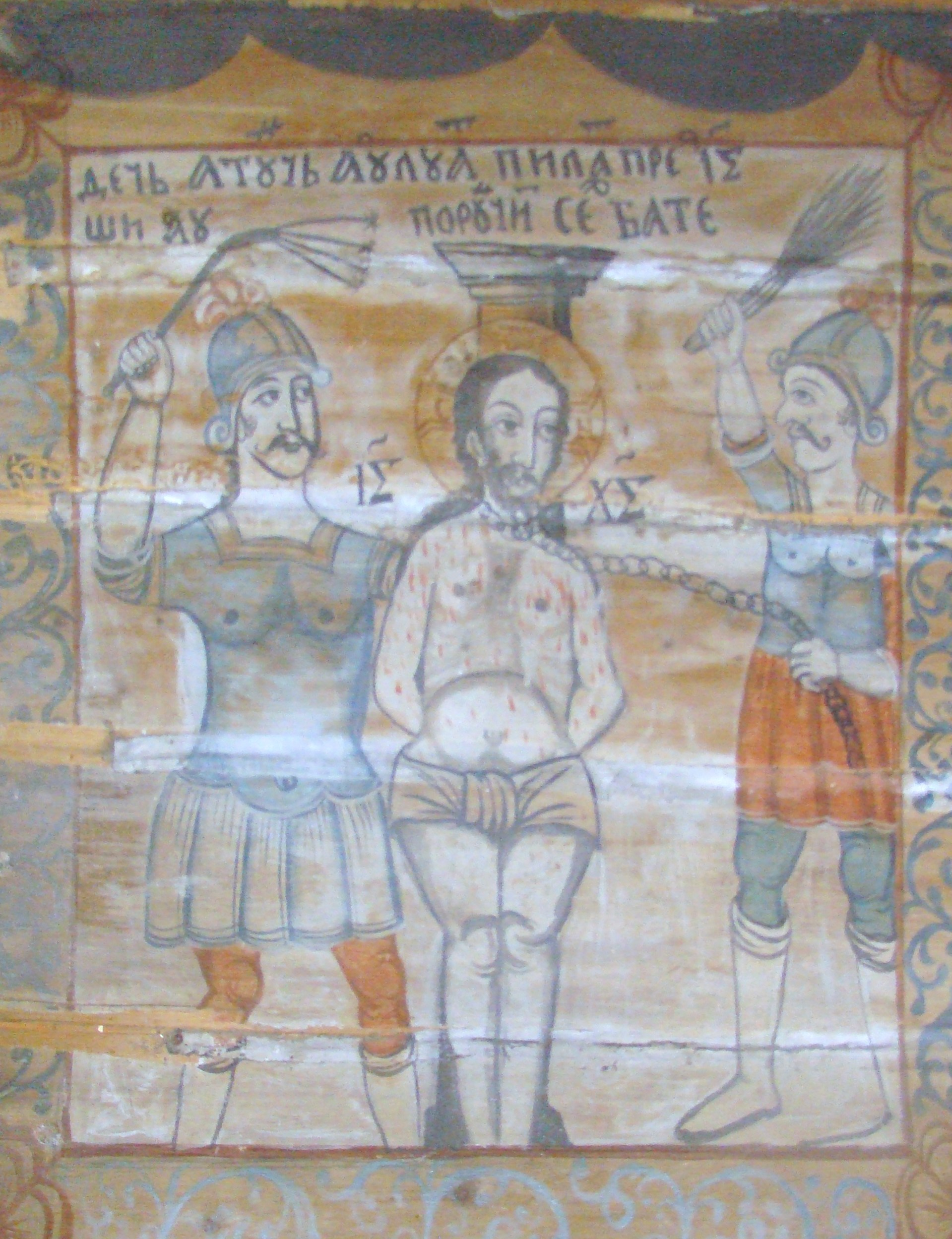
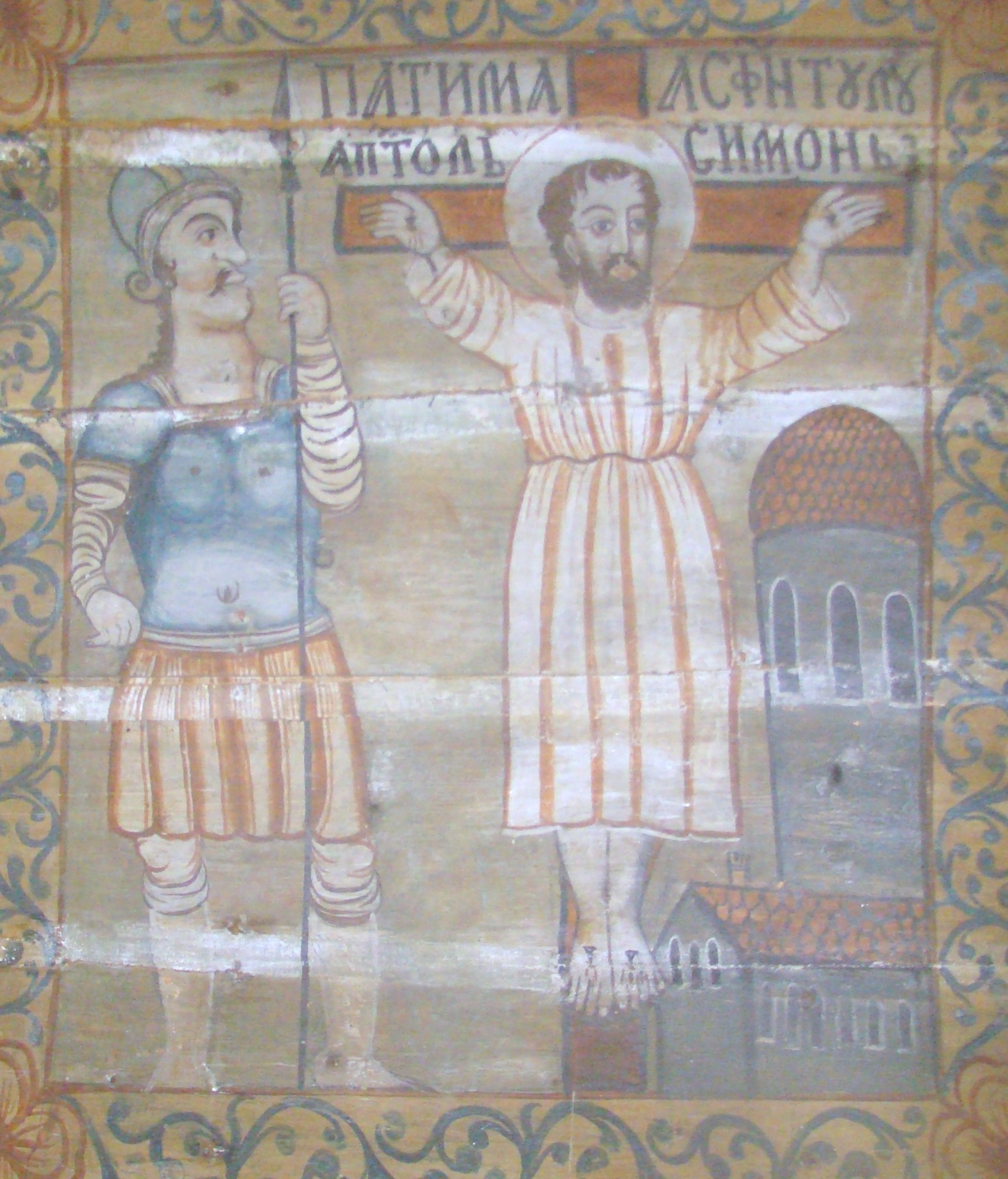
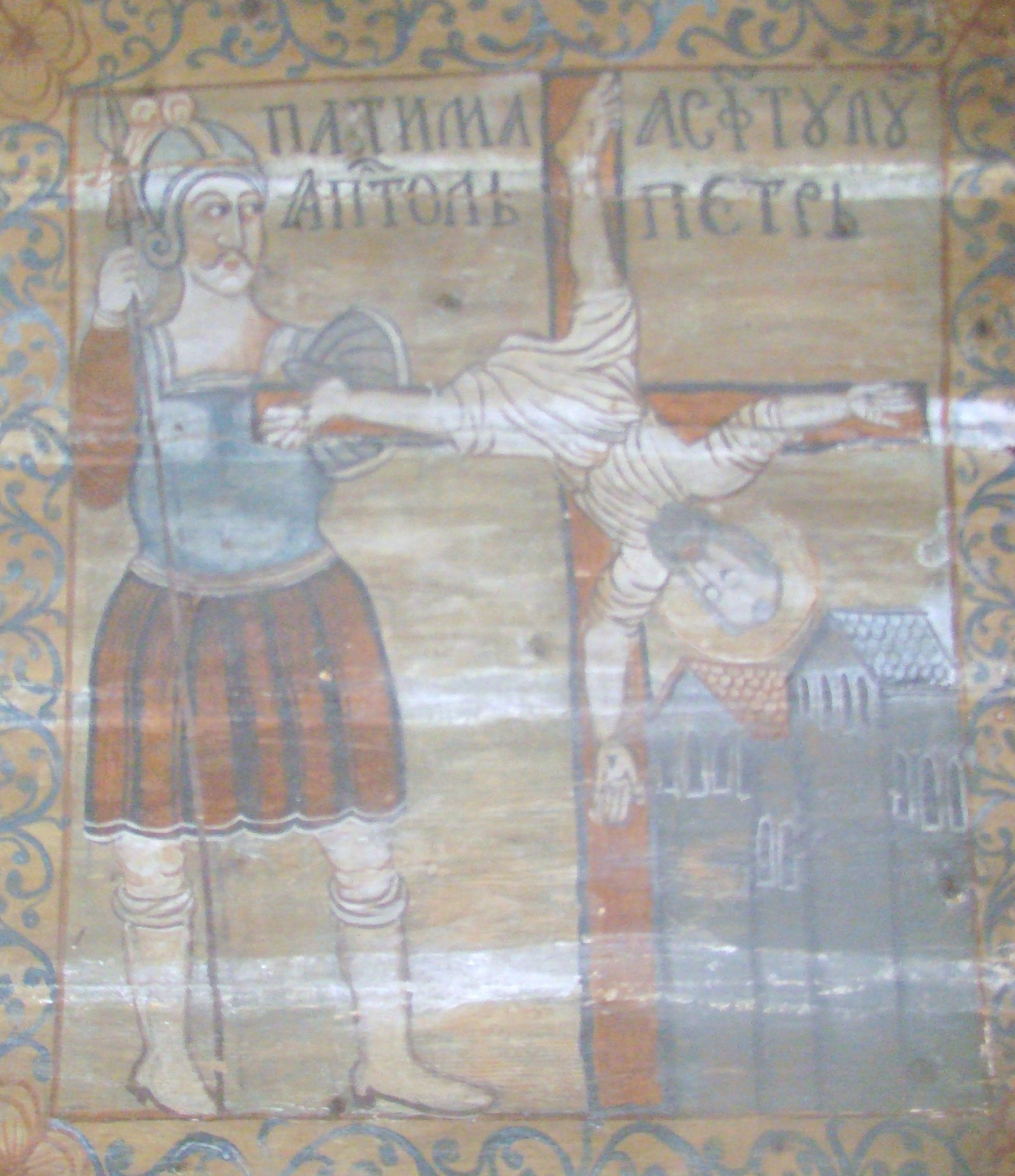
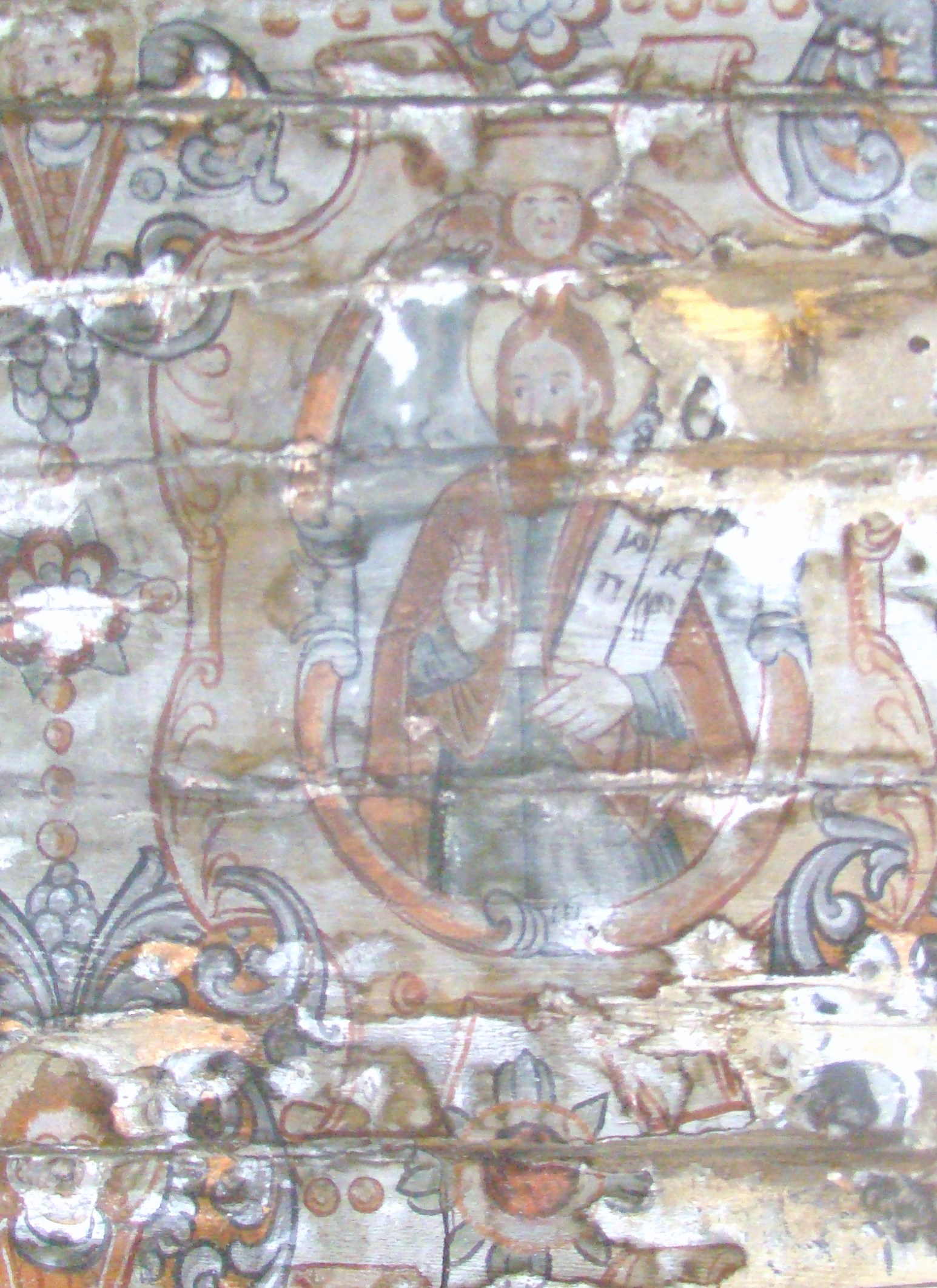
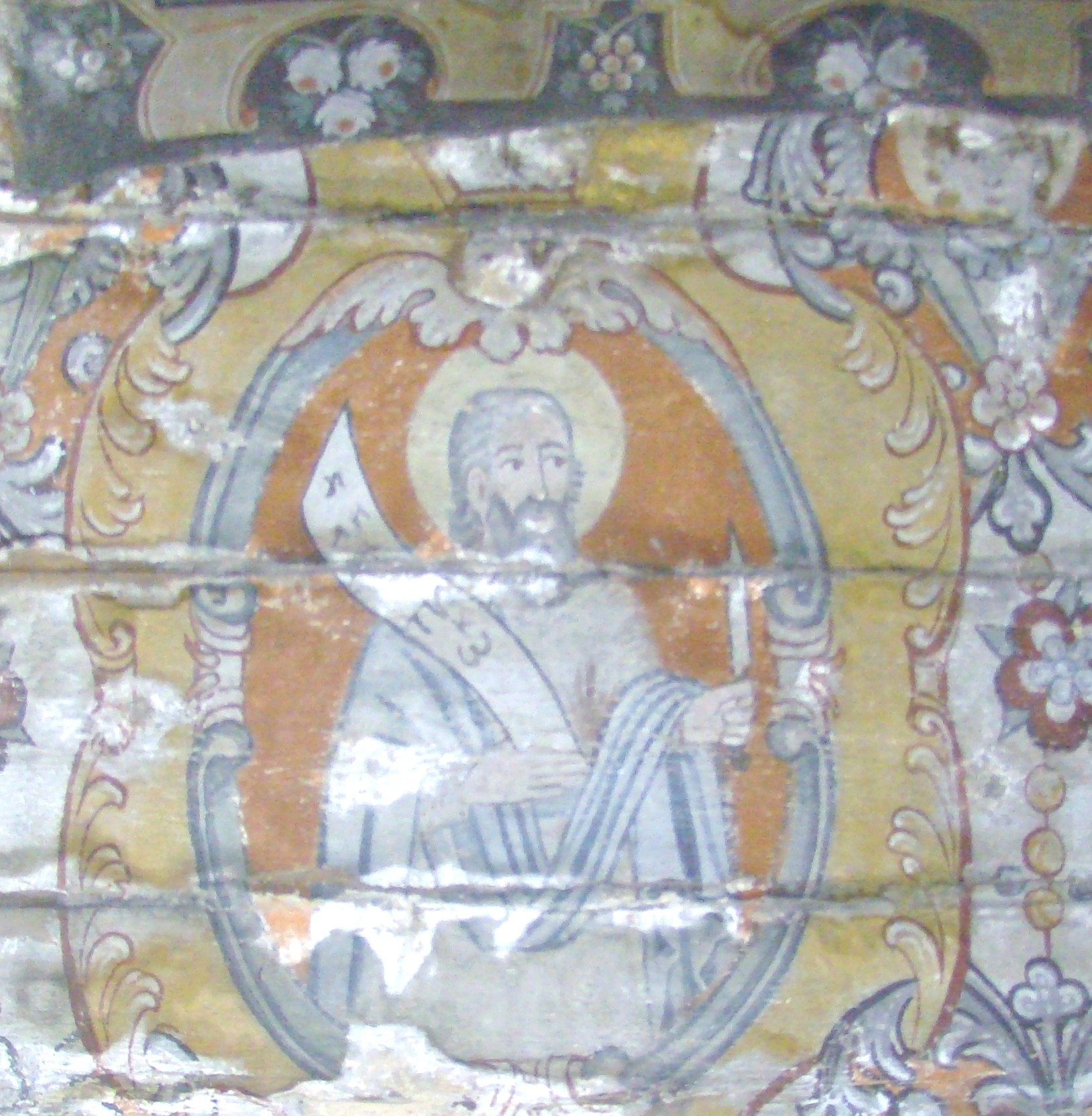
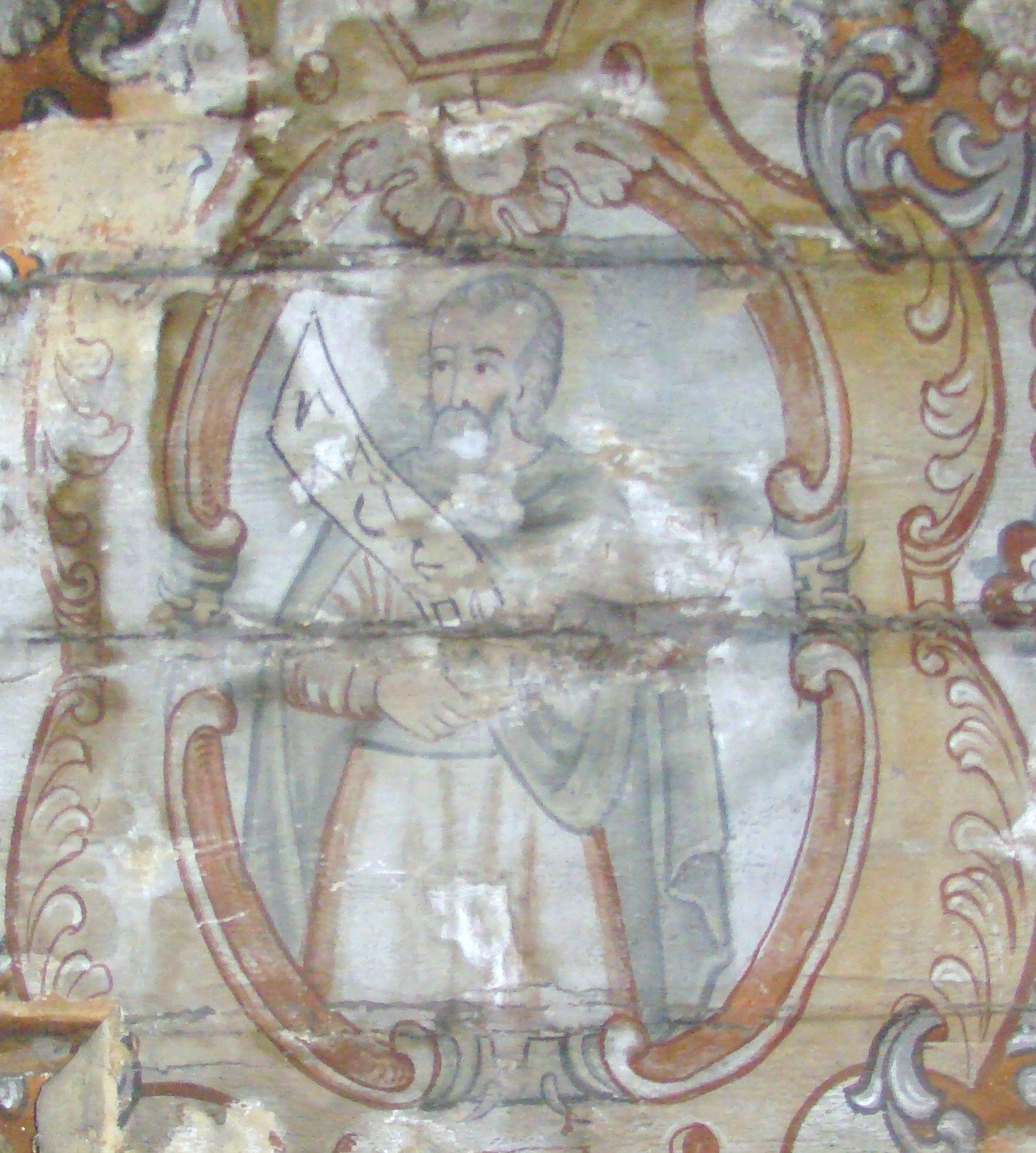
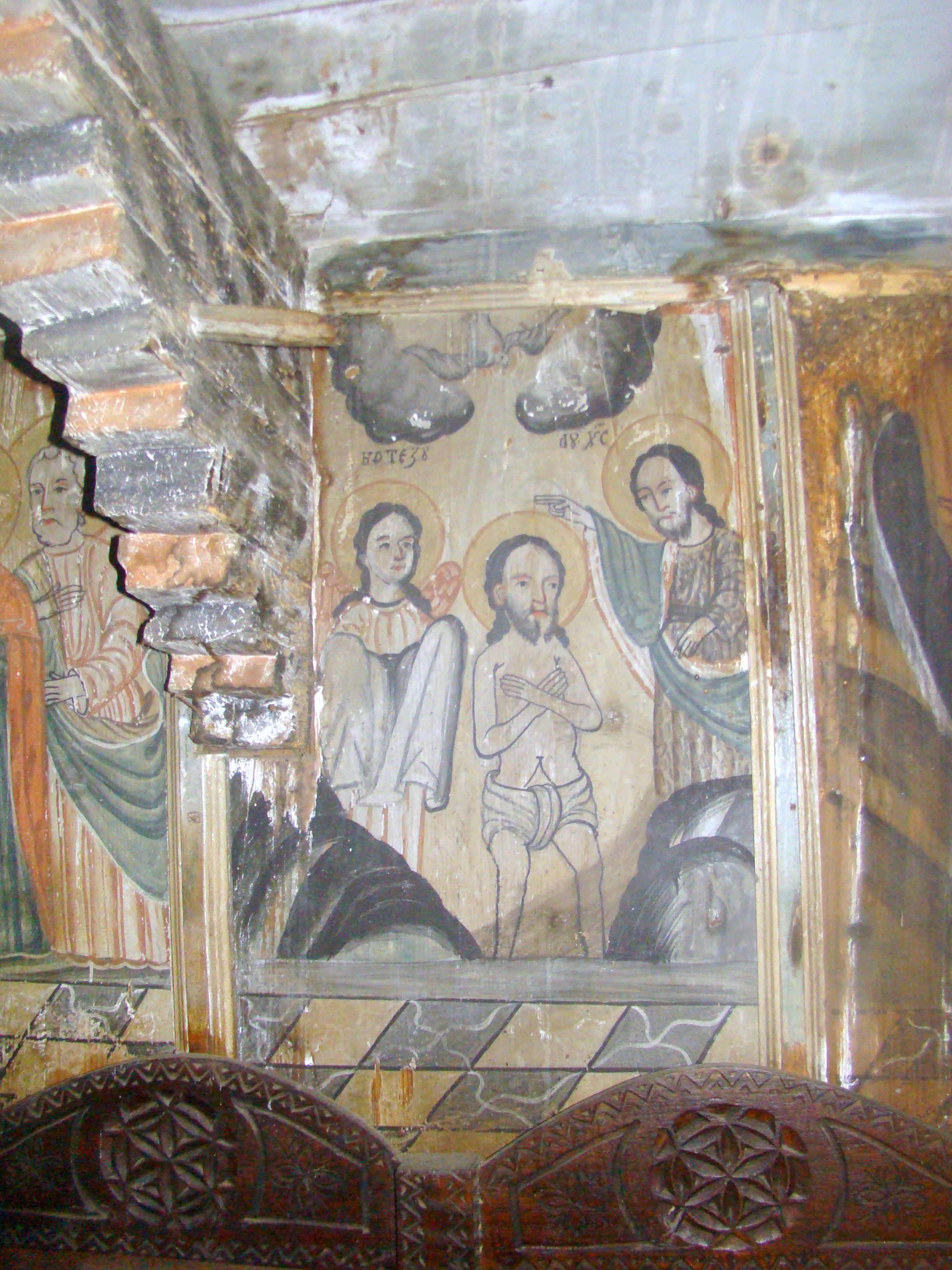
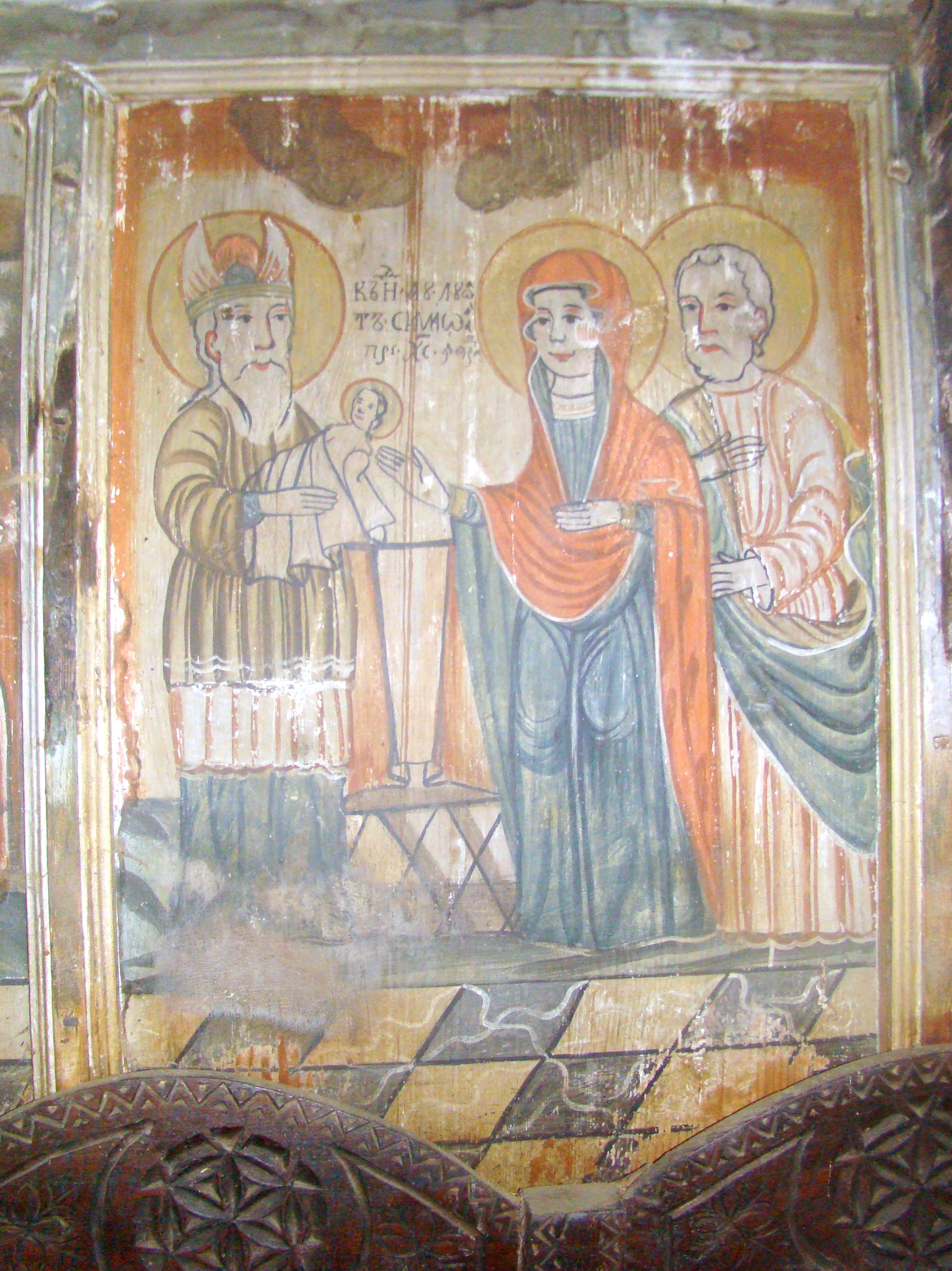
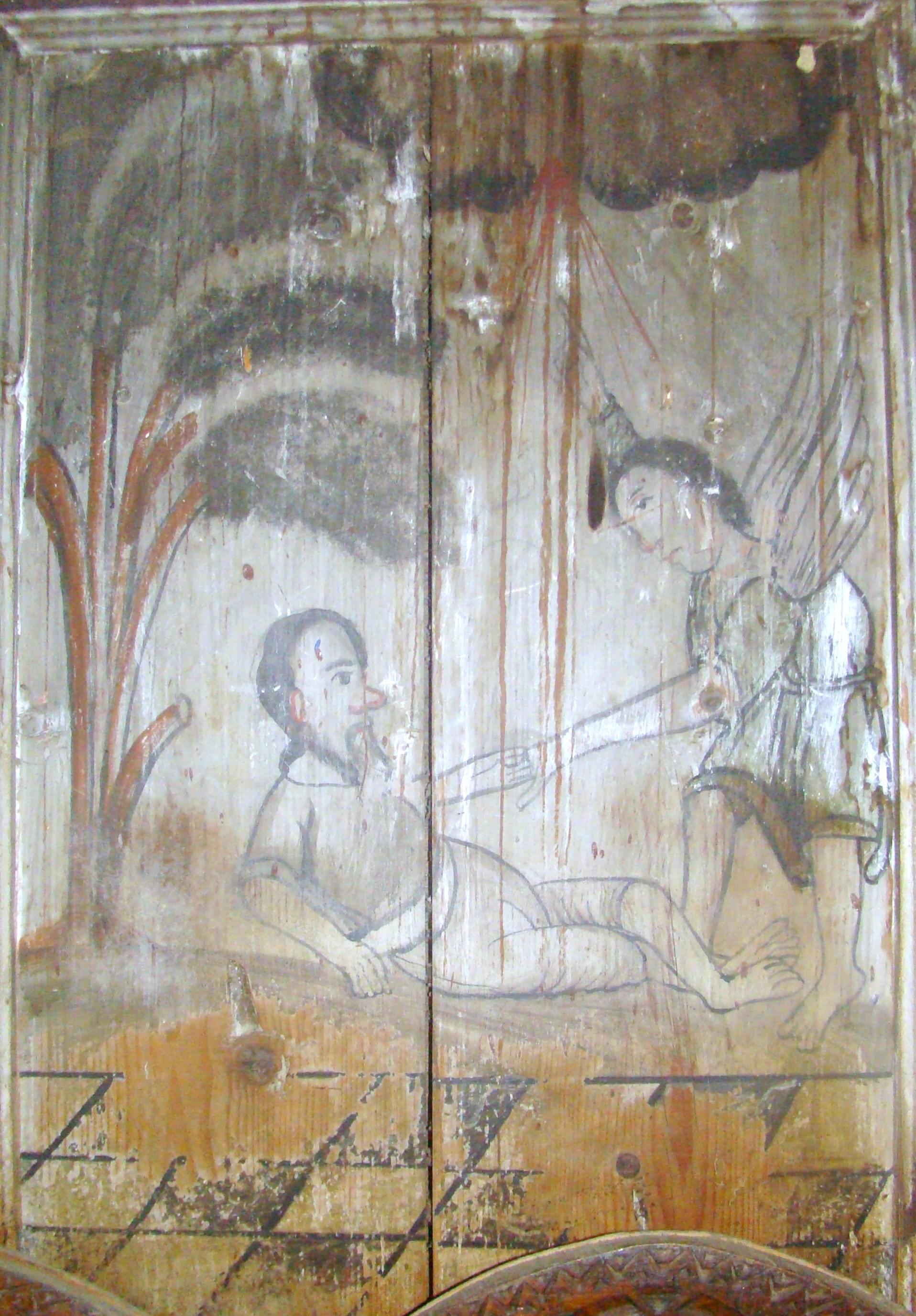
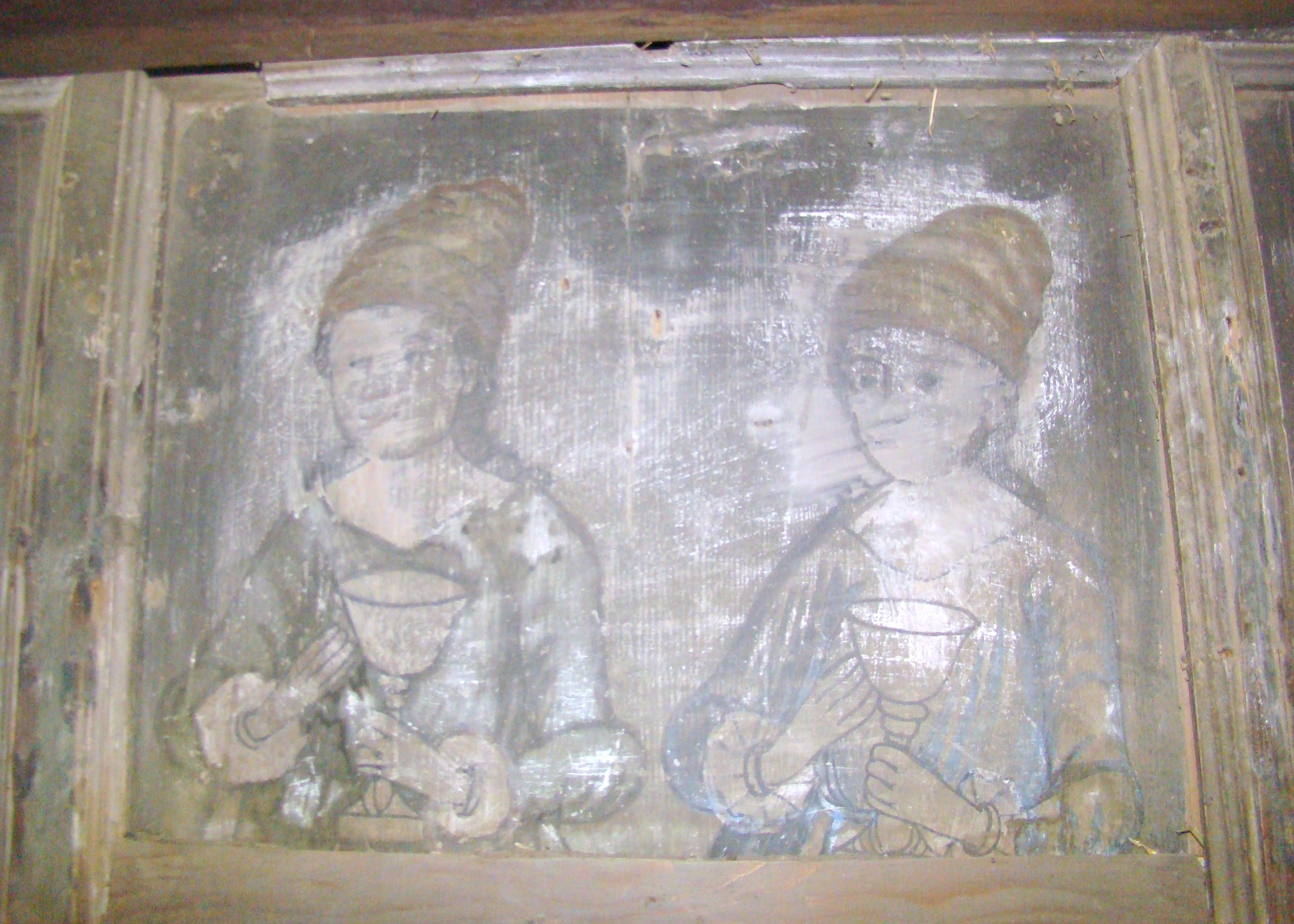
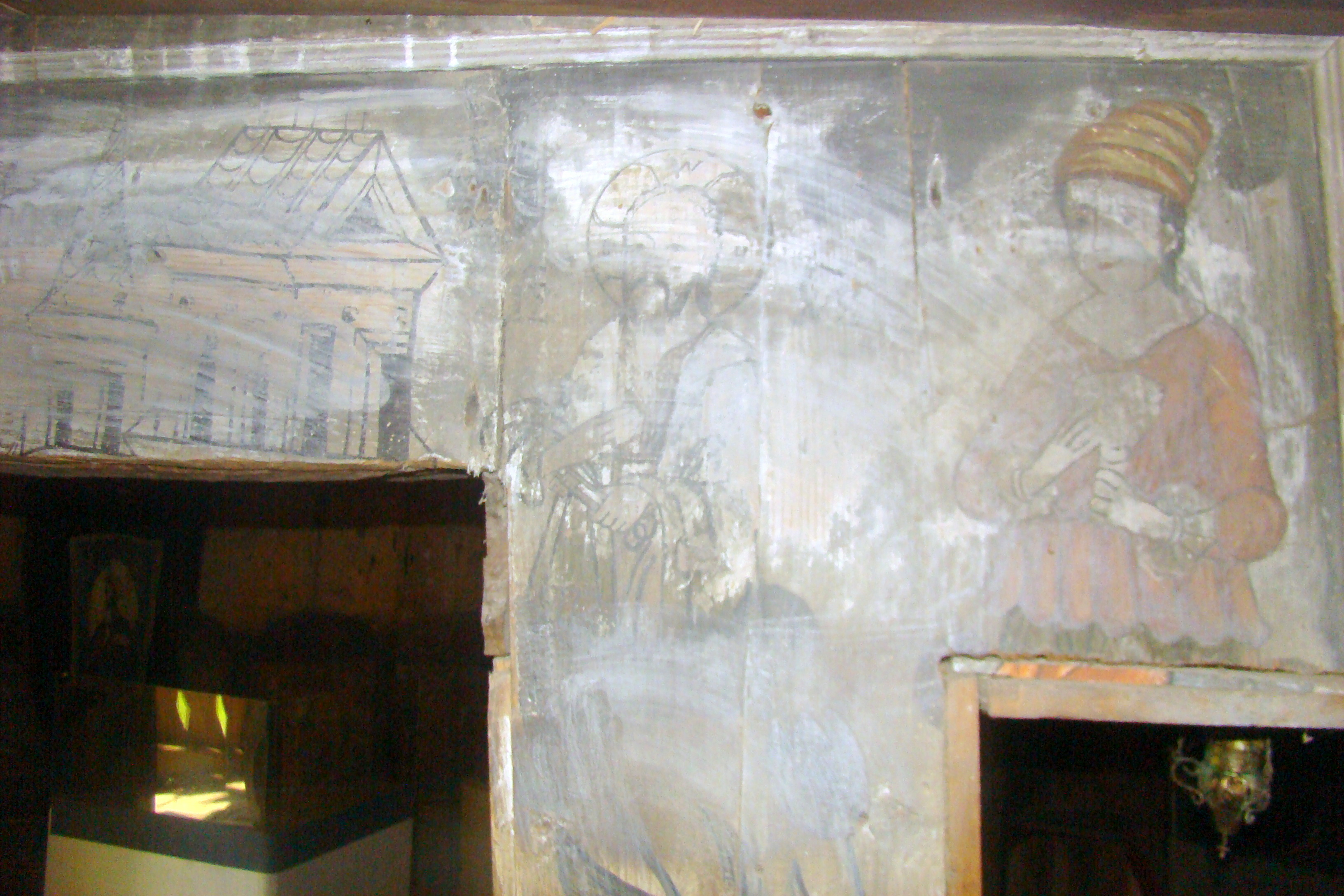
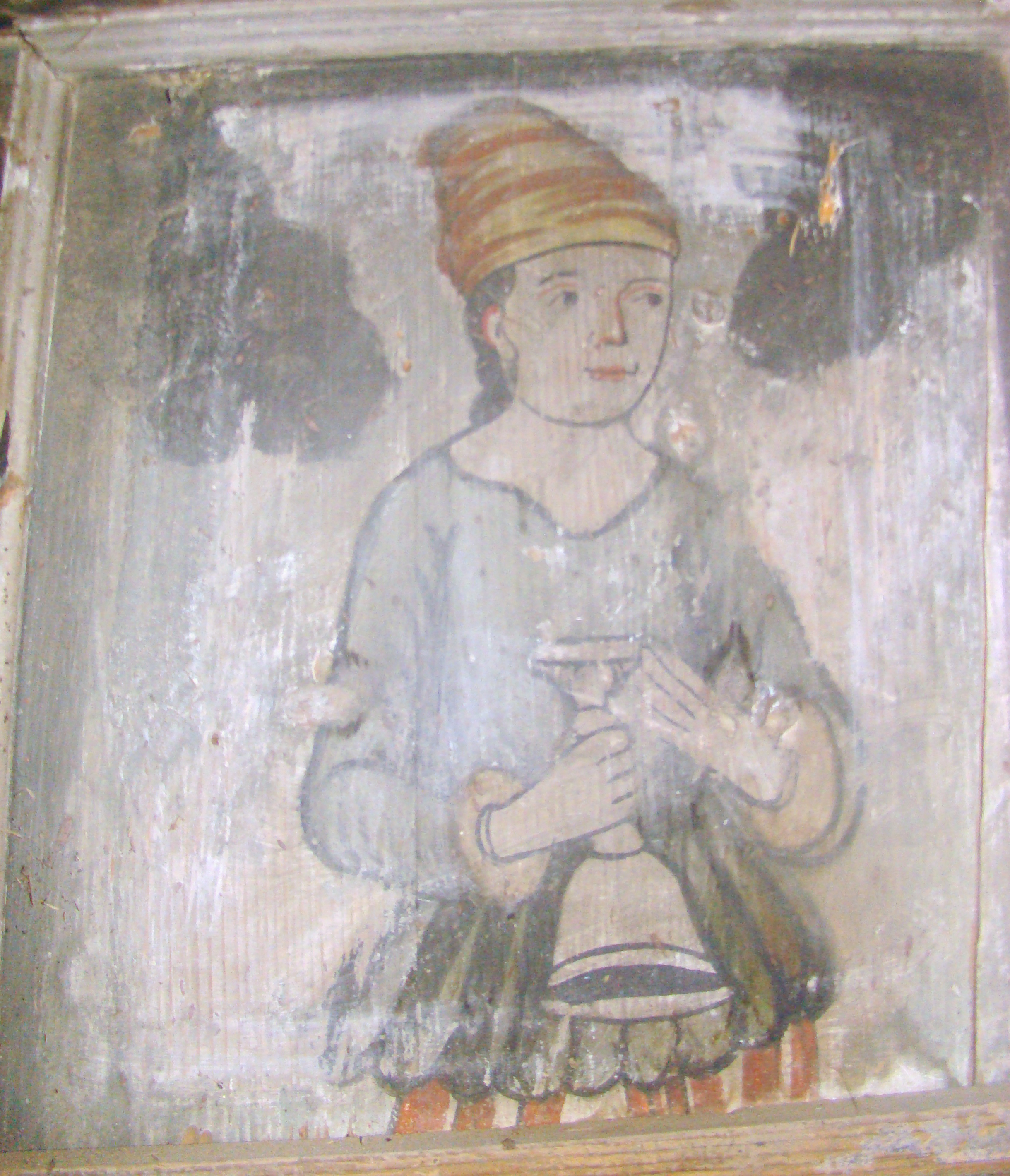
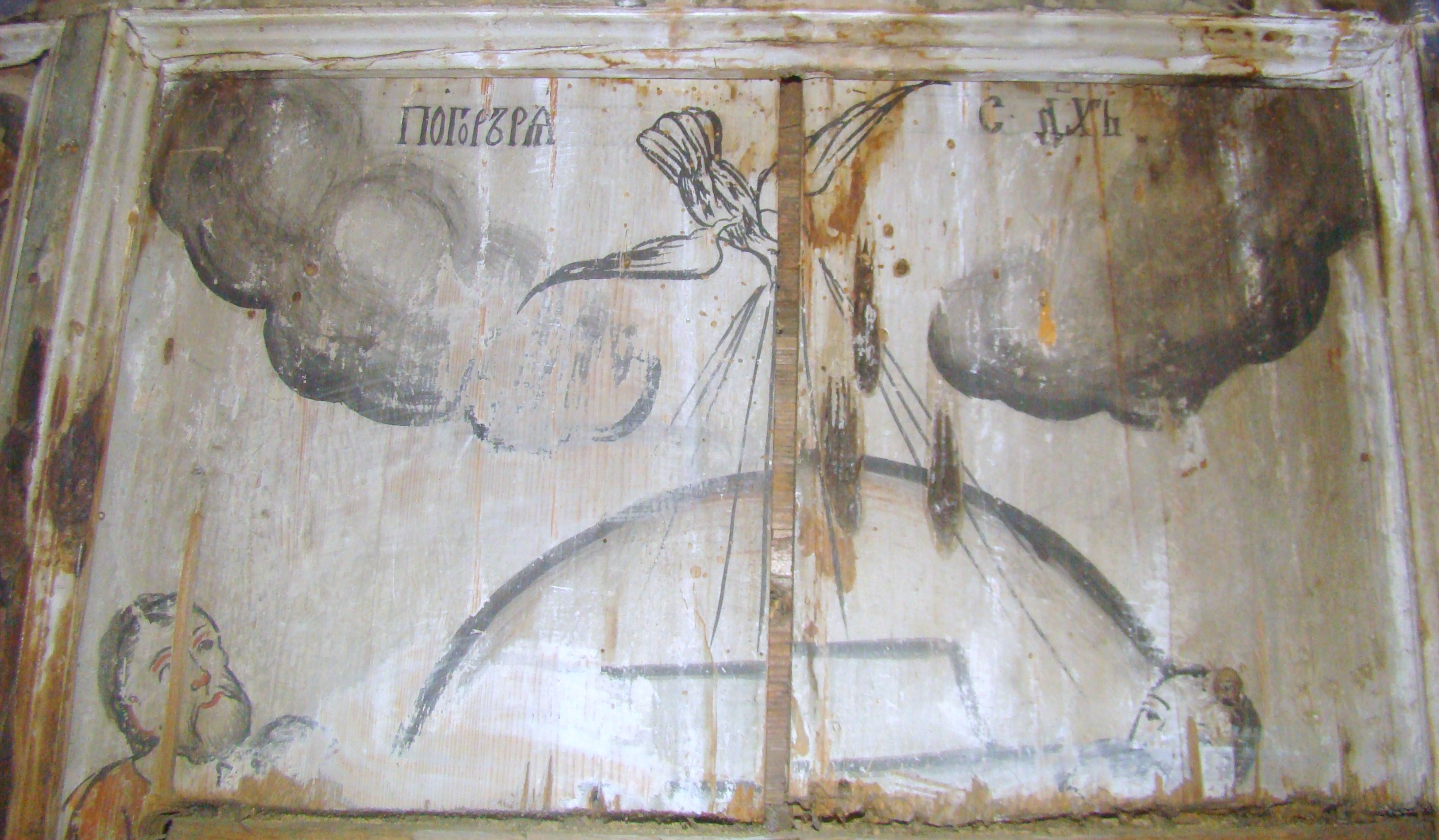
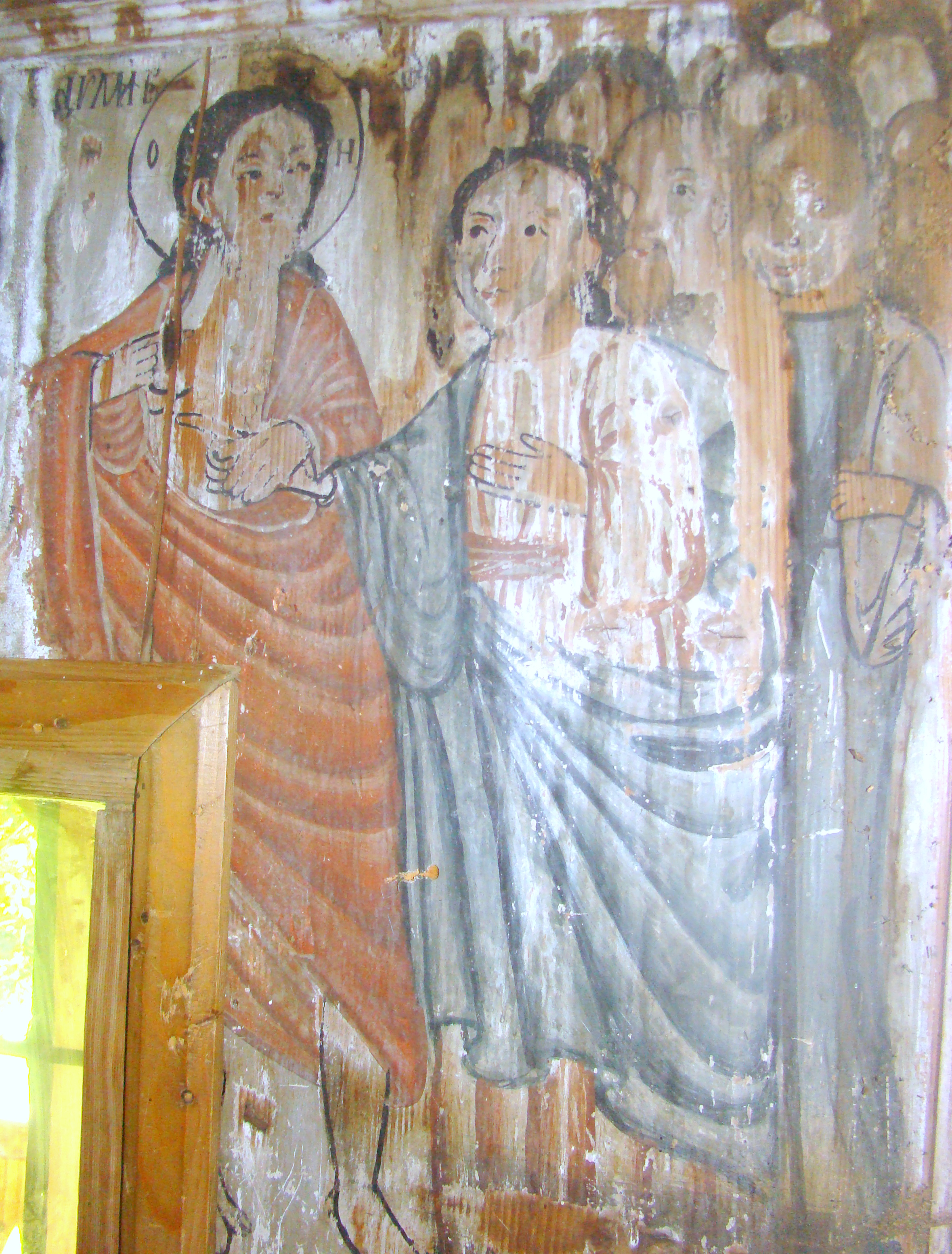
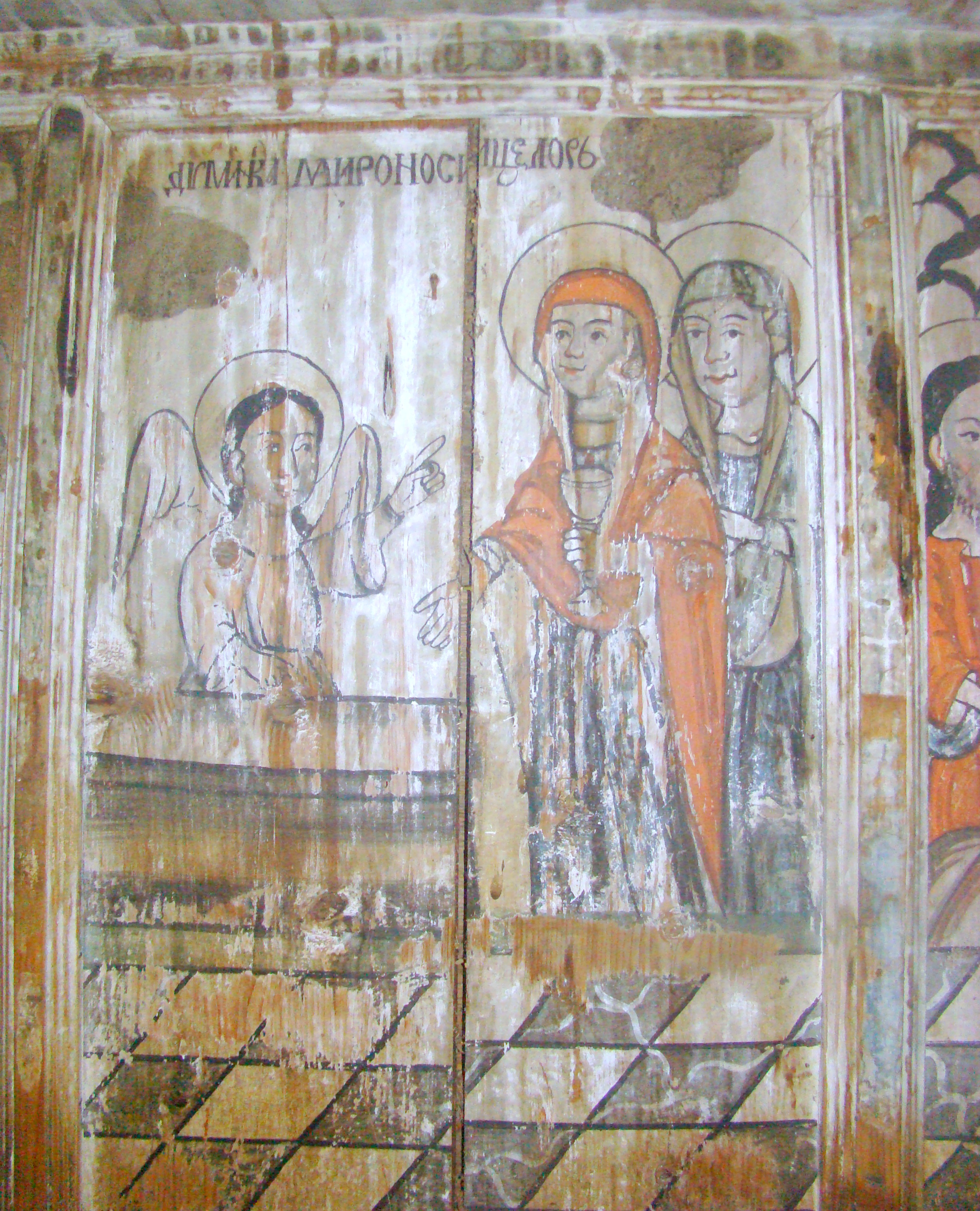
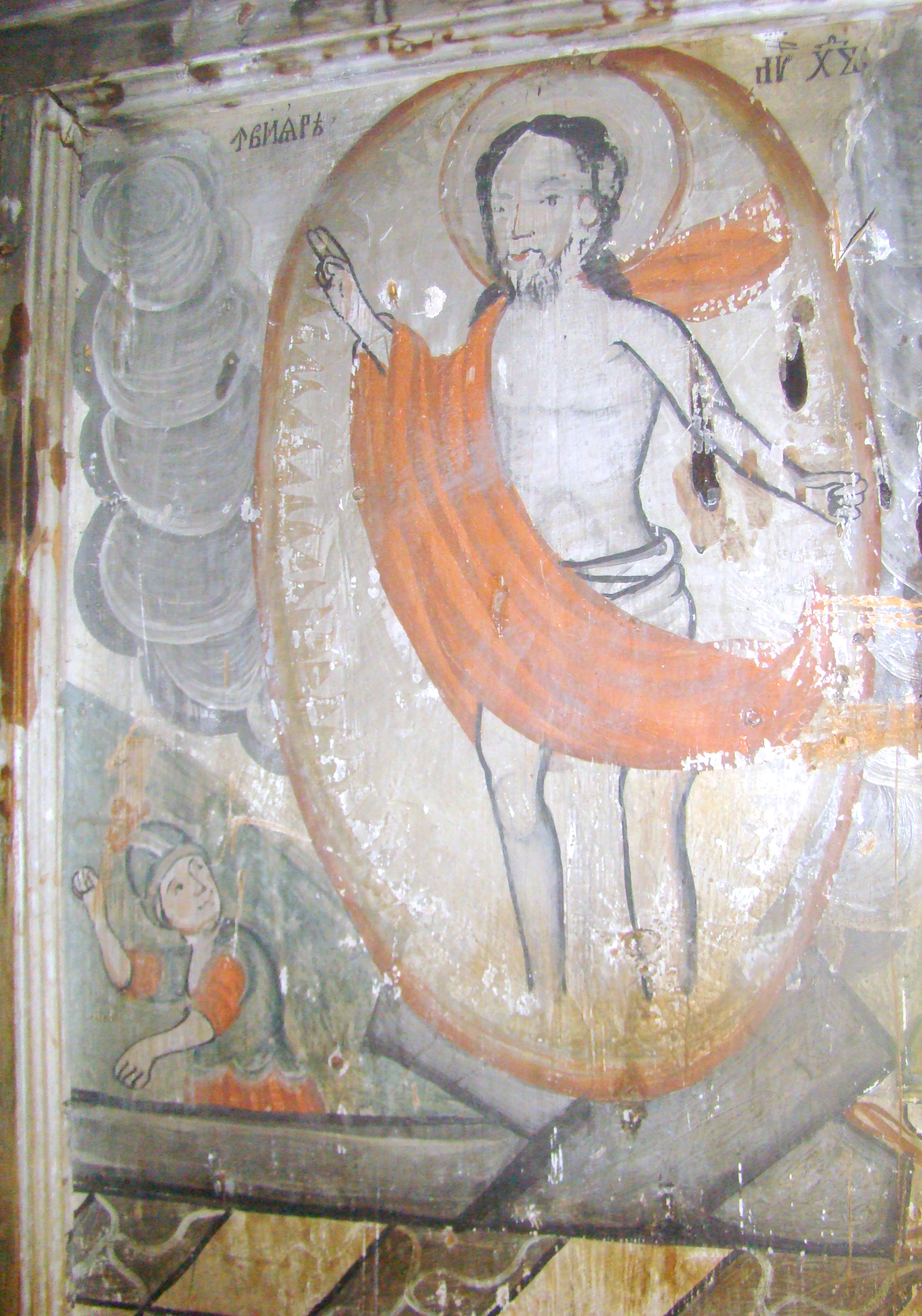
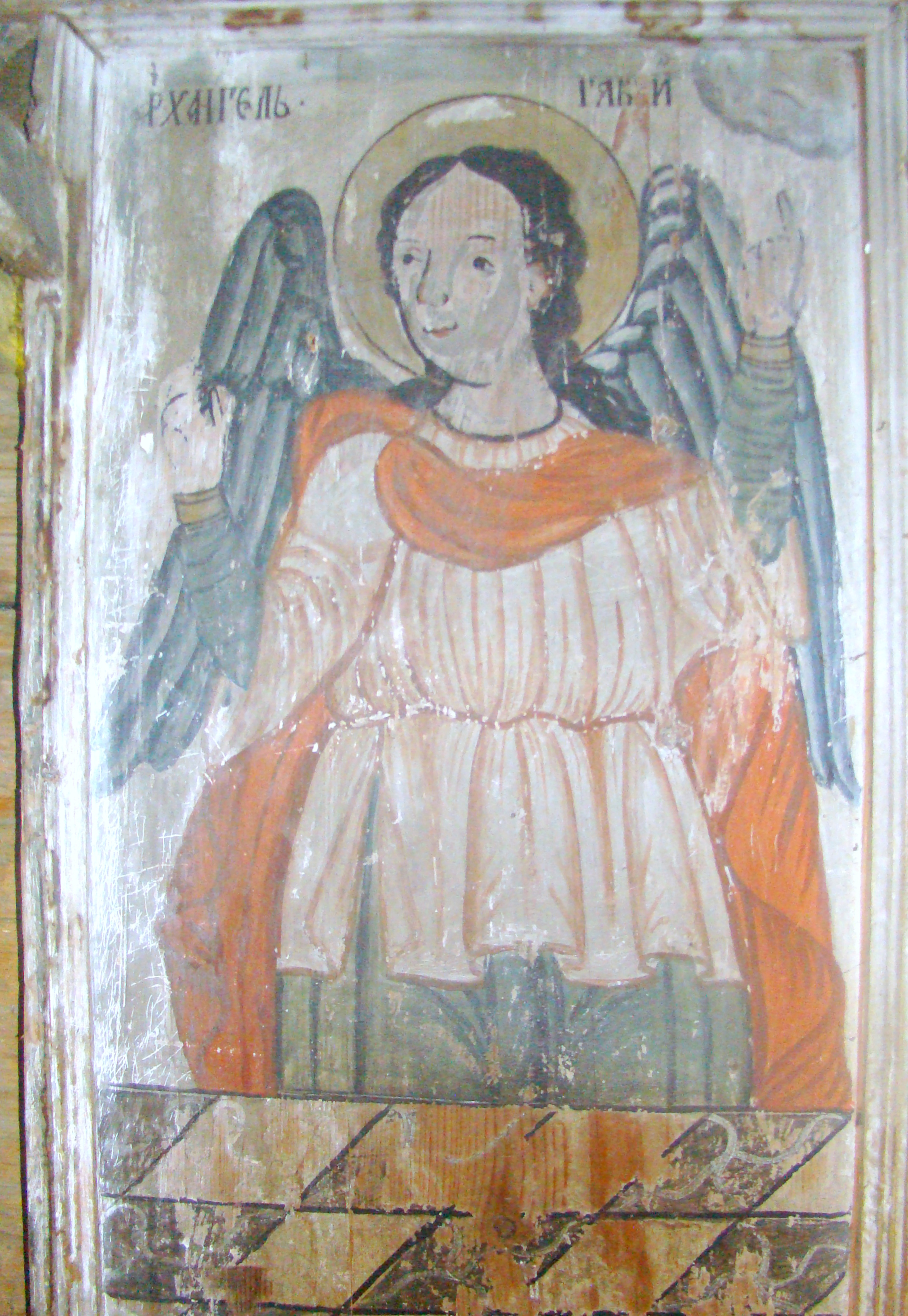
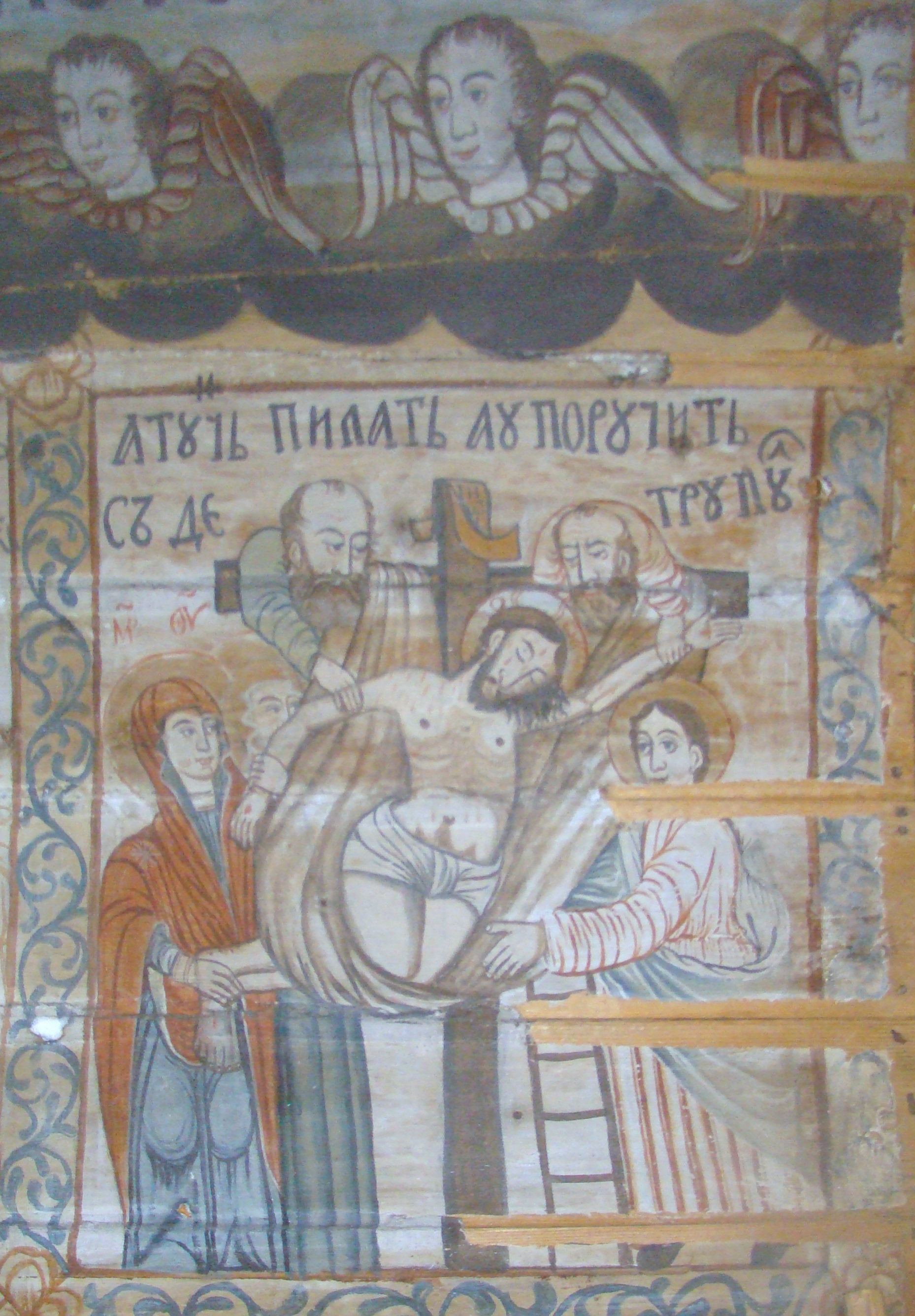
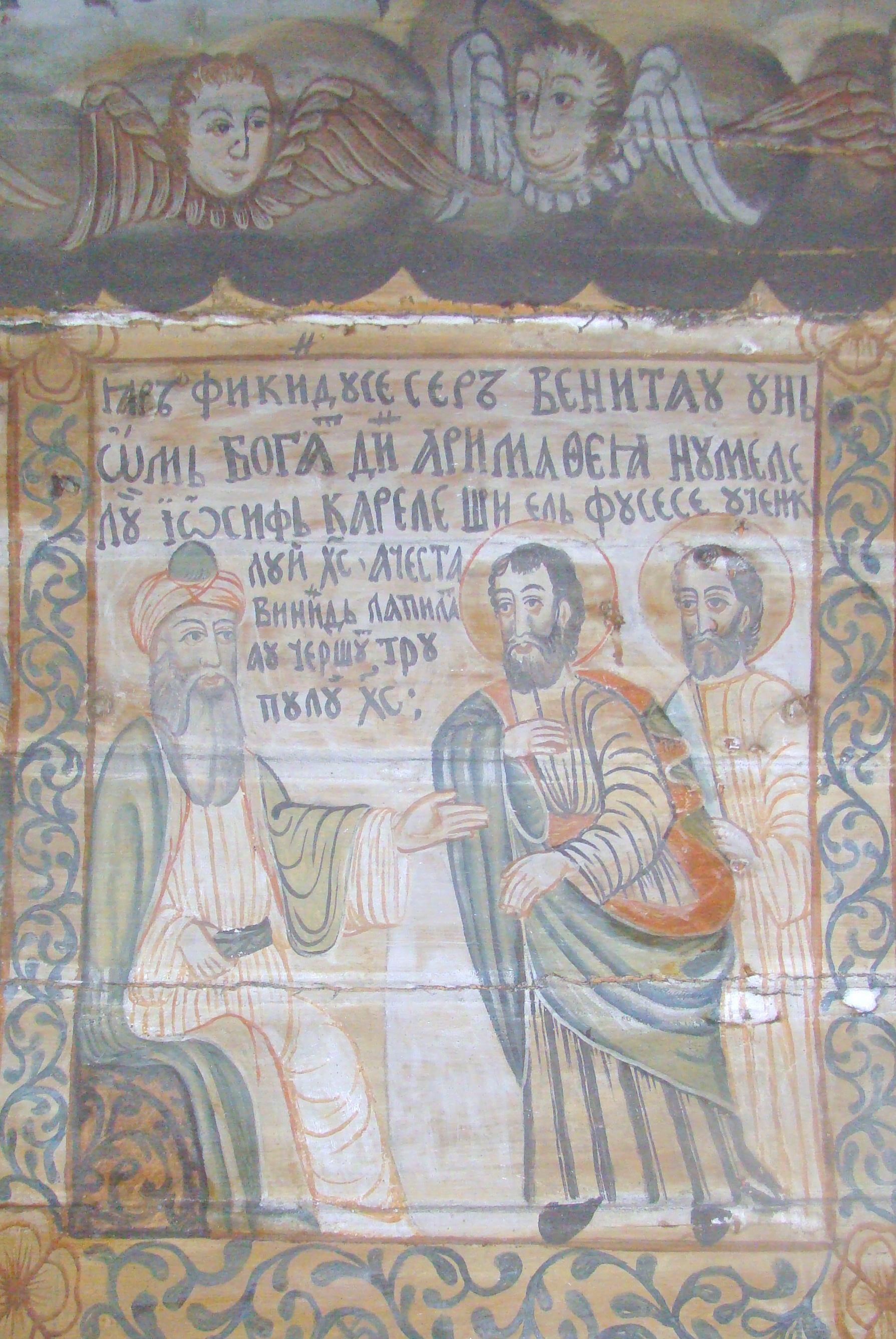
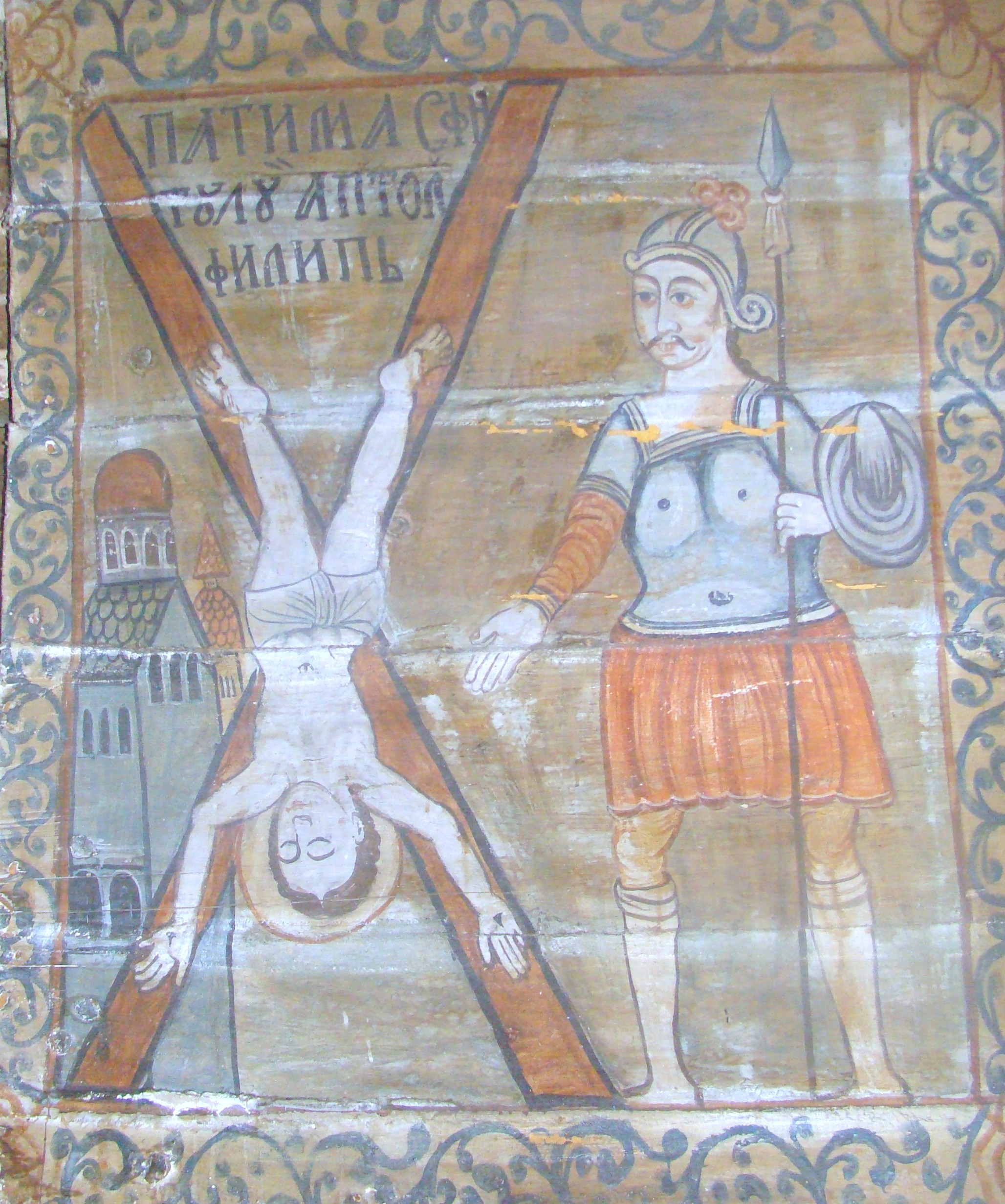
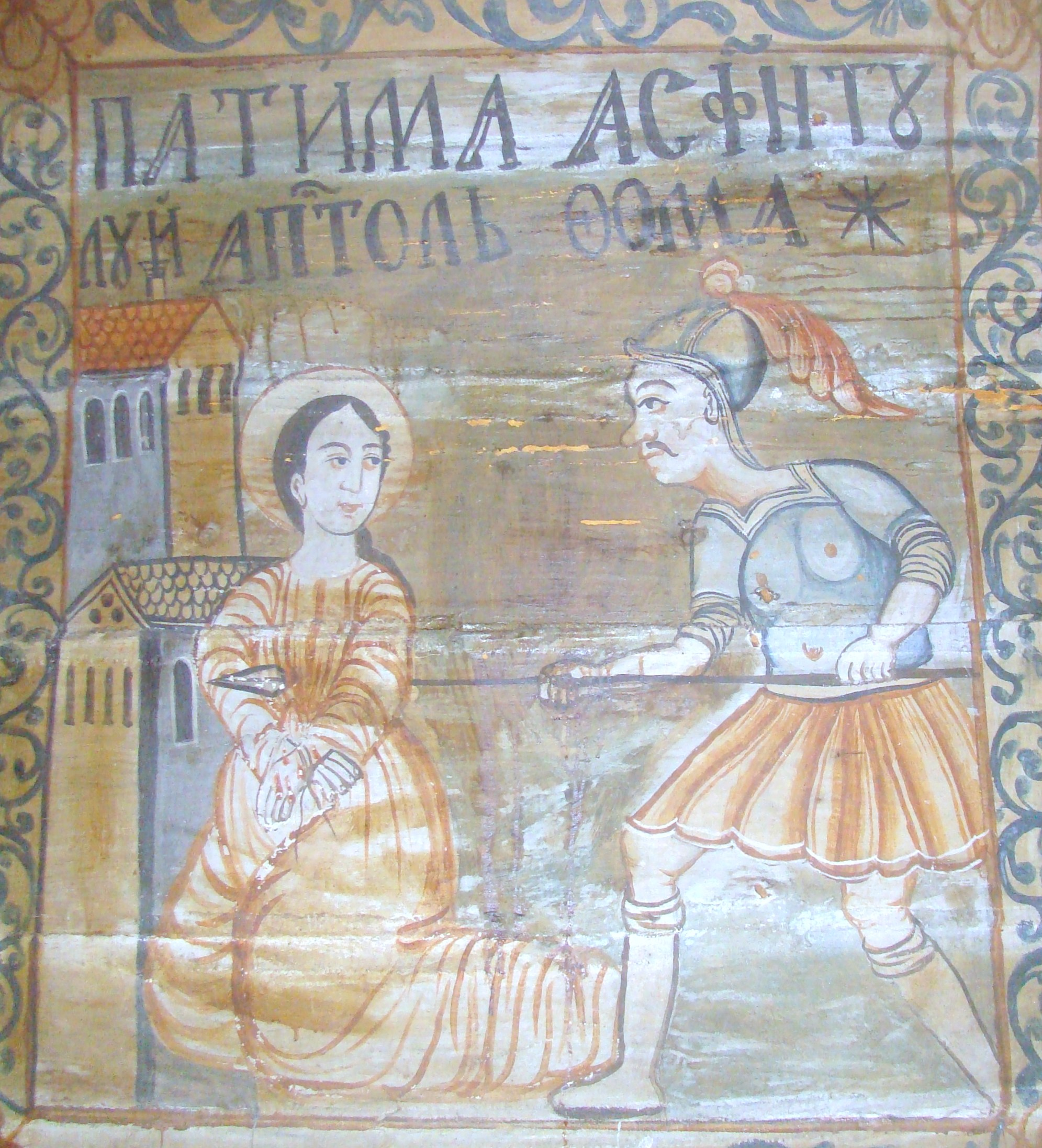
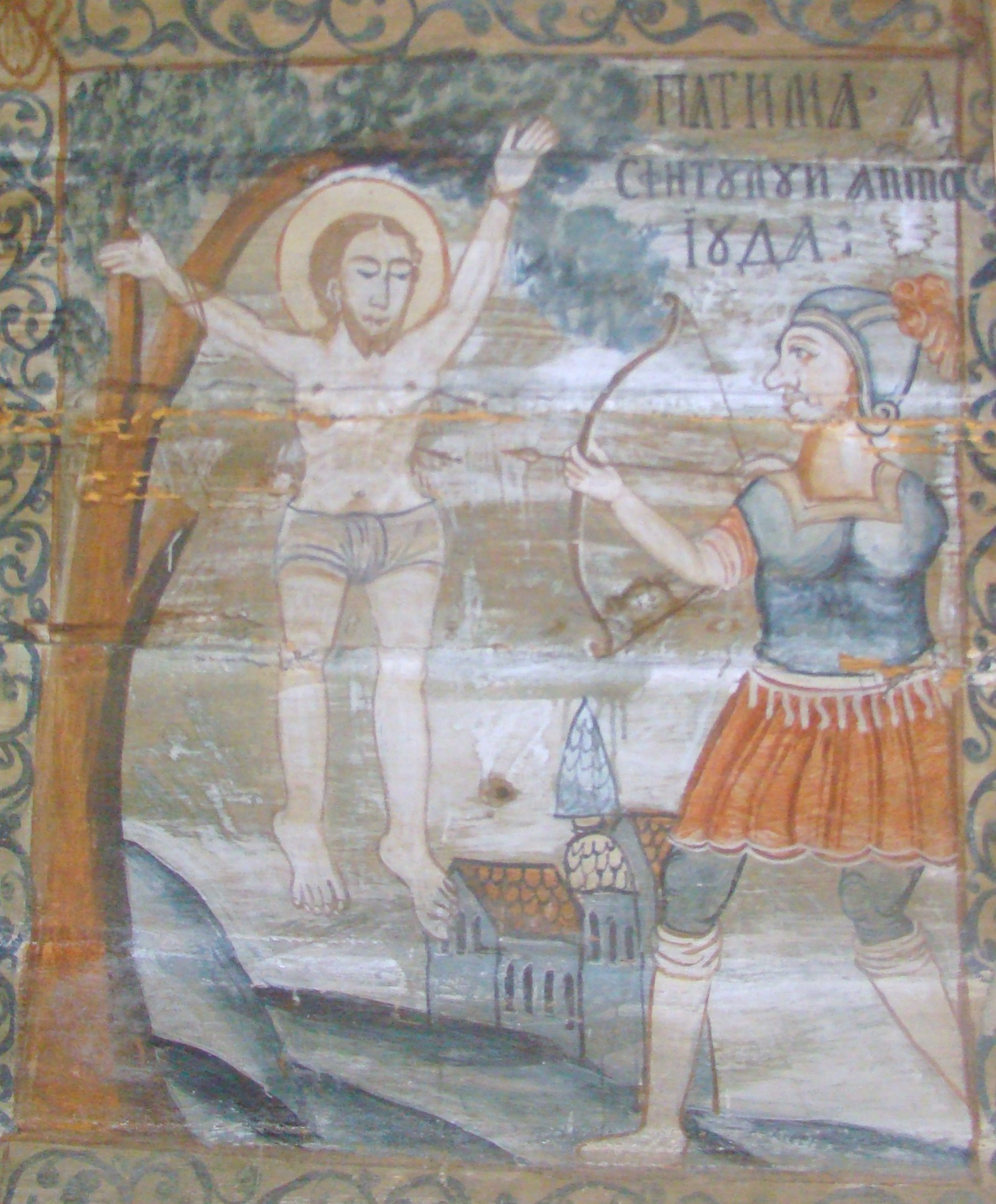
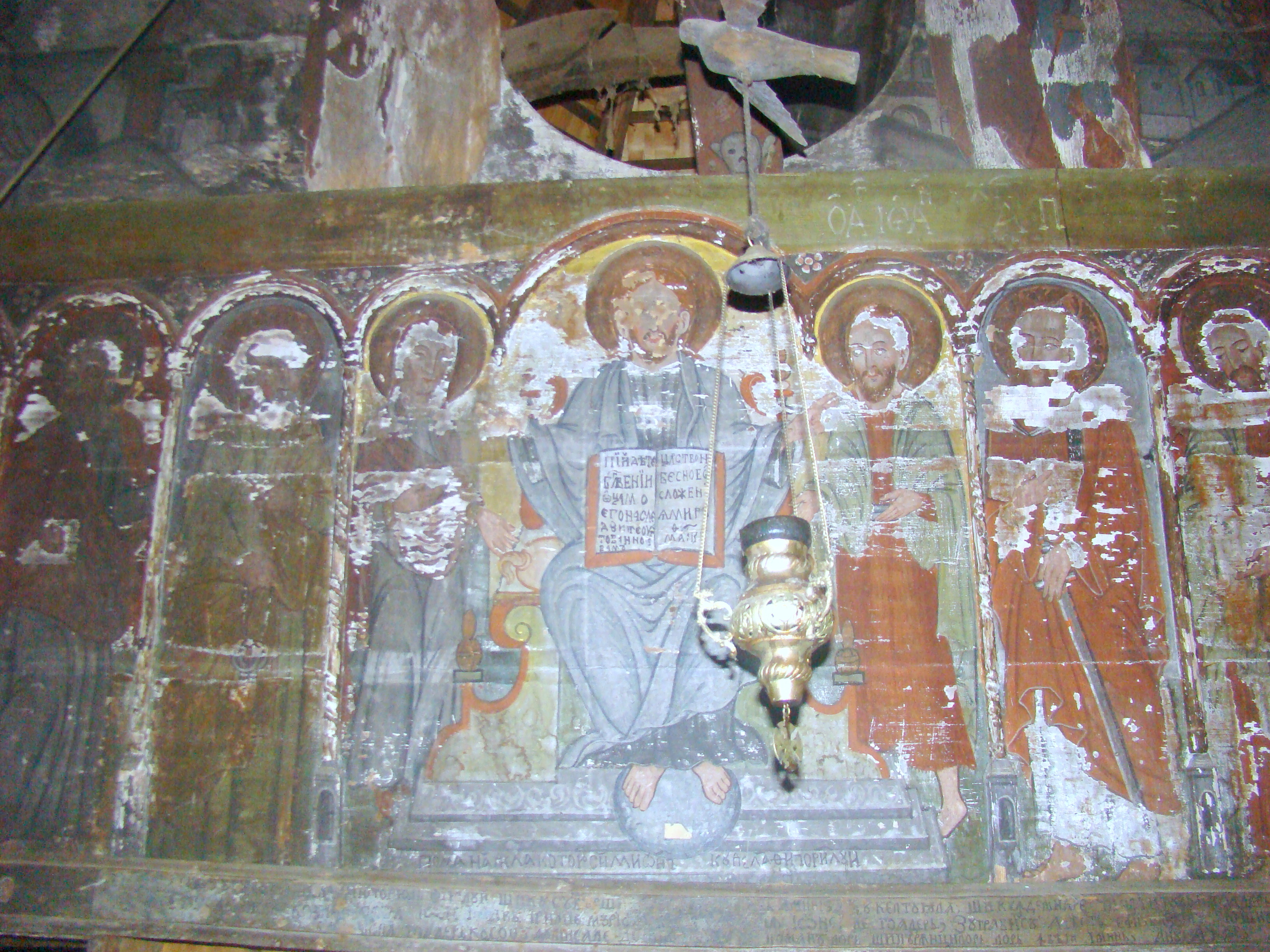
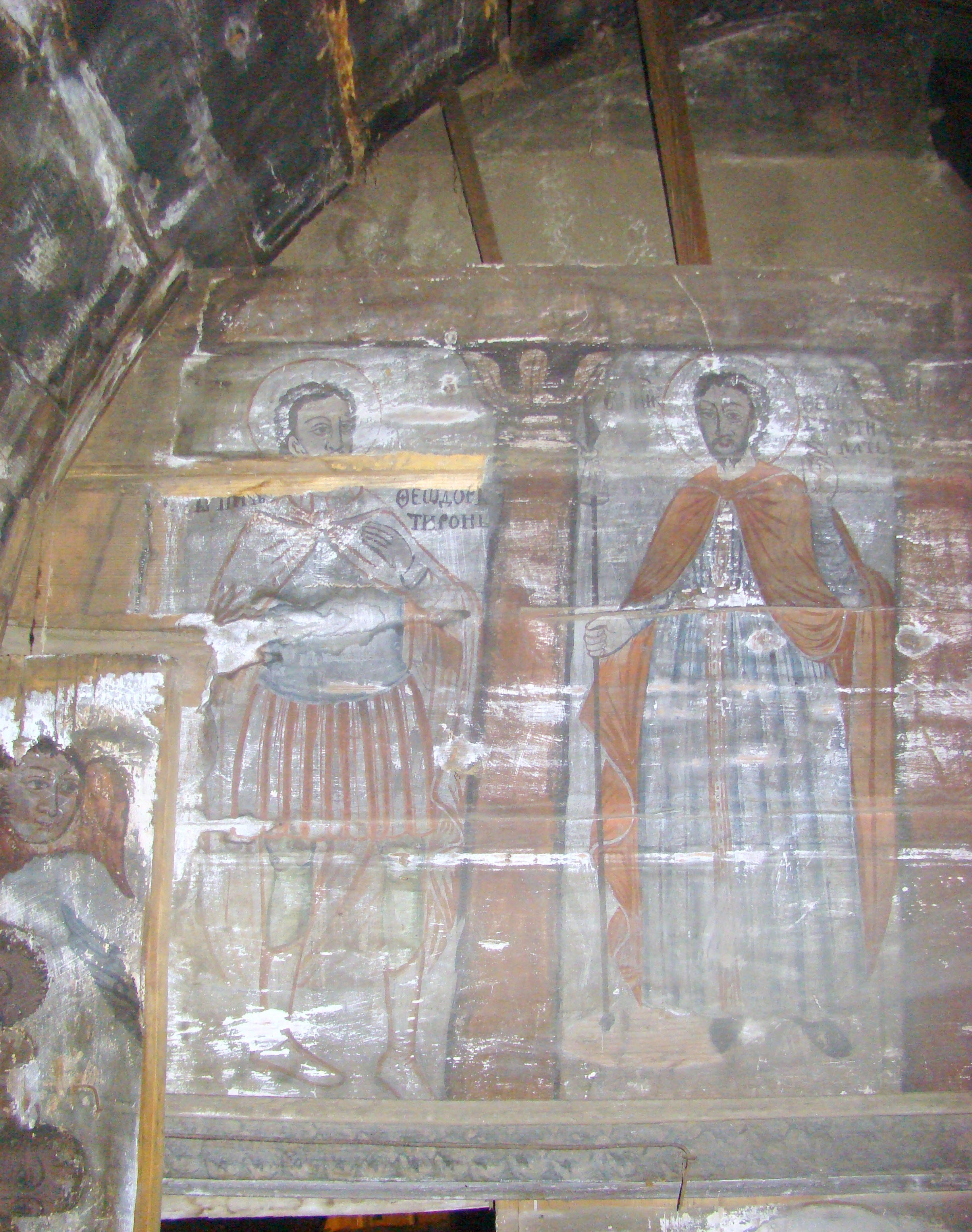
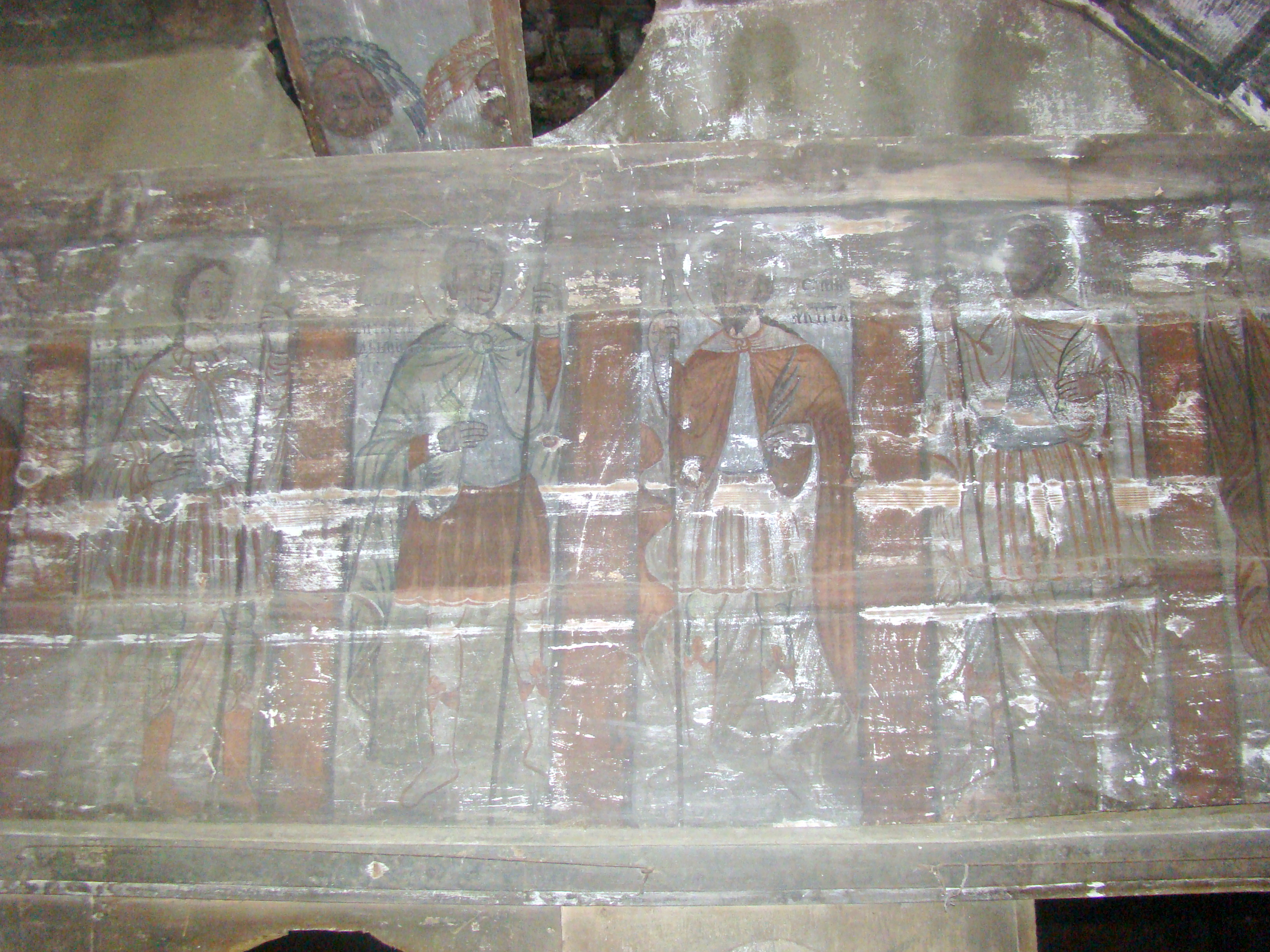
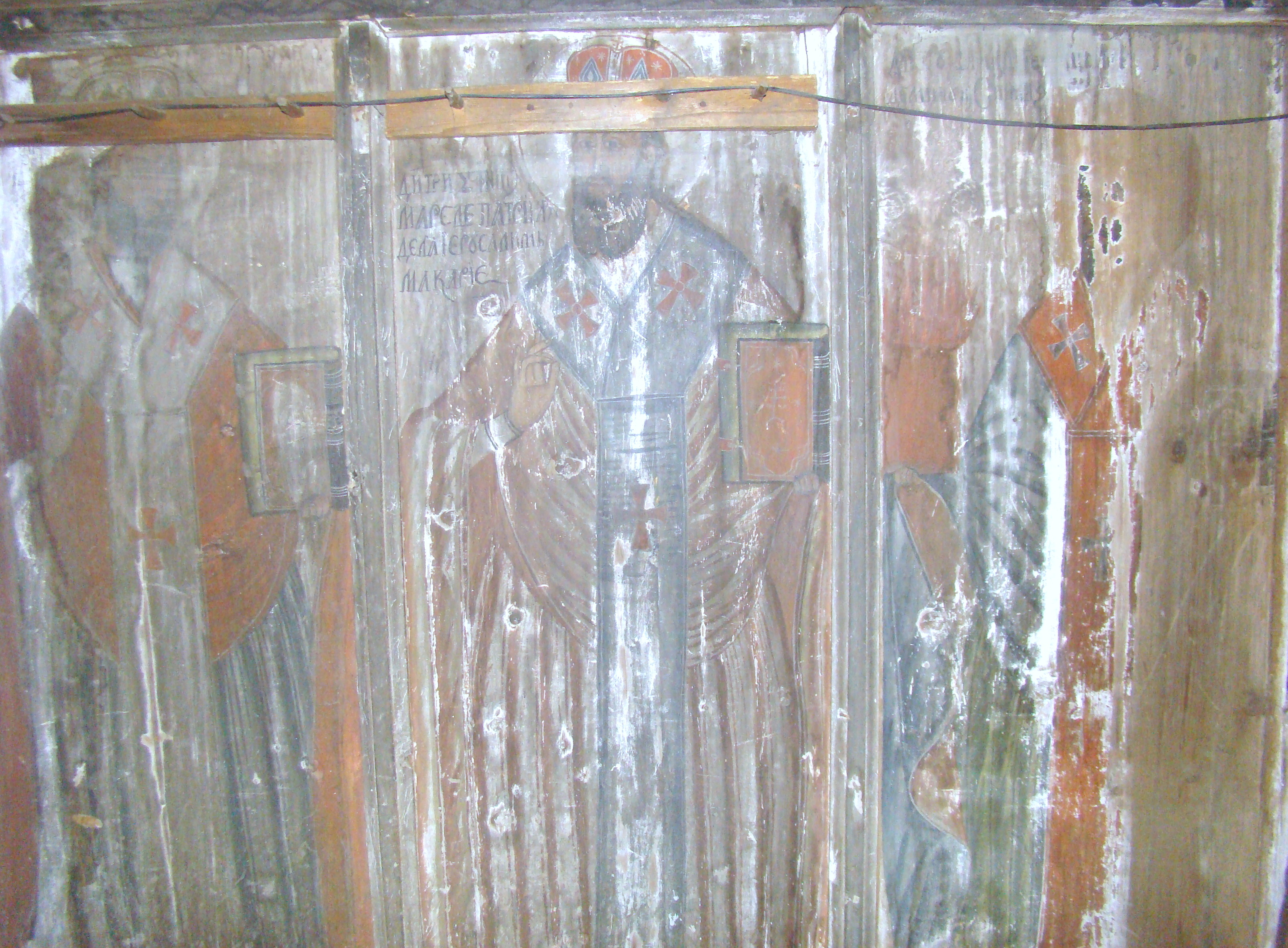
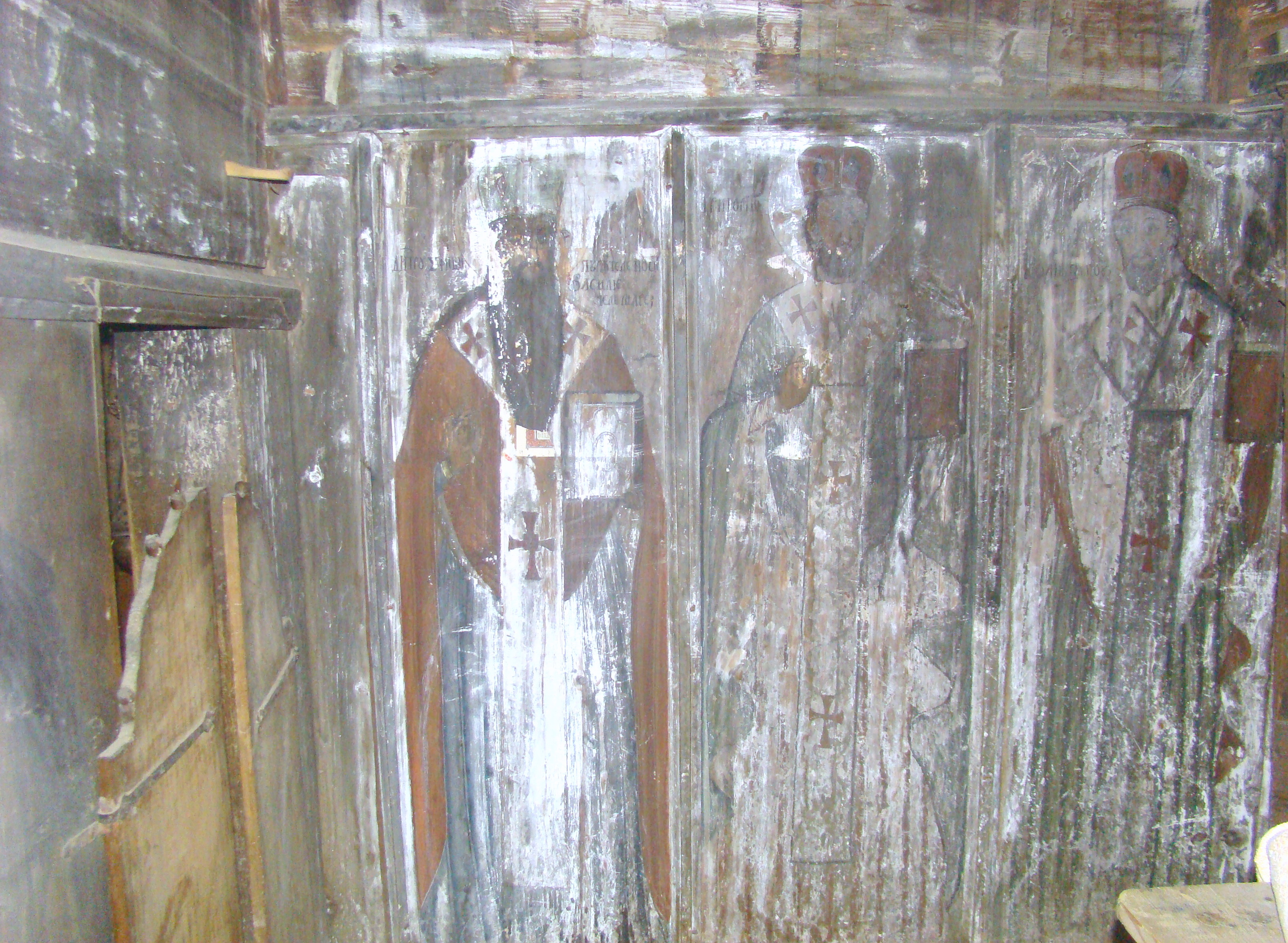
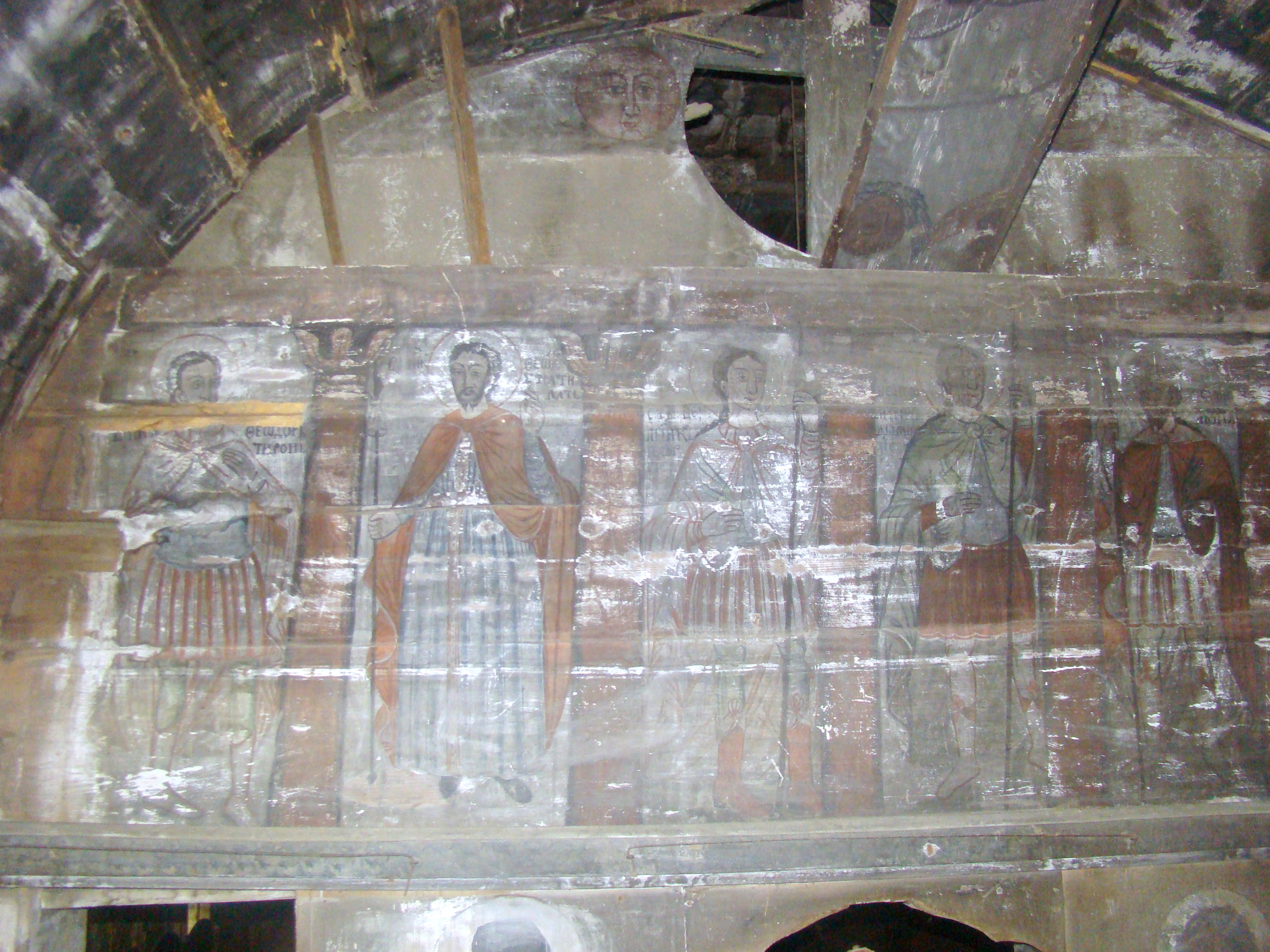
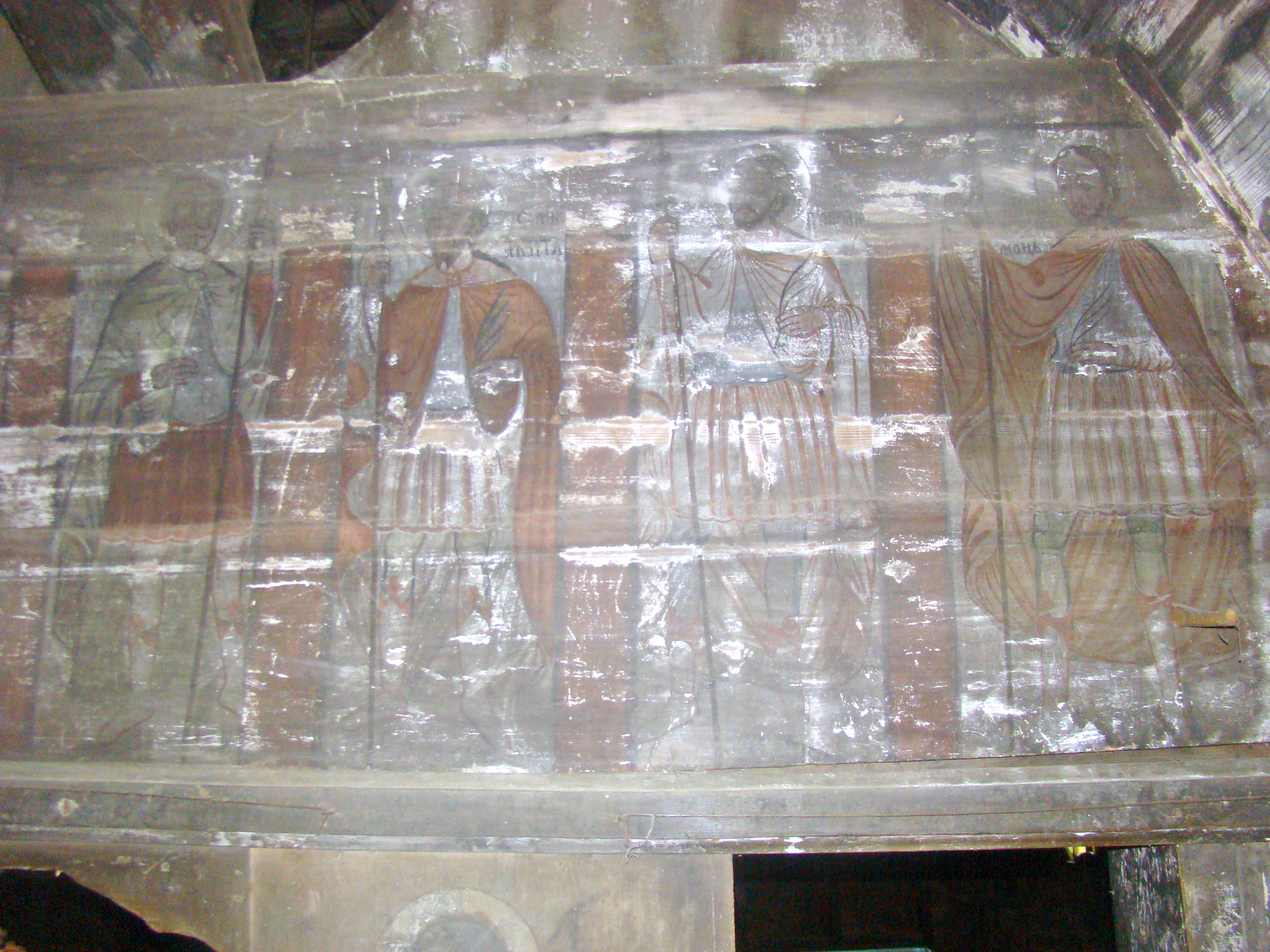
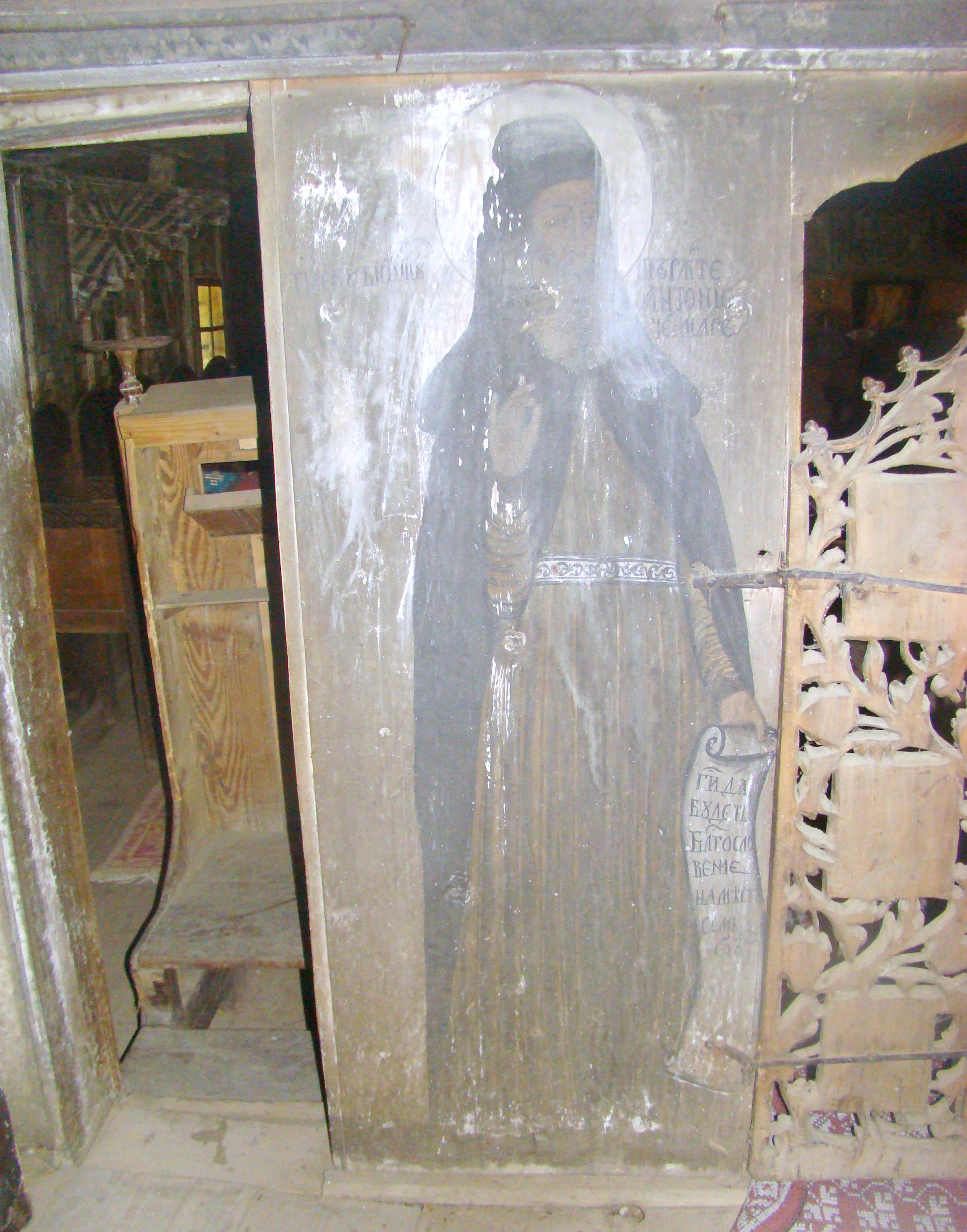
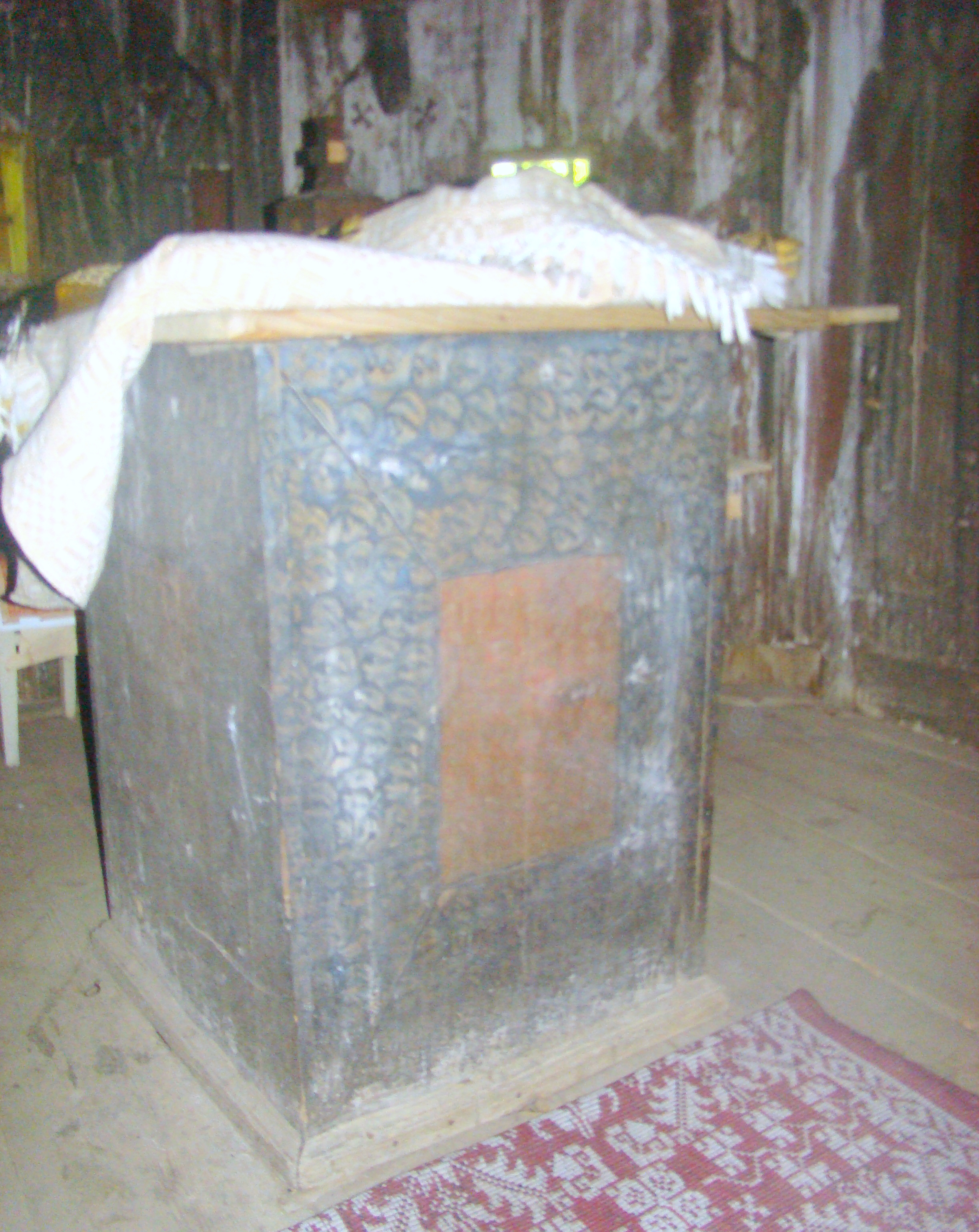
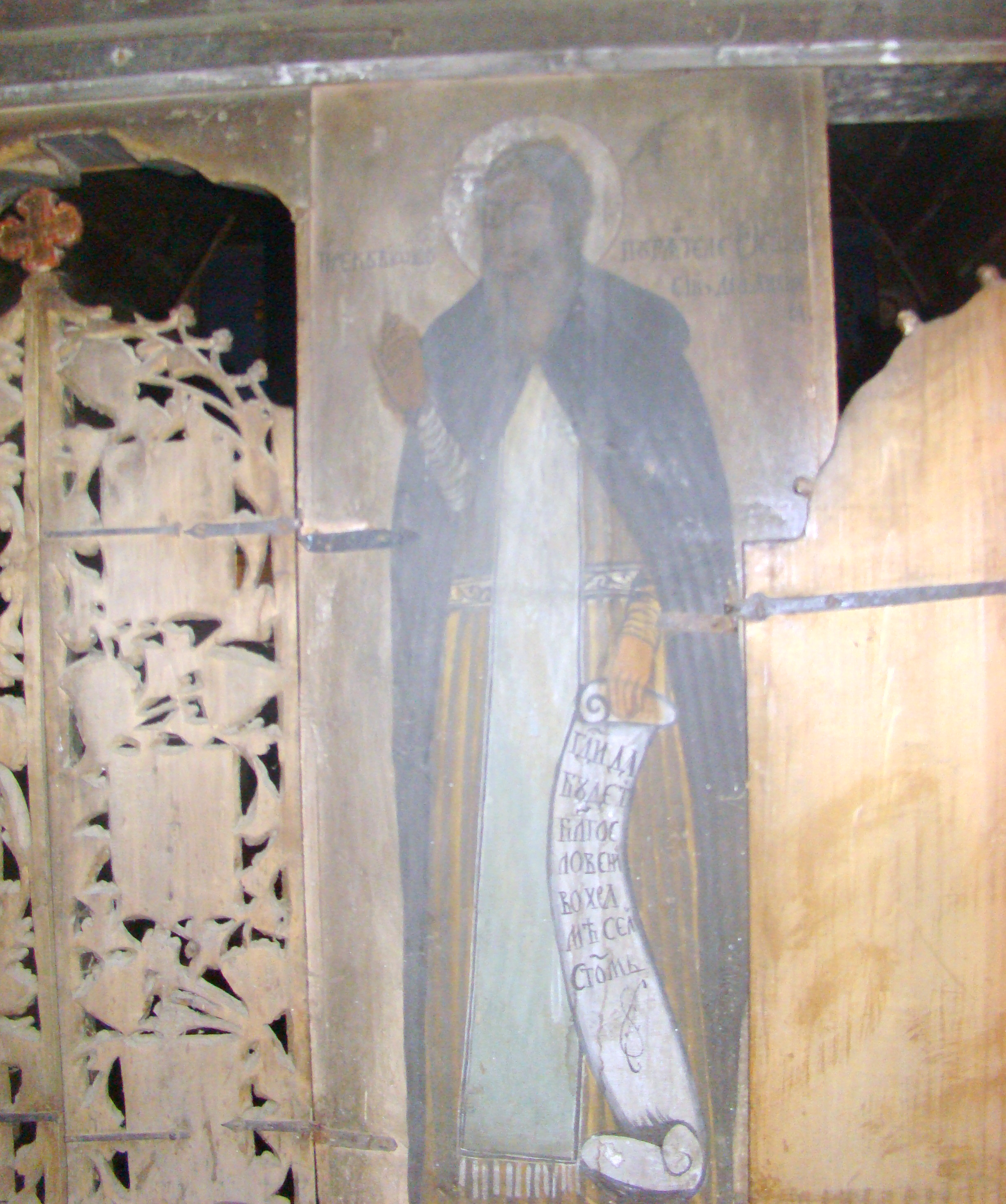
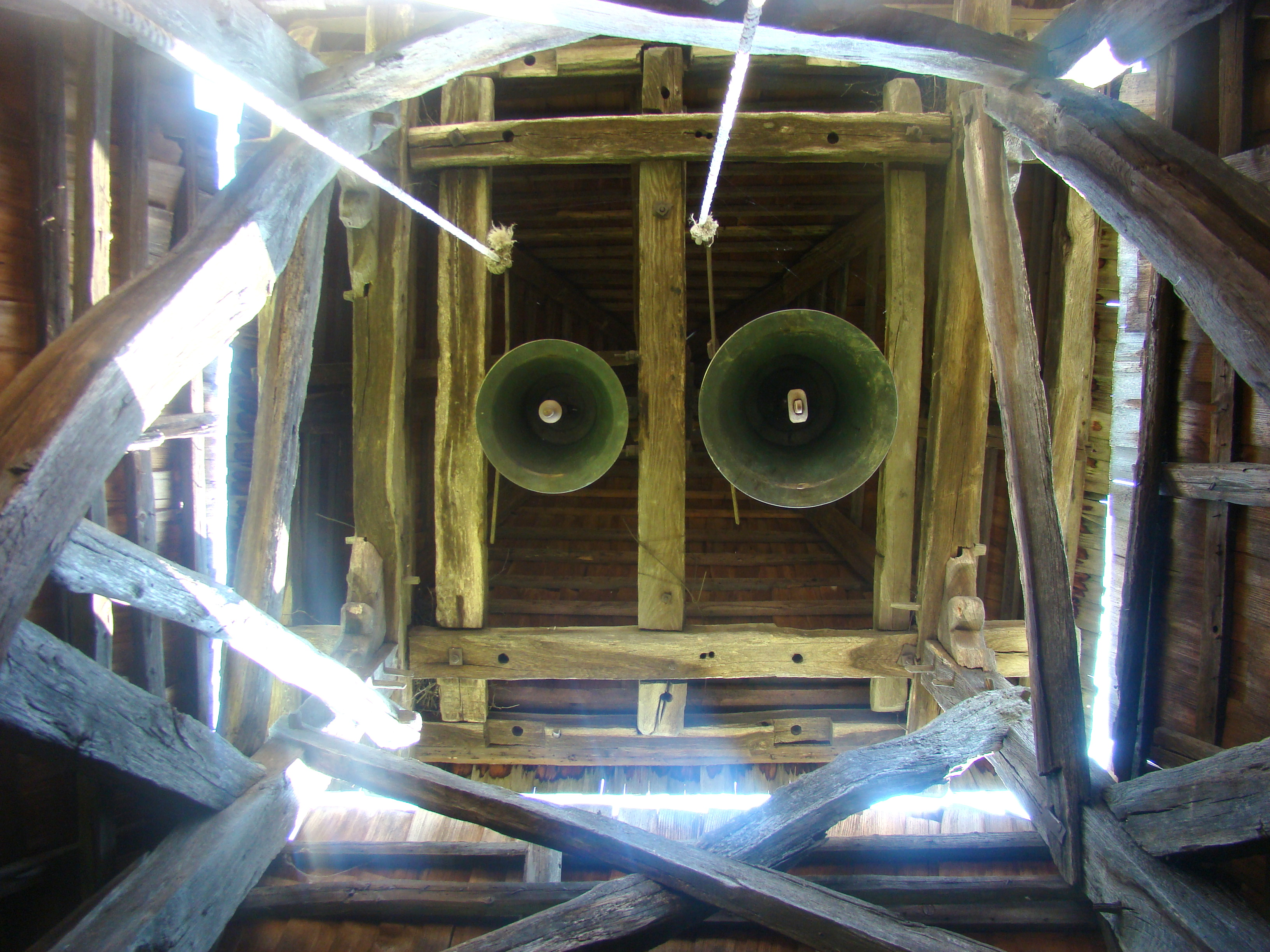
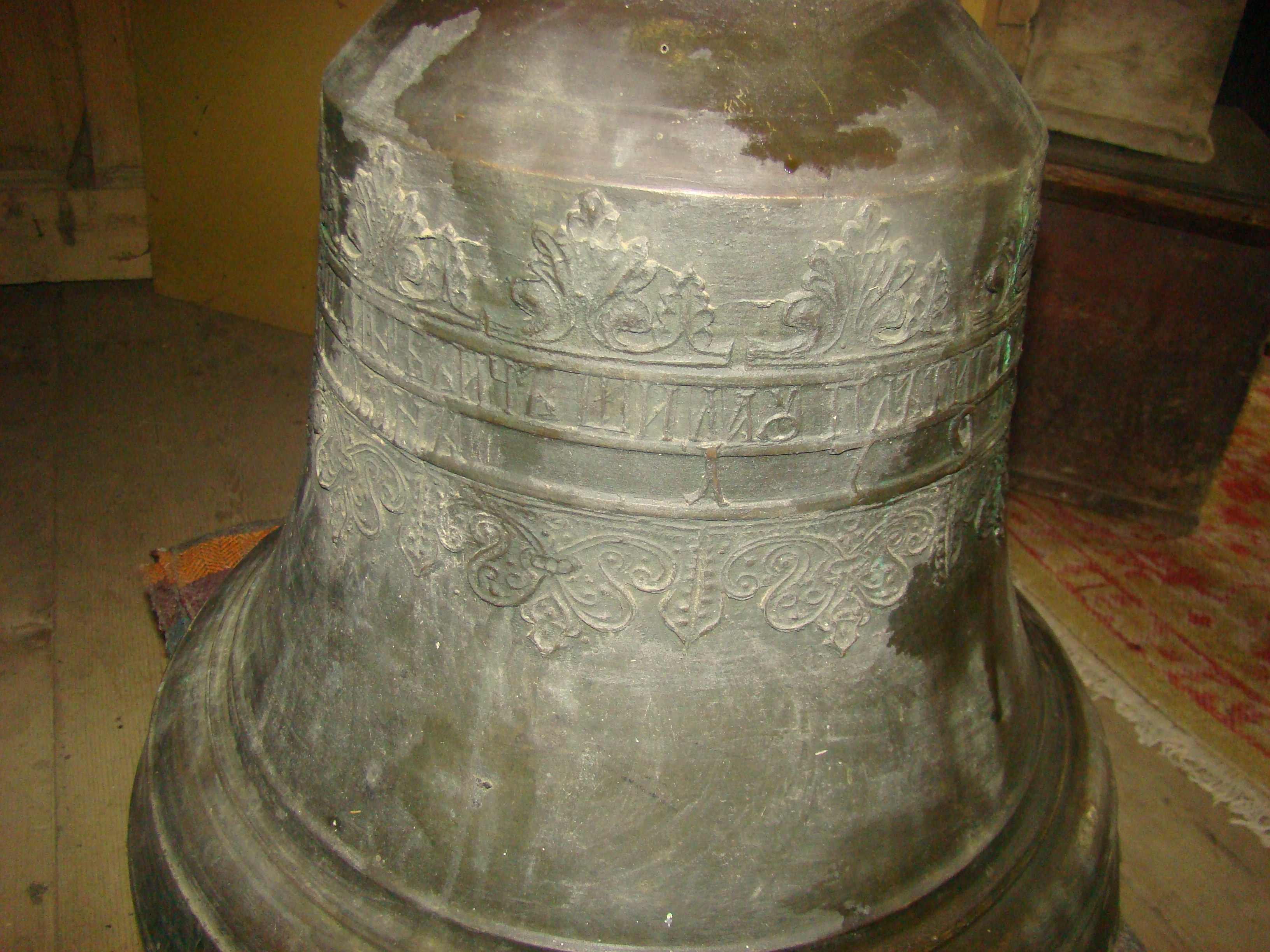